# 2006
Portal Geschichte | Portal Biografien | Aktuelle Ereignisse | Jahreskalender | Tagesartikel

◄ |
20. Jahrhundert |
21. Jahrhundert

◄ |
1970er |
1980er |
1990er |
2000er
| 2010er | 2020er | 2030er | ►

◄◄ |
◄ |
2002 |
2003 |
2004 |
2005 |
2006
| 2007 | 2008 | 2009 | 2010 | ► | ►►
 Jan.
| Feb.
| Mär.
| Apr.
| Mai
| Jun.
| Jul.
| Aug.
| Sep.
| Okt.
| Nov.
| Dez.
Staatsoberhäupter · Wahlen · Nekrolog  · Literaturjahr · Musikjahr · Filmjahr · Rundfunkjahr · Sportjahr
| Januar | Januar | Januar | Januar | Januar | Januar | Januar | Januar |
| Kw     | Mo     | Di     | Mi     | Do     | Fr     | Sa     | So     |
| ------ | ------ | ------ | ------ | ------ | ------ | ------ | ------ |
| 52     |        |        |        |        |        |        | 1      |
| 1      | 2      | 3      | 4      | 5      | 6      | 7      | 8      |
| 2      | 9      | 10     | 11     | 12     | 13     | 14     | 15     |
| 3      | 16     | 17     | 18     | 19     | 20     | 21     | 22     |
| 4      | 23     | 24     | 25     | 26     | 27     | 28     | 29     |
| 5      | 30     | 31     |        |        |        |        |        |

| Februar | Februar | Februar | Februar | Februar | Februar | Februar | Februar |
| Kw      | Mo      | Di      | Mi      | Do      | Fr      | Sa      | So      |
| ------- | ------- | ------- | ------- | ------- | ------- | ------- | ------- |
| 5       |         |         | 1       | 2       | 3       | 4       | 5       |
| 6       | 6       | 7       | 8       | 9       | 10      | 11      | 12      |
| 7       | 13      | 14      | 15      | 16      | 17      | 18      | 19      |
| 8       | 20      | 21      | 22      | 23      | 24      | 25      | 26      |
| 9       | 27      | 28      |         |         |         |         |         |

| März | März | März | März | März | März | März | März |
| Kw   | Mo   | Di   | Mi   | Do   | Fr   | Sa   | So   |
| ---- | ---- | ---- | ---- | ---- | ---- | ---- | ---- |
| 9    |      |      | 1    | 2    | 3    | 4    | 5    |
| 10   | 6    | 7    | 8    | 9    | 10   | 11   | 12   |
| 11   | 13   | 14   | 15   | 16   | 17   | 18   | 19   |
| 12   | 20   | 21   | 22   | 23   | 24   | 25   | 26   |
| 13   | 27   | 28   | 29   | 30   | 31   |      |      |

| April | April | April | April | April | April | April | April |
| Kw    | Mo    | Di    | Mi    | Do    | Fr    | Sa    | So    |
| ----- | ----- | ----- | ----- | ----- | ----- | ----- | ----- |
| 13    |       |       |       |       |       | 1     | 2     |
| 14    | 3     | 4     | 5     | 6     | 7     | 8     | 9     |
| 15    | 10    | 11    | 12    | 13    | 14    | 15    | 16    |
| 16    | 17    | 18    | 19    | 20    | 21    | 22    | 23    |
| 17    | 24    | 25    | 26    | 27    | 28    | 29    | 30    |

| Mai | Mai | Mai | Mai | Mai | Mai | Mai | Mai |
| Kw  | Mo  | Di  | Mi  | Do  | Fr  | Sa  | So  |
| --- | --- | --- | --- | --- | --- | --- | --- |
| 18  | 1   | 2   | 3   | 4   | 5   | 6   | 7   |
| 19  | 8   | 9   | 10  | 11  | 12  | 13  | 14  |
| 20  | 15  | 16  | 17  | 18  | 19  | 20  | 21  |
| 21  | 22  | 23  | 24  | 25  | 26  | 27  | 28  |
| 22  | 29  | 30  | 31  |     |     |     |     |

| Juni | Juni | Juni | Juni | Juni | Juni | Juni | Juni |
| Kw   | Mo   | Di   | Mi   | Do   | Fr   | Sa   | So   |
| ---- | ---- | ---- | ---- | ---- | ---- | ---- | ---- |
| 22   |      |      |      | 1    | 2    | 3    | 4    |
| 23   | 5    | 6    | 7    | 8    | 9    | 10   | 11   |
| 24   | 12   | 13   | 14   | 15   | 16   | 17   | 18   |
| 25   | 19   | 20   | 21   | 22   | 23   | 24   | 25   |
| 26   | 26   | 27   | 28   | 29   | 30   |      |      |

| Juli | Juli | Juli | Juli | Juli | Juli | Juli | Juli |
| Kw   | Mo   | Di   | Mi   | Do   | Fr   | Sa   | So   |
| ---- | ---- | ---- | ---- | ---- | ---- | ---- | ---- |
| 26   |      |      |      |      |      | 1    | 2    |
| 27   | 3    | 4    | 5    | 6    | 7    | 8    | 9    |
| 28   | 10   | 11   | 12   | 13   | 14   | 15   | 16   |
| 29   | 17   | 18   | 19   | 20   | 21   | 22   | 23   |
| 30   | 24   | 25   | 26   | 27   | 28   | 29   | 30   |
| 31   | 31   |      |      |      |      |      |      |

| August | August | August | August | August | August | August | August |
| Kw     | Mo     | Di     | Mi     | Do     | Fr     | Sa     | So     |
| ------ | ------ | ------ | ------ | ------ | ------ | ------ | ------ |
| 31     |        | 1      | 2      | 3      | 4      | 5      | 6      |
| 32     | 7      | 8      | 9      | 10     | 11     | 12     | 13     |
| 33     | 14     | 15     | 16     | 17     | 18     | 19     | 20     |
| 34     | 21     | 22     | 23     | 24     | 25     | 26     | 27     |
| 35     | 28     | 29     | 30     | 31     |        |        |        |

| September | September | September | September | September | September | September | September |
| Kw        | Mo        | Di        | Mi        | Do        | Fr        | Sa        | So        |
| --------- | --------- | --------- | --------- | --------- | --------- | --------- | --------- |
| 35        |           |           |           |           | 1         | 2         | 3         |
| 36        | 4         | 5         | 6         | 7         | 8         | 9         | 10        |
| 37        | 11        | 12        | 13        | 14        | 15        | 16        | 17        |
| 38        | 18        | 19        | 20        | 21        | 22        | 23        | 24        |
| 39        | 25        | 26        | 27        | 28        | 29        | 30        |           |

| Oktober | Oktober | Oktober | Oktober | Oktober | Oktober | Oktober | Oktober |
| Kw      | Mo      | Di      | Mi      | Do      | Fr      | Sa      | So      |
| ------- | ------- | ------- | ------- | ------- | ------- | ------- | ------- |
| 39      |         |         |         |         |         |         | 1       |
| 40      | 2       | 3       | 4       | 5       | 6       | 7       | 8       |
| 41      | 9       | 10      | 11      | 12      | 13      | 14      | 15      |
| 42      | 16      | 17      | 18      | 19      | 20      | 21      | 22      |
| 43      | 23      | 24      | 25      | 26      | 27      | 28      | 29      |
| 44      | 30      | 31      |         |         |         |         |         |

| November | November | November | November | November | November | November | November |
| Kw       | Mo       | Di       | Mi       | Do       | Fr       | Sa       | So       |
| -------- | -------- | -------- | -------- | -------- | -------- | -------- | -------- |
| 44       |          |          | 1        | 2        | 3        | 4        | 5        |
| 45       | 6        | 7        | 8        | 9        | 10       | 11       | 12       |
| 46       | 13       | 14       | 15       | 16       | 17       | 18       | 19       |
| 47       | 20       | 21       | 22       | 23       | 24       | 25       | 26       |
| 48       | 27       | 28       | 29       | 30       |          |          |          |

| Dezember | Dezember | Dezember | Dezember | Dezember | Dezember | Dezember | Dezember |
| Kw       | Mo       | Di       | Mi       | Do       | Fr       | Sa       | So       |
| -------- | -------- | -------- | -------- | -------- | -------- | -------- | -------- |
| 48       |          |          |          |          | 1        | 2        | 3        |
| 49       | 4        | 5        | 6        | 7        | 8        | 9        | 10       |
| 50       | 11       | 12       | 13       | 14       | 15       | 16       | 17       |
| 51       | 18       | 19       | 20       | 21       | 22       | 23       | 24       |
| 52       | 25       | 26       | 27       | 28       | 29       | 30       | 31       |

| Januar | Januar | Januar | Januar | Januar | Januar | Januar | Januar |
| Kw     | Mo     | Di     | Mi     | Do     | Fr     | Sa     | So     |
| ------ | ------ | ------ | ------ | ------ | ------ | ------ | ------ |
| 52     |        |        |        |        |        |        | 1      |
| 1      | 2      | 3      | 4      | 5      | 6      | 7      | 8      |
| 2      | 9      | 10     | 11     | 12     | 13     | 14     | 15     |
| 3      | 16     | 17     | 18     | 19     | 20     | 21     | 22     |
| 4      | 23     | 24     | 25     | 26     | 27     | 28     | 29     |
| 5      | 30     | 31     |        |        |        |        |        |

| Februar | Februar | Februar | Februar | Februar | Februar | Februar | Februar |
| Kw      | Mo      | Di      | Mi      | Do      | Fr      | Sa      | So      |
| ------- | ------- | ------- | ------- | ------- | ------- | ------- | ------- |
| 5       |         |         | 1       | 2       | 3       | 4       | 5       |
| 6       | 6       | 7       | 8       | 9       | 10      | 11      | 12      |
| 7       | 13      | 14      | 15      | 16      | 17      | 18      | 19      |
| 8       | 20      | 21      | 22      | 23      | 24      | 25      | 26      |
| 9       | 27      | 28      |         |         |         |         |         |

| März | März | März | März | März | März | März | März |
| Kw   | Mo   | Di   | Mi   | Do   | Fr   | Sa   | So   |
| ---- | ---- | ---- | ---- | ---- | ---- | ---- | ---- |
| 9    |      |      | 1    | 2    | 3    | 4    | 5    |
| 10   | 6    | 7    | 8    | 9    | 10   | 11   | 12   |
| 11   | 13   | 14   | 15   | 16   | 17   | 18   | 19   |
| 12   | 20   | 21   | 22   | 23   | 24   | 25   | 26   |
| 13   | 27   | 28   | 29   | 30   | 31   |      |      |

| April | April | April | April | April | April | April | April |
| Kw    | Mo    | Di    | Mi    | Do    | Fr    | Sa    | So    |
| ----- | ----- | ----- | ----- | ----- | ----- | ----- | ----- |
| 13    |       |       |       |       |       | 1     | 2     |
| 14    | 3     | 4     | 5     | 6     | 7     | 8     | 9     |
| 15    | 10    | 11    | 12    | 13    | 14    | 15    | 16    |
| 16    | 17    | 18    | 19    | 20    | 21    | 22    | 23    |
| 17    | 24    | 25    | 26    | 27    | 28    | 29    | 30    |

| Mai | Mai | Mai | Mai | Mai | Mai | Mai | Mai |
| Kw  | Mo  | Di  | Mi  | Do  | Fr  | Sa  | So  |
| --- | --- | --- | --- | --- | --- | --- | --- |
| 18  | 1   | 2   | 3   | 4   | 5   | 6   | 7   |
| 19  | 8   | 9   | 10  | 11  | 12  | 13  | 14  |
| 20  | 15  | 16  | 17  | 18  | 19  | 20  | 21  |
| 21  | 22  | 23  | 24  | 25  | 26  | 27  | 28  |
| 22  | 29  | 30  | 31  |     |     |     |     |

| Juni | Juni | Juni | Juni | Juni | Juni | Juni | Juni |
| Kw   | Mo   | Di   | Mi   | Do   | Fr   | Sa   | So   |
| ---- | ---- | ---- | ---- | ---- | ---- | ---- | ---- |
| 22   |      |      |      | 1    | 2    | 3    | 4    |
| 23   | 5    | 6    | 7    | 8    | 9    | 10   | 11   |
| 24   | 12   | 13   | 14   | 15   | 16   | 17   | 18   |
| 25   | 19   | 20   | 21   | 22   | 23   | 24   | 25   |
| 26   | 26   | 27   | 28   | 29   | 30   |      |      |

| Juli | Juli | Juli | Juli | Juli | Juli | Juli | Juli |
| Kw   | Mo   | Di   | Mi   | Do   | Fr   | Sa   | So   |
| ---- | ---- | ---- | ---- | ---- | ---- | ---- | ---- |
| 26   |      |      |      |      |      | 1    | 2    |
| 27   | 3    | 4    | 5    | 6    | 7    | 8    | 9    |
| 28   | 10   | 11   | 12   | 13   | 14   | 15   | 16   |
| 29   | 17   | 18   | 19   | 20   | 21   | 22   | 23   |
| 30   | 24   | 25   | 26   | 27   | 28   | 29   | 30   |
| 31   | 31   |      |      |      |      |      |      |

| August | August | August | August | August | August | August | August |
| Kw     | Mo     | Di     | Mi     | Do     | Fr     | Sa     | So     |
| ------ | ------ | ------ | ------ | ------ | ------ | ------ | ------ |
| 31     |        | 1      | 2      | 3      | 4      | 5      | 6      |
| 32     | 7      | 8      | 9      | 10     | 11     | 12     | 13     |
| 33     | 14     | 15     | 16     | 17     | 18     | 19     | 20     |
| 34     | 21     | 22     | 23     | 24     | 25     | 26     | 27     |
| 35     | 28     | 29     | 30     | 31     |        |        |        |

| September | September | September | September | September | September | September | September |
| Kw        | Mo        | Di        | Mi        | Do        | Fr        | Sa        | So        |
| --------- | --------- | --------- | --------- | --------- | --------- | --------- | --------- |
| 35        |           |           |           |           | 1         | 2         | 3         |
| 36        | 4         | 5         | 6         | 7         | 8         | 9         | 10        |
| 37        | 11        | 12        | 13        | 14        | 15        | 16        | 17        |
| 38        | 18        | 19        | 20        | 21        | 22        | 23        | 24        |
| 39        | 25        | 26        | 27        | 28        | 29        | 30        |           |

| Oktober | Oktober | Oktober | Oktober | Oktober | Oktober | Oktober | Oktober |
| Kw      | Mo      | Di      | Mi      | Do      | Fr      | Sa      | So      |
| ------- | ------- | ------- | ------- | ------- | ------- | ------- | ------- |
| 39      |         |         |         |         |         |         | 1       |
| 40      | 2       | 3       | 4       | 5       | 6       | 7       | 8       |
| 41      | 9       | 10      | 11      | 12      | 13      | 14      | 15      |
| 42      | 16      | 17      | 18      | 19      | 20      | 21      | 22      |
| 43      | 23      | 24      | 25      | 26      | 27      | 28      | 29      |
| 44      | 30      | 31      |         |         |         |         |         |

| November | November | November | November | November | November | November | November |
| Kw       | Mo       | Di       | Mi       | Do       | Fr       | Sa       | So       |
| -------- | -------- | -------- | -------- | -------- | -------- | -------- | -------- |
| 44       |          |          | 1        | 2        | 3        | 4        | 5        |
| 45       | 6        | 7        | 8        | 9        | 10       | 11       | 12       |
| 46       | 13       | 14       | 15       | 16       | 17       | 18       | 19       |
| 47       | 20       | 21       | 22       | 23       | 24       | 25       | 26       |
| 48       | 27       | 28       | 29       | 30       |          |          |          |

| Dezember | Dezember | Dezember | Dezember | Dezember | Dezember | Dezember | Dezember |
| Kw       | Mo       | Di       | Mi       | Do       | Fr       | Sa       | So       |
| -------- | -------- | -------- | -------- | -------- | -------- | -------- | -------- |
| 48       |          |          |          |          | 1        | 2        | 3        |
| 49       | 4        | 5        | 6        | 7        | 8        | 9        | 10       |
| 50       | 11       | 12       | 13       | 14       | 15       | 16       | 17       |
| 51       | 18       | 19       | 20       | 21       | 22       | 23       | 24       |
| 52       | 25       | 26       | 27       | 28       | 29       | 30       | 31       |

## Jahreswidmungen

### Personen
- 2006 ist in Österreich Mozartjahr (anlässlich des 250. Geburtstages des Komponisten). Allein Ende Januar finden (auch in Deutschland) hunderte Veranstaltungen statt. Auch der 150. Geburtstag von Sigmund Freud wird mit Kongressen etc. begangen, ebenso der 100. Geburtstag des Logikers Kurt Gödel.
- 2006 ist in Norwegen Ibsenjahr. (anlässlich des 100. Todestages des Dramatikers)
- 2006 ist in den Niederlanden das Rembrandtjahr. Der Geburtstag von Rembrandt van Rijn (1606–1669) jährt sich zum 400. Mal.
- 2006 begeht man in Deutschland den 150. Todestag des Dichters Heinrich Heine (1797–1856), den 150. Todestag des Komponisten Robert Schumann (1810–1856) sowie den 50. Todestag des Dichters Bertolt Brecht (1898–1956).
- 2006 ist in den Staaten Serbien und Kroatien das Tesla-Jahr. (ausgerufen durch die UNESCO)
- 2006 wäre Hans Asperger (1906–1980), nach welchem das Asperger-Syndrom benannt wurde, 100 Jahre alt geworden. Darum wurde dieses Jahr mit Unterstützung des australischen Asperger-Spezialisten Tony Attwood zum „Internationalen Asperger-Jahr“ ernannt.

### Initiativen
- 2006 ist Jahr der Informatik[1] im Rahmen der Initiative Wissenschaft im Dialog des BMBF.
- 2006 ist „Jahr der kirchlichen Berufungen“ in der römisch-katholischen Kirche. (Schweiz)
- 2006 ist „Internationales Jahr der Wüsten und Wüstenbildung“. (Vereinte Nationen)

### Artenschutz
- Der Echte Thymian (Thymus vulgaris) ist Arzneipflanze des Jahres (Studienkreis Entwicklungsgeschichte der Arzneipflanzenkunde)
- Die Schwarz-Pappel (Populus nigra) ist Baum des Jahres (Kuratorium Baum des Jahres/Deutschland)
- Das Wiesen-Schaumkraut (Cardamine pratensis) ist Blume des Jahres (Stiftung Naturschutz Hamburg und Stiftung zum Schutze gefährdeter Pflanzen/Deutschland)
- Die Koppe (Cottus gobio) ist Fisch des Jahres (Verband Deutscher Sportfischer/Deutschland)
- Der Siebenpunkt-Marienkäfer (Coccinella septempunctata) ist Insekt des Jahres in Deutschland und Österreich (Kuratorium Insekt des Jahres/Deutschland)
- Die Breitblättrige Stendelwurz (Epipactis helleborine) ist Orchidee des Jahres (Arbeitskreise Heimische Orchideen/Deutschland)
- Das Deutsche Sattelschwein ist die Gefährdete Nutztierrasse des Jahres (Gesellschaft zur Erhaltung alter und gefährdeter Haustierrassen e. V.)
- Die Veränderliche Krabbenspinne (Misumena vatia) ist Europäische Spinne des Jahres (Arachnologischen Gesellschaft AraGes e. V.)
- Die Flammenblume (Phlox) ist Staude des Jahres (Bund deutscher Staudengärtner/Deutschland)
- Der Kleiber (Sitta europaea) ist Vogel des Jahres (NABU/Deutschland)
- Der Seehund (Phoca vitulina) ist Wildtier des Jahres (Schutzgemeinschaft Deutsches Wild)

Siehe auch: Natur des Jahres

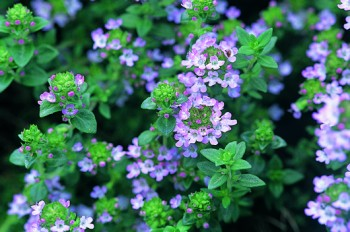
Echter Thymian
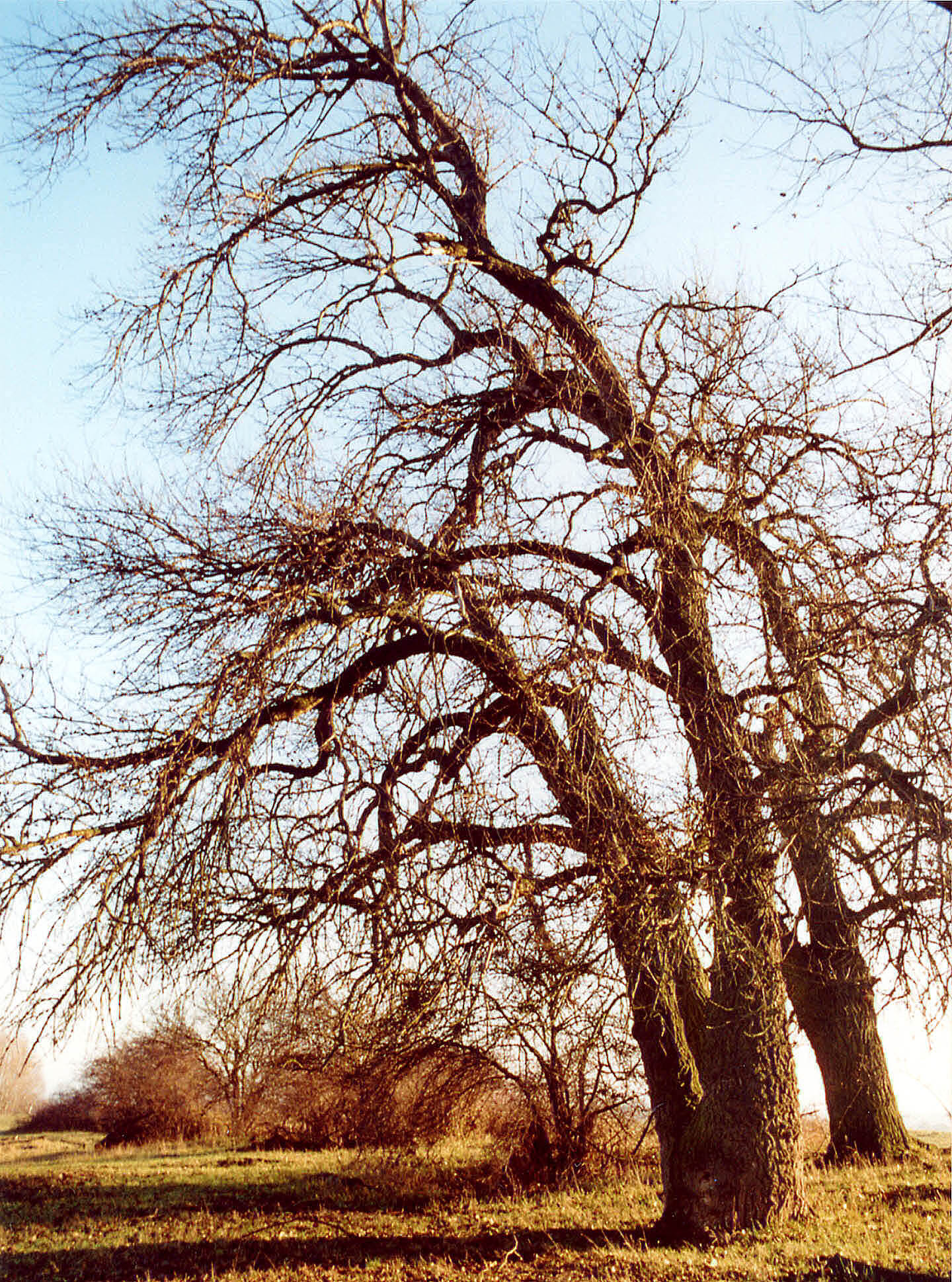
Schwarz-Pappel
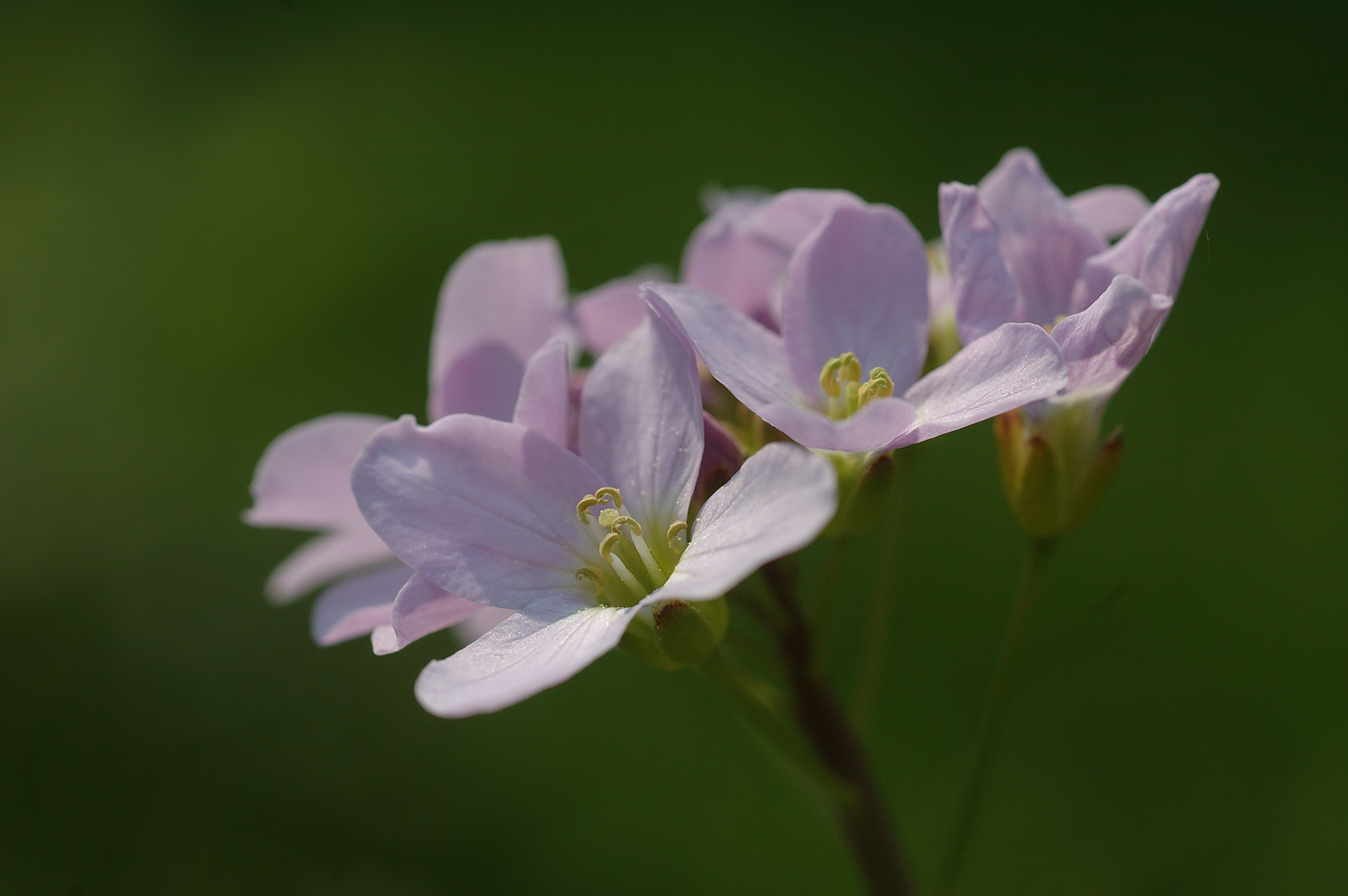
Wiesenschaumkraut
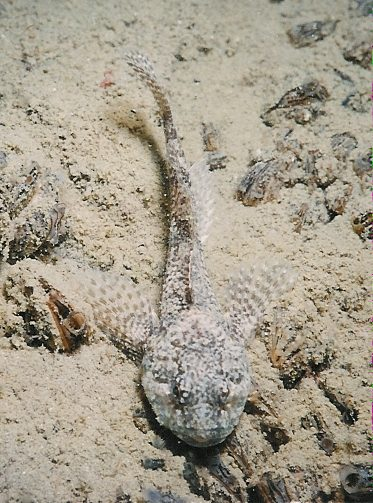
Koppe
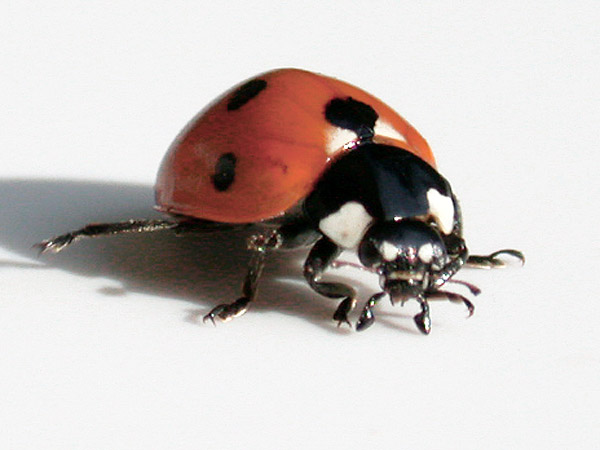
Siebenpunkt-Marienkäfer
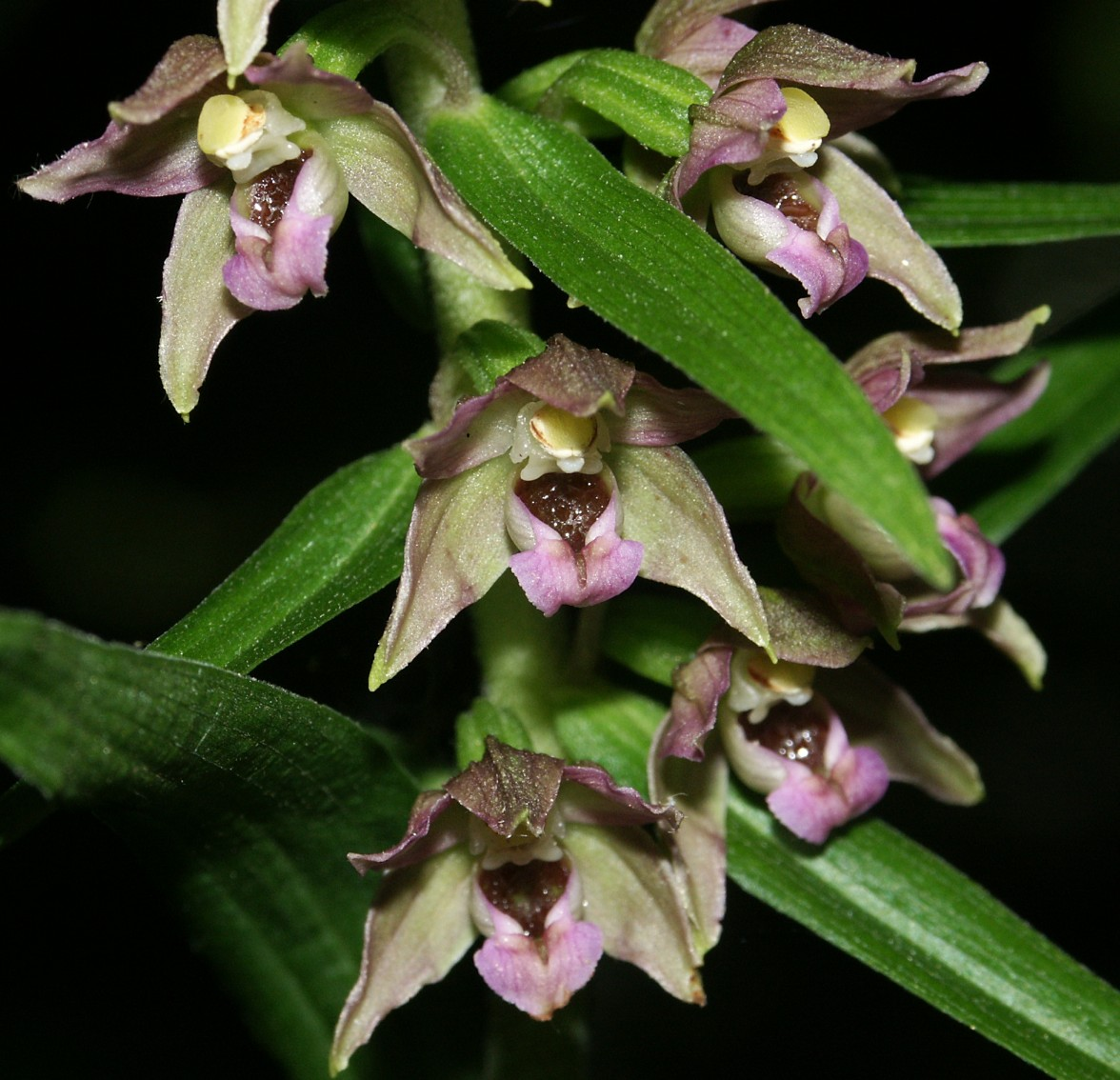
Breitblättrige Stendelwurz
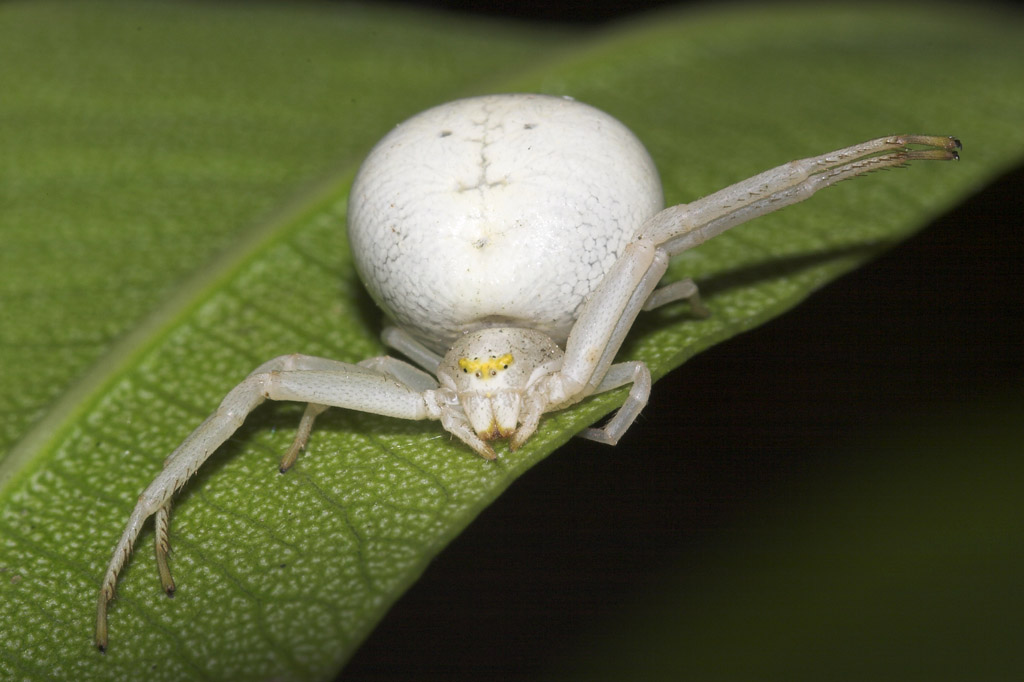
Veränderliche Krabbenspinne
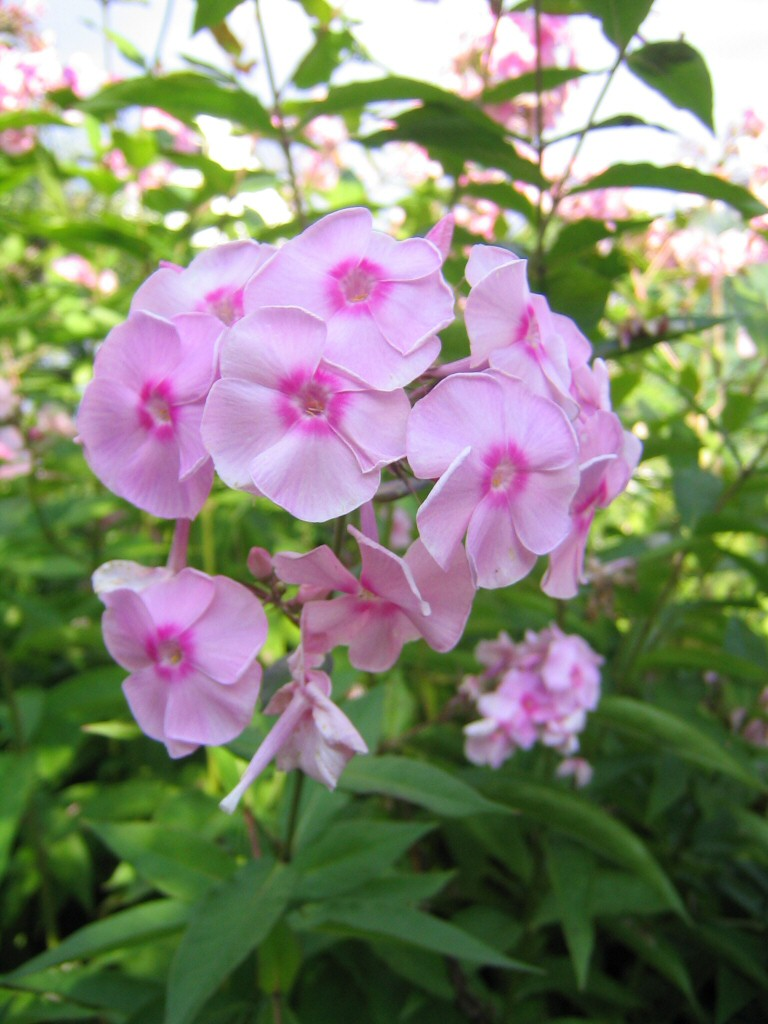
Flammenblume
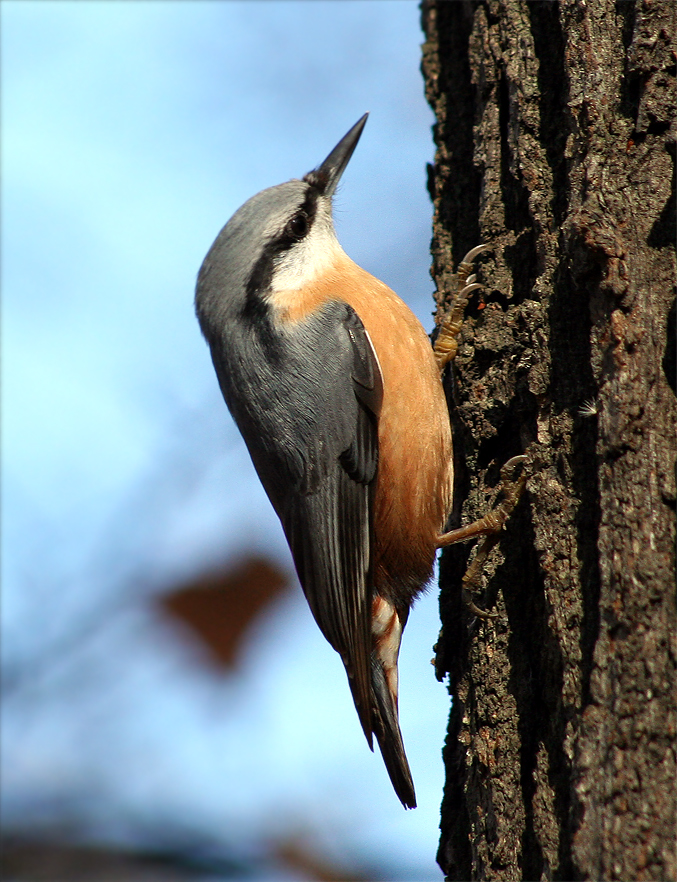
Kleiber
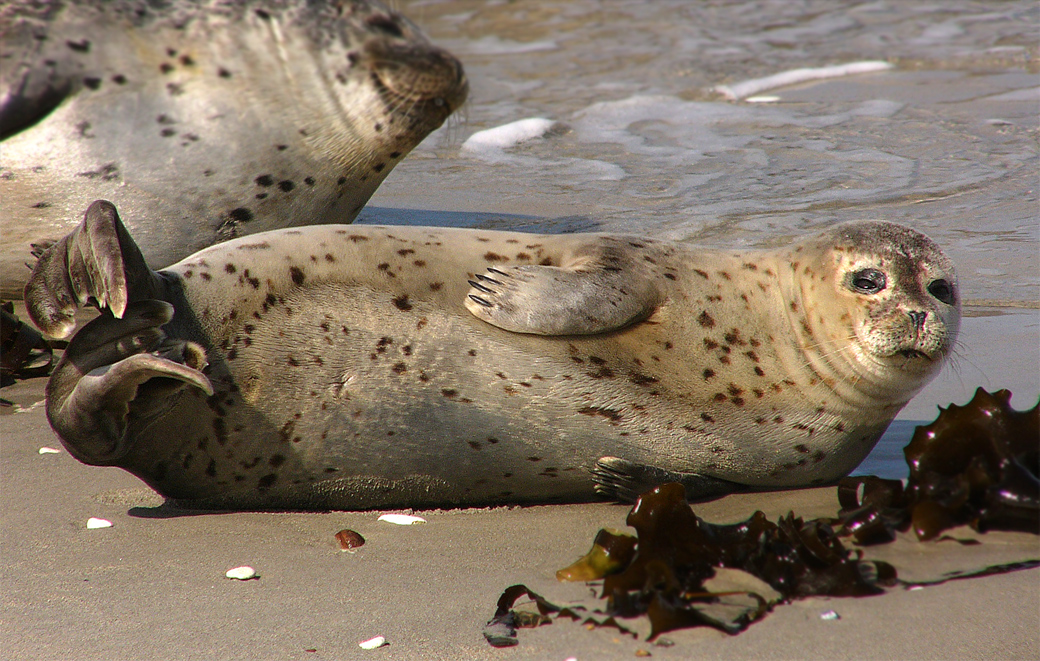
Seehund

## Ereignisse

### Politik und Weltgeschehen

#### Januar
- 01. Januar: Österreich übernimmt den EU-Ratsvorsitz von Großbritannien.
- 01. Januar: In Polen tritt Lech Wałęsa aus der einst von ihm gegründeten Gewerkschaft Solidarność wegen deren Unterstützung der gegenwärtigen polnischen Regierung im Wahlkampf aus.
- 01. Januar: Moritz Leuenberger wird neuer Bundespräsident der Schweiz
- 04. Januar: Der israelische Ministerpräsident Ariel Scharon erleidet einen schweren Schlaganfall.
- 04. Januar: Die Karpatenkonvention tritt in Kraft
- 05. Januar: Im Irak werden durch gehäufte Selbstmordanschläge über 100 Menschen getötet.
- 13. Januar: Bei einem US-Luftangriff auf das pakistanische Dorf Damadolab werden führende Al-Qaida-Mitglieder getötet, darunter möglicherweise auch Abu Khabab al-Masri.
- 15. Januar: Die Sozialistin Michelle Bachelet wird zur ersten Staatschefin Chiles gewählt.
- 16. Januar: In Liberia wird erstmals in der Geschichte des afrikanischen Kontinents mit Ellen Johnson Sirleaf eine Frau als gewähltes Staatsoberhaupt vereidigt.
- 19. Januar: Der taiwanische Präsident Chen Shui-bian ernennt den ehemaligen Chef der regierenden Demokratischen Fortschrittspartei (DPP), Su Tseng-chang, zum neuen Ministerpräsidenten.
- 22. Januar: In Bolivien wird Evo Morales, unter anderem Anführer der Coca-Bauern, neuer Präsident des Landes.
- 22. Januar: Der Konservative Aníbal Cavaco Silva wird zum Präsidenten von Portugal gewählt.
- 23. Januar: Nach über zwölf Jahren liberaler Regierungen wird Kanada künftig von den Konservativen regiert.
- 24. Januar: Im Irak werden die deutschen Ingenieure René Bräunlich und Thomas Nitzschke entführt.
- 25. Januar: Bei der Parlamentswahl in den Autonomiegebieten Palästinas erobert die extremistische Hamas 76 Sitze, während die bisher regierende Fatah entgegen den Umfragen nur 43 Mandate erreicht.
- 26. Januar: Marianne Birthler wird erneut vom Deutschen Bundestag zur Bundesbeauftragten für die Stasi-Unterlagen der DDR gewählt.

#### Februar
- 01. Februar: Im Westjordanland beginnen israelische Sicherheitskräfte gegen den gewaltsamen Widerstand jüdischer Siedler mit der Zerstörung des Außenpostens Amona.
- 05. Februar: Moslemische Demonstranten gegen die umstrittenen Mohammed-Karikaturen setzen das dänische Konsulat im Libanon in Brand. Infolge führen Proteste in anderen islamischen Ländern zu weiteren Gewalttaten und Bedrohung von EU-Institutionen.
- 18. Februar: Das Assoziierungsabkommen Albaniens mit der EU unterzeichnet.
- 26. Februar: Die Weltbevölkerung erreicht laut der US-Zensus-Behörde die Marke von 6,5 Milliarden Menschen.

#### März
- In Frankreich führt der Gesetzentwurf Contrat première embauche zu wachsenden Studentenprotesten und -unruhen sowie zur Besetzung der Sorbonne. Das Gesetz soll die Kündigungsfristen ändern, um die hohe Jugendarbeitslosigkeit von 22 % zu verringern.
- 11. März, Den Haag: Serbiens früherer Ministerpräsident Slobodan Milošević, seit 2001 beim UN-Kriegsverbrechertribunal inhaftiert, wird in seiner Zelle tot aufgefunden. Die Chefanklägerin Del Ponte hält Selbstmord als Ausweg vor der Verurteilung für möglich, was aber dementiert wird. Serbische Anhänger sprechen von Mord, und Moskauer Kreise glauben nicht an eine objektive Autopsie. Belgrads Behörden möchten verhindern, dass sein Grab zur unerwünschten Pilgerstätte wird.[2]
- 13. März: Die Autopsie Miloševićs ergibt einen Herzinfarkt als Todesursache, was anderweitige Gerüchte in Serbien und Demonstrationen seiner Anhänger beendet. Nach langer Diskussion wird Miloševićs Begräbnis doch nicht in Moskau, sondern in seinem serbischen Geburtsort sein. Aufgebahrt wird er im Belgrader „Museum der Revolution“.
- 16. März: Beginn der Operation Swarmer im Nordirak
- 20. März: Die Präsidentenwahl in Belarus gewinnt Amtsinhaber Aljaksandr Lukaschenka angeblich mit 82,6 %. Die OSZE und Wahlbeobachter stellen fest, dass die Wahlen nicht fair waren und internationalen Normen widersprachen. In Minsk demonstrieren Tausende Belarussen trotz massiver Drohungen der Regierung.
- 22. März: Die baskische separatistische Terrororganisation Euskadi Ta Askatasuna (ETA) kündigt einen dauerhaften Waffenstillstand an, der am 24. März in Kraft treten soll.
- 22. März: Der Gründer der peruanischen Untergrundorganisation Movimiento Revolucionario Túpac Amaru, Víctor Polay, wird von einem Gericht zu 32 Jahren Haft verurteilt.
- 26. März: Landtagswahlen in Rheinland-Pfalz, Baden-Württemberg und Sachsen-Anhalt
- 28. März: An einem ausgerufenen nationalen Protesttag gehen drei Millionen Franzosen auf die Straße, um ihren Unmut gegen den Contrat première embauche zu bekunden. Das geplante Gesetz soll in Frankreich das Entlassen von Angestellten unter 26 Jahren ohne Begründung und ohne Vorwarnung in den ersten zwei Jahren des Arbeitsverhältnisses gestatten.

#### April
- 10. April: Matthias Platzeck tritt wegen gesundheitlicher Probleme als SPD-Chef zurück, Nachfolger wird der Ministerpräsident von Rheinland-Pfalz, Kurt Beck.
- 10. April: In Italien gewinnt das Bündnis unter Prodi die Parlamentswahlen gegen das Bündnis unter Berlusconi.
- 11. April: Der Präsident des Iran, Mahmud Ahmadineschad, erklärt den Iran offiziell zur Atommacht.
- 11. April: Das israelische Kabinett beschließt, den erkrankten Ministerpräsidenten Ariel Scharon für dauerhaft dienstunfähig zu erklären. Sein Stellvertreter Ehud Olmert übernimmt das Amt.

#### Mai
- 01. Mai: 99 Tage nach ihrer Entführung im Irak werden die deutschen Ingenieure René Bräunlich und Thomas Nitzschke freigelassen. Mehrfach waren Videos aufgetaucht, auf denen mit der Ermordung der Deutschen gedroht wurde. Appelle der Familie, Mahnwachen in Leipzig und politische Statements begleiteten das Ereignis.
- 05. Mai: Die sudanesische Regierung und die bedeutende Fraktion der Sudanesischen Befreiungsarmee (SLA) unter Minni Arcua Minnawi unterzeichnen ein Friedensabkommen in Abuja (Darfur-Krise).
- 13. Mai: In São Paulo kommt es nach von der kriminellen Organisation Primeiro Comando da Capital geschürten Massenunruhen zum Ausnahmezustand. In brasilianischen Strafvollzugsanstalten nehmen zeitgleich Häftlinge 112 Gefängniswärter als Geiseln.
- 14. Mai: Der rheinland-pfälzische Ministerpräsident Kurt Beck wird auf dem Parteitag in Berlin mit 95,07 % zum Vorsitzenden der SPD gewählt.
- 19. Mai: Der Bundestag beschließt die Erhöhung der Umsatzsteuer von 16 auf 19 % und die Erhöhung der Versicherungssteuer.

Flagge des neuen Staates Montenegro

- 21. Mai: 55 % der abgegebenen Stimmen votieren in einem Referendum für die Unabhängigkeit Montenegros von Serbien und Montenegro.
- 27. Mai: Erste Demonstration in Moskau für die Rechte von homosexuellen Menschen, wo erst 1993 die Strafbarkeit von Homosexualität in Russland aufgehoben wurde. Bei der Demonstration wird der deutsche Politiker Volker Beck verletzt.
- 28. Mai: Der neue Berliner Hauptbahnhof geht in Betrieb.

#### Juni
- 03. Juni: Montenegro erklärt seine Unabhängigkeit vom Staatenbund Serbien und Montenegro.
- 05. Juni: Serbien erklärt formell seine Souveränität und scheidet aus dem Staatenbund Serbien und Montenegro aus. Montenegro hat schon am 3. Juni den Staatenbund verlassen.
- 07. Juni: Nach einem Luftschlag zweier von einer US-Spezialeinheit angeforderter Mehrzweckkampfflugzeuge vom Typ F-16 wird im Irak ein Haus bei Baquba zerstört. Die Aktion, die sich gegen den weltweit gesuchten Topterroristen Abū Musʿab az-Zarqāwī richtet, kostet ihn in der Folge das Leben.
- 09. Juni: Feierlichkeiten zum 60. Thronjubiläum von Königin Bhumibol Adulyadej (Rama IX) in ganz Thailand
- 14. Juni: Nach dem Wahlsieg von Romano Prodi beginnt Italien mit dem Truppenabzug aus dem Irak.
- 15. Juni: Das EU-Parlament stimmt mehrheitlich für die Forschungsförderung bei embryonalen Stammzellen.
- 17. Juni: In Taiwan wird der knapp 13 Kilometer lange Hsuehshan-Tunnel eröffnet.
- 20. Juni: Japan kündigt an, seine Soldaten aus dem Irak abzuziehen.
- 20. Juni: Das Bundesverfassungsgericht bestätigt, dass auch für Kinder streng religiöser Eltern eine Schulpflicht besteht und bei Nichteinhaltung der Schulpflicht strafrechtlich sanktioniert werden darf.
- 26. Juni: In einem Referendum lehnen in Italien die Wähler eine Reform der italienischen Verfassung ab.
- 27. Juni: Montenegro wird als 192. Mitglied in die UNO aufgenommen
- 27. Juni: Nguyễn Minh Triết wird mit 494 Stimmen (94,12 %) im Parlament zum Präsidenten von Vietnam gewählt.
- 29. Juni: Der Deutsche Bundestag verabschiedet in seiner zweitlängsten Marathonsitzung seit 1949 ein Allgemeines Gleichbehandlungsgesetz (AGG), ein Verbraucherinformationsgesetz für Lebensmittel und Bedarfsgegenstände sowie ein Steueränderungsgesetz (Erhöhung des Spitzensteuersatzes auf 45 Prozent ab 250.000 Euro, Begrenzung der Pendlererstattungskosten bei der Entfernungspauschale) und beschließt die Einführung eines europäischen Haftbefehls.
- 29. Juni: Infolge des Streits um die Einbürgerung der Frauenrechtlerin Ayaan Hirsi Ali zerbricht die niederländische Regierungskoalition.
- 29. Juni: Der US Supreme Court entscheidet im juristischen Streit über die Gerichtszuständigkeit für Insassen im Gefangenenlager der Guantanamo Bay Naval Base, dass die Regierung Bush Rechtsverstöße begangen habe und verlangt das Anwenden der Genfer Konventionen.

#### Juli
- Zwei israelische Soldaten werden vom israelischen Territorium aus in den Libanon entführt. Das ist der Anlass für den Krieg zwischen Israel und der Hisbollah im Libanon.
- 02. Juli: Die Präsidentschaftswahlen in Mexiko gehen sehr knapp zugunsten des bürgerlichen Lagers aus. Massenproteste folgen in den folgenden Wochen.
- 04. Juli: Deutschland scheitert bei der WM im Halbfinale gegen Italien.
- 06. Juli: Der Grenzpass am Nathu La zwischen Indien und der Volksrepublik China wird nach 44-jähriger Schließung wieder für den Verkehr geöffnet.
- 07. Juli: Der polnische Ministerpräsident Kazimierz Marcinkiewicz tritt zurück. Er macht den Weg an die Regierungsspitze frei für Jarosław Kaczyński, den Zwillingsbruder von Staatspräsident Lech Kaczyński.
- 12. Juli: Der amerikanische Präsident George W. Bush trifft zu einem zweitägigen Staatsbesuch in Stralsund ein.
- 14. Juli: Israelisches Militär greift Stellungen der Hisbollah im Libanon an.
- 14. Juli: In Minsk ergeht ein Gerichtsurteil gegen den belarussischen Oppositionspolitiker Aljaksandr Kasulin.
- 16. Juli: G8-Gipfel in Sankt Petersburg
- 17. Juli: Der militärische Konflikt zwischen Israel und der Hisbollah im Libanon eskaliert. Raketen aus dem Libanon treffen die Stadt Haifa in Israel. Israelische Raketen zerstören Häuser in Beirut.
- 19. Juli: In den USA befürworten Senat und Repräsentantenhaus eine Lockerung bei der mit staatlichen Mitteln geförderten Stammzellforschung, wogegen der amerikanische Präsident Bush erstmals in seiner Amtszeit ein Veto einlegt.
- 21. Juli: Laut Angaben von Amnesty International verstößt Lettland mit dem Verbot einer Demonstration homosexueller Menschen in seiner Hauptstadt Riga gegen die Menschenrechte.
- 24. Juli: Das Flüchtlingsdrama vor den Kanarischen Inseln (Spanien) dauert an.
- 26. Juli: In Rom beginnt die Libanon-Konferenz zur Beilegung des Libanonkriegs. Es fehlen auf ihr die direkten Konfliktparteien Israel, Hisbollah und Hamas sowie das benachbarte Syrien.
- 30. Juli: In der Demokratischen Republik Kongo finden seit 40 Jahren erstmals freie Wahlen statt. Zur Unterstützung der UNO-Monuc-Truppen bei der Absicherung der Wahl schickte die EU EUFOR-Soldaten in den Kongo.
- 31. Juli: Versuchter Terroranschlag auf zwei Regionalzüge aus Köln. In zwei herrenlosen Koffern werden im Dortmunder und Koblenzer Hauptbahnhof Sprengsätze gefunden, die dort von dem durch DNA-Spuren identifizierten Libanesen Youssef Mohamad und einem weiteren Verdächtigen deponiert wurden, aber wegen handwerklicher Fehler nicht explodierten.

#### August
- Der Bürgerkrieg in Sri Lanka flammt wieder auf. Nach Schätzungen des Roten Kreuzes fliehen annähernd 20.000 bis 30.000 Menschen aus der überwiegend von Moslems bewohnten Stadt Mutur im Bürgerkriegsgebiet.
- 02. August: Die israelische Armee dringt tiefer in den Libanon ein: Kämpfe auch in der Region Baalbek.
- 02. August: Der kubanische Präsident Fidel Castro gibt aufgrund wachsender gesundheitlicher Probleme seine Amtspflichten vorläufig an seinen Bruder Raúl ab.
- 03. August: Die Stadt New York ruft erstmals in ihrer Geschichte den Hitzenotstand aus.
- 10. August: Am Londoner Flughafen Heathrow werden 21 Terroristen festgenommen, welche mehrere Flugzeuge im Flug sprengen wollten.
- 12. August: Die UNO verabschiedet einstimmig die Resolution 1701 zum Libanon.
- 29. August: In mehreren Ferienorten am Mittelmeer in der Türkei erfolgen Bombenanschläge durch eine separatistische Kurdenorganisation.

#### September
- 02. September: In Tyrus/Libanon trifft das erste italienische Kontingent der Friedenstruppe von 900 Soldaten der UNO-Blauhelmtruppen (UNIFIL) im Krisengebiet ein.
- 07. September: Der britische Premierminister Tony Blair will innerhalb eines Jahres zurücktreten.
- 10. September: Die sozialistische Partei des Premierministers Milo Đukanović mit dem Namen „Democratic Party of Socialists“ gewinnt die ersten Wahlen im Land Montenegro.
- 12. September: Anschlag auf die US-Botschaft in Damaskus
- 17. September: Bei der Wahl zum Schwedischen Reichstag gewinnen mit sieben Mandaten Vorsprung die in der Allianz für Schweden zusammengeschlossenen bürgerlichen Parteien. Sie lösen die Sozialdemokraten an der Regierung ab, die seit 1994 den Ministerpräsidenten stellten.
- 17. September: Bei den Landtagswahlen in den Bundesländern Berlin und Mecklenburg-Vorpommern werden die Ministerpräsidenten Wowereit (SPD) erfolgreich in Berlin und Ringstorff (SPD) trotz Verlusten in Schwerin bei geringer Wahlbeteiligung wiedergewählt.
- 19. September: Putsch in Thailand: Während der Abwesenheit des Regierungschefs Thaksin Shinawatra übernimmt das Militär unblutig die Macht.
- 23. September: In Estland wird der Sozialdemokrat Toomas Hendrik Ilves zum neuen Staatspräsidenten gewählt.
- 26. September: Führungswechsel in Japan: Shinzō Abe, Vorsitzender der Liberaldemokratischen Partei, wird zum Premierminister gewählt.

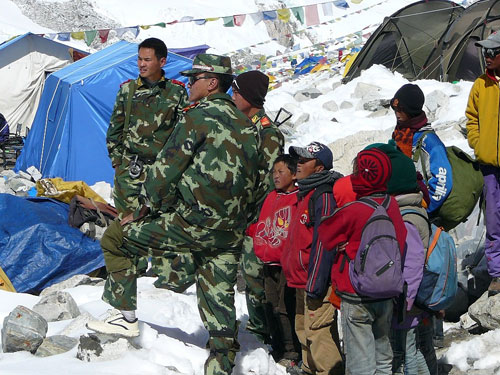
2006: Bei ihrer Flucht Festgenommene auf dem Nangpa La

- 30. September: Chinesische Grenzpolizisten eröffnen an der Grenze zu Nepal auf 75 tibetische Flüchtlinge das Feuer. Die Zwischenfälle auf dem Nangpa La sollen 7 Menschenleben gekostet haben.

#### Oktober
- 01. Oktober: Nationalratswahl in Österreich: Die SPÖ wird trotz leichter Verluste stimmenstärkste Partei.
- 06. Oktober: 80.000 Menschen demonstrieren in Budapest gegen den ungarischen Ministerpräsidenten Gyurcsany, der zuvor zugab, bei Fragen über die Staatsfinanzen gelogen zu haben.
- 09. Oktober: Nordkorea testet zum ersten Mal erfolgreich eine Atombombe. Die Sprengkraft lag bei 0,55 kT.
- 11. Oktober: Ein Kleinflugzeug mit dem Baseball-Profi Cory Lidle als Pilot stürzt in ein Hochhaus in New York. Ein terroristischer Hintergrund wird ausgeschlossen.
- 13. Oktober: Die Generalversammlung der Vereinten Nationen wählt den südkoreanischen Außenminister Ban Ki-moon zu ihrem neuen Generalsekretär. Sein Amt tritt er offiziell am 1. Januar 2007 an.

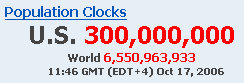
Bevölkerungsuhr der Vereinigten Staaten

- 17. Oktober: Die Bevölkerungszahl der Vereinigten Staaten wird mit 300 Millionen Menschen errechnet.
- 18. Oktober: Nordkorea will Atombomben in Serie zünden. Eine Eskalation der Situation droht, weil Nordkorea sich gegen die Interessen der Weltgemeinschaft stellt.
- 19. Oktober: Das Bundesverfassungsgericht weist den Normenkontrollantrag des Landes Berlin auf Finanzhilfe des Bundes zurück.
- 29. Oktober: In Serbien stimmt die Bevölkerung mehrheitlich für eine neue Verfassung.
- 29. Oktober: In Bulgarien wird der bisherige Staatspräsident Georgi Parwanow und in Brasilien der bisherige Regierungschef Luiz Inácio Lula da Silva wiedergewählt.

#### November
- 04. November: Stromausfall in Westeuropa, zehn Millionen Menschen sitzen im Dunklen. Vermutet wird, dass die Abschaltung einer Hochspannungsleitung im Emsland Auslöser hierfür ist.
- 05. November: Der ehemalige irakische Präsident Saddam Hussein wird von einem Sondergericht wegen eines Massakers an Schiiten (1982) zum Tode verurteilt.
- 07. November: Bei den Präsidentschaftswahlen in Nicaragua gewinnt Daniel Ortega das Präsidentenamt.
- 07. November: Bei den Kongresswahlen in den Vereinigten Staaten gewinnen die Demokraten die Mehrheit im Repräsentantenhaus und im Senat
- 20. November: Der 18-jährige Sebastian B. betritt gegen 9:30 Uhr maskiert das Gelände seiner ehemaligen Schule Geschwister-Scholl-Schule in Emsdetten und schießt wahllos auf Schüler und Lehrer. Er verletzt 37 Menschen zum Teil schwer und begeht anschließend Suizid.
- 21. November: In Beirut wird der antisyrisch eingestellte libanesische Industrieminister Pierre Gemayel Opfer eines Attentats.
- 22. November: Nach den niederländischen Parlamentswahlen zieht erstmals eine Tierschutzpartei, die Partij voor de Dieren, mit zwei Abgeordneten in ein Parlament ein.
- 23. November: Im Bagdader Stadtteil Sadr City explodieren nahezu gleichzeitig sechs Autobomben. Der terroristische Anschlag verursacht 202 Tote und 255 Verletzte.

#### Dezember
- 03. Dezember: Venezuelas Präsident Hugo Chávez wird bei den Präsidentschaftswahlen mit 63 % in seinem Amt bestätigt.
- 05. Dezember: Auf den Fidschi-Inseln findet ein Militärputsch statt. Oberbefehlshaber Commander Frank Bainimarama übernimmt die Kontrolle im Land und entlässt Premierminister Laisenia Qarase.
- 11. Dezember: Die EU setzt die Beitrittsverhandlungen mit der Türkei teilweise aus.
- 11. Dezember: Die vom iranischen Staatspräsidenten Mahmud Ahmadineschad veranlasste Holocaustleugnungskonferenz in Teheran 2006 beginnt. Das zweitägige Treffen in Teheran gibt für Redner, die den Holocaust leugnen oder in Frage stellen sowie das Existenzrecht Israels bezweifeln, eine propagandistische Bühne ab.
- 11. Dezember: Der vom mexikanischen Präsidenten Felipe Calderón im Bundesstaat Michoacán angeordnete Militäreinsatz zur Zerschlagung gewalttätiger Drogenkartelle wird zum Auftakt für den Drogenkrieg in Mexiko.
- 24. Dezember: Zur Unterstützung der Übergangsregierung Somalias dringen äthiopische Truppen über die Grenzen vor und nehmen am 28. Dezember die Hauptstadt Mogadischu ein. Die bisher regierenden islamistischen Milizen bereiten sich auf einen Guerillakrieg vor.
- 30. Dezember: Das Todesurteil gegen Saddam Hussein wird in Bagdad vollstreckt.
- 30. Dezember: Bei einem Bombenanschlag der baskischen Separatistenorganisation ETA auf ein Parkhaus des Flughafens Madrid-Barajas kommen zwei Ecuadorianer ums Leben.

Logo von Reporter ohne Grenzen

- 31. Dezember: Nach einer Bilanz der Hilfsorganisation Reporter ohne Grenzen ist das Jahr 2006 insgesamt eines der gefährlichsten Jahre für Journalisten seit Beginn der statistischen Erhebung: In 21 Ländern wurden 81 Medienvertreter in Ausübung ihres Berufes getötet. Außerdem wurden 56 Reporter Opfer von Entführungen, in erster Linie im Irak und im Gazastreifen. Darüber hinaus kamen 32 Mitarbeiter von Medienvertretern (Fahrer, Übersetzer und Techniker) bei ihrer unterstützenden Arbeit ums Leben. Dabei war der Irak erwartungsgemäß zum vierten Mal hintereinander das gefährlichste Land für Journalisten mit 64 Opfern, gefolgt von Mexiko mit 9 und den Philippinen mit 6 Toten.[3]

### Wissenschaft und Technik

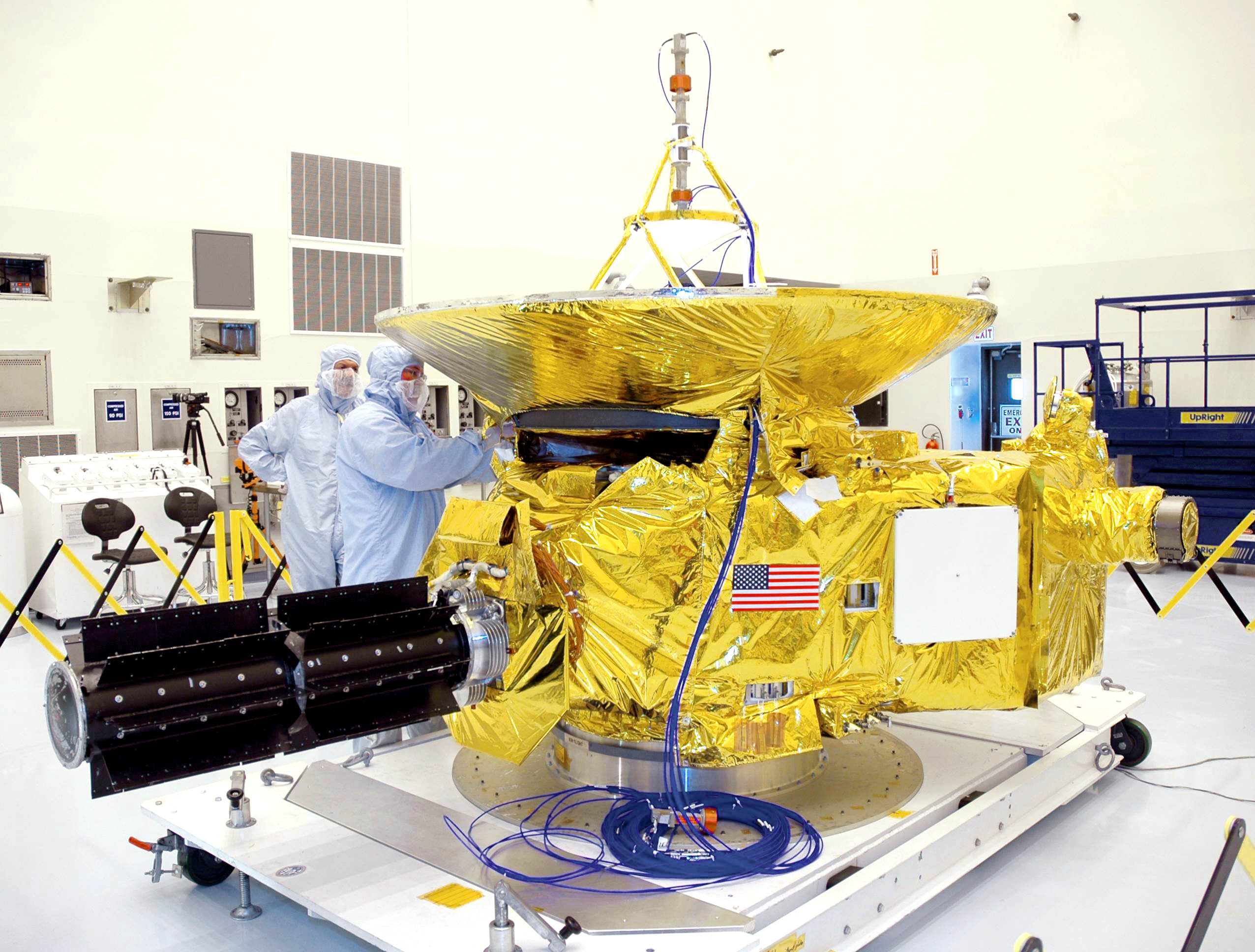
Sonde „New Horizons“

- 20. Januar: Die NASA startet die weltweit erste Pluto-Sonde „New Horizons“. Die etwa klaviergroße Raumsonde wird im Juli 2015 am Zwergplaneten eintreffen. Anfang 2007 werden erstmals die sieben wissenschaftlichen Instrumente getestet.
- 09. Februar: Die ägyptische Altertümerbehörde teilt offiziell mit, dass im Tal der Könige ein weiteres Grabmal entdeckt worden ist. Es erhält in der Folge die Bezeichnung KV63 und wird unter wissenschaftlicher Begleitung ausgegraben.
- 09. März: Die NASA gibt bekannt, dass sich auf dem Saturn-Mond Enceladus mutmaßlich Wasser befinden könnte. Die Vermutungen gehen zurück auf die Erforschung durch die Raumsonde Cassini-Huygens.

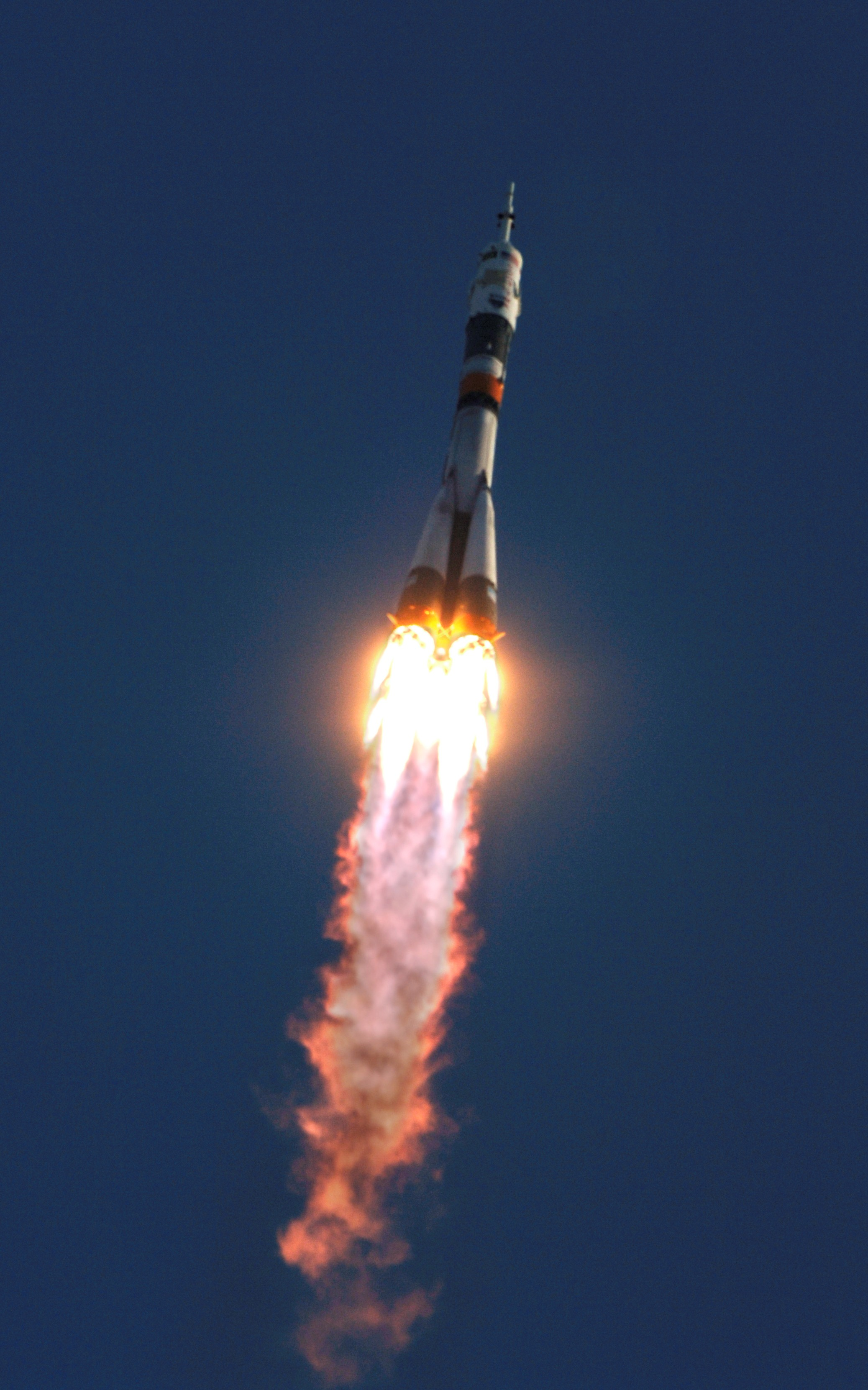
2006: Start von Sojus TMA-8

- 30. März: Als erster brasilianischer Raumfahrer startet Marcos Pontes mit der Mission Sojus TMA-8 zur Internationalen Raumstation (ISS).
- 29. April: Eröffnung des 6,3 km langen unterseeischen Norðoyatunnilin auf den Färöern
- 20. Mai: Inbetriebnahme des Drei-Schluchten-Damms in China
- 01. Juni: Die ersten Stadtlinienbusse der Berliner Verkehrsbetriebe fahren mit Wasserstoff.
- 04. Juli: Das amerikanische Space Shuttle Discovery mit dem deutschen Astronauten Thomas Reiter an Bord fliegt zur Internationalen Raumstation ISS.
- 14. Juli: Großes Amphitheater in Sofia wiederentdeckt
- 22. Juli: Beginn des Baus eines solarthermischen Kraftwerkes Andasol1 in Spanien, das von der Solar Millennium AG in Erlangen gebaut wird. Das Kraftwerk ermöglicht künftig eine Stromerzeugung für 200.000 Menschen.
- 24. August: Im Altai-Gebirge, Mongolei, wird eine 2.500 Jahre alte Mumie in einem Grab gefunden
- 24. August: Auf der 26. Vollversammlung der Internationalen Astronomischen Union wird die Entscheidung gefällt, Pluto den Planetenstatus abzuerkennen.
- 13. September: Der größte Zwergplanet im Sonnensystem mit der bisherigen Bezeichnung „2003 UB313“ erhält den offiziellen Namen „Eris“; sein Satellit bekommt den offiziellen Namen „Dysnomia“.
- 19. November: Nintendo bringt die Wii-Konsole in Nordamerika auf den Markt.
- 3. Dezember 10:53 Uhr: Sprengung des 300 Meter hohen Kamins des ehemaligen Kraftwerks in Westerholt. Dieser Kamin war einer der höchsten in Deutschland und das höchste freistehende Bauwerk, welches jemals kontrolliert gesprengt wurde.
- 10. Dezember: Das Space Shuttle Discovery startet vom Kennedy Space Center mit der Mission STS-116 zur Internationalen Raumstation. In der Mannschaft an Bord befindet sich mit Christer Fuglesang der erste Raumfahrer aus Schweden.
- 14. Dezember: Von der Vandenberg Air Force Base wird der US-amerikanische Spionagesatellit USA 193 gestartet.
- 27. Dezember: Das Weltraumteleskop COROT wird von einer russischen Sojus-2/Fregat-Rakete vom Weltraumbahnhof Baikonur in eine polare Erdumlaufbahn gebracht.

### Wirtschaft
- 24. Januar: Die DaimlerChrysler AG kündigt an, in den nächsten drei Jahren 6.000 Stellen in der Verwaltung zu streichen.
- 24. Januar: Die Walt Disney Company gibt bekannt, dass sie für 7,4 Milliarden US-Dollar die Pixar Animation Studios erwerben werde.
- 31. Januar: Der langjährige Chef der US-Notenbank, Alan Greenspan, leitet in Washington, D.C. seine letzte Sitzung der Fed.
- 31. Januar: Die Zahl der Arbeitslosen in Deutschland ist im Januar auf 5,012 Millionen gestiegen. Die Arbeitslosenquote erhöhte sich um 1,0 % auf 12,1 %.
- Februar: Das französische Institut BNP Paribas übernimmt das italienische Bankinstitut Banca Nazionale del Lavoro.
- 06. Februar: Das japanische Unternehmen Toshiba kauft den Konkurrenten Westinghouse aus den Vereinigten Staaten im Nukleargeschäft.
- März: Übernahme des amerikanischen Unternehmens Engelhard Corp. durch das deutsche Unternehmen BASF
- 31. März: Companhia Vale do Rio Doce übernimmt das brasilianische Bergbauunternehmen Caemi
- 19. April: Das japanische Glasherstellungsunternehmen Nippon Sheet Glass Co.(NSG) übernimmt das englische Unternehmen Pilkington
- Mai: Übernahme des deutschen Unternehmens Schering AG durch das deutsche Unternehmen Bayer AG
- 20. Juni: Die Deutsche Bank kauft die Berliner Bank
- 25. Juni: Die Leitung des Unternehmens Arcelor stimmt einer Fusion mit dem Unternehmen Mittal Steel Company (Stahl) zu.
- Juni: Die Investmentgesellschaft Mecom des britischen Medienunternehmers David Montgomery kauft für 970 Mill. Euro das norwegische Medienunternehmen Orkla Media
- 01. Juli: In Peking startet der offizielle Eröffnungszug nach Lhasa und nimmt den Verkehr auf der höchstgelegenen Bahnstrecke der Erde, der Lhasa-Bahn, auf.
- 12. Juli: Das Unternehmen Microsoft wird von der EU mit einem Bußgeld von 280,5 Millionen € belegt
- 17. Juli: Laut Mitteilung des Statistischen Bundesamtes in Wiesbaden hält der Jobabbau in der deutschen Industrie an. Gleichzeitig wurde mehr an Arbeitsstunden gearbeitet und der Gesamtumsatz der Unternehmen zog um 15,4 Prozent auf 135,5 Milliarden Euro an.
- 22. Juli: Das russische Unternehmen Yukos wird für insolvent erklärt.
- 24. Juli: Das Computerunternehmen AMD gibt die beabsichtigte Übernahme von ATI Technologies, einem führenden Anbieter von Computergrafik-Chips, bekannt.
- 29. Juli: Das amerikanische Unternehmen Walmart verkauft seine 85 Filialen in Deutschland an das deutsche Unternehmen Metro AG und zieht sich aus Deutschland zurück.
- 31. Juli: Der Konzern Alliance Boots entsteht durch die Fusion der Unternehmen Alliance UniChem Plc und Boots Group Plc in England.
- 04. August: Die Deutsche Bank kauft die Norisbank.
- 25. August: Deutschlands größtes Zwischenlager für Kernbrennstoffe geht im Kernkraftwerk Gundremmingen in Betrieb.
- 30. August: In Russland wird bekannt, dass die Firmen Rusal und Sual zum weltweit größten Aluminium-Hersteller fusionieren werden.
- 06. September: Bertelsmann gibt bekannt, dass BMG Music Publishing für 1,63 Mrd. € an Vivendi verkauft wird.
- 24. Oktober: Companhia Vale do Rio Doce übernimmt das kanadische Bergbauunternehmen Inco

### Kultur
- Januar 2006: Im Rahmen des Mozartjahres finden in Österreich und Deutschland allein in diesem Monat einige tausend Veranstaltungen statt. Die meisten gruppieren sich um den 27. Januar, dem 250. Geburtstag des österreichischen Komponisten.
- 03. Februar: In Köln wird Deutschlands erste Kunstklappe installiert.

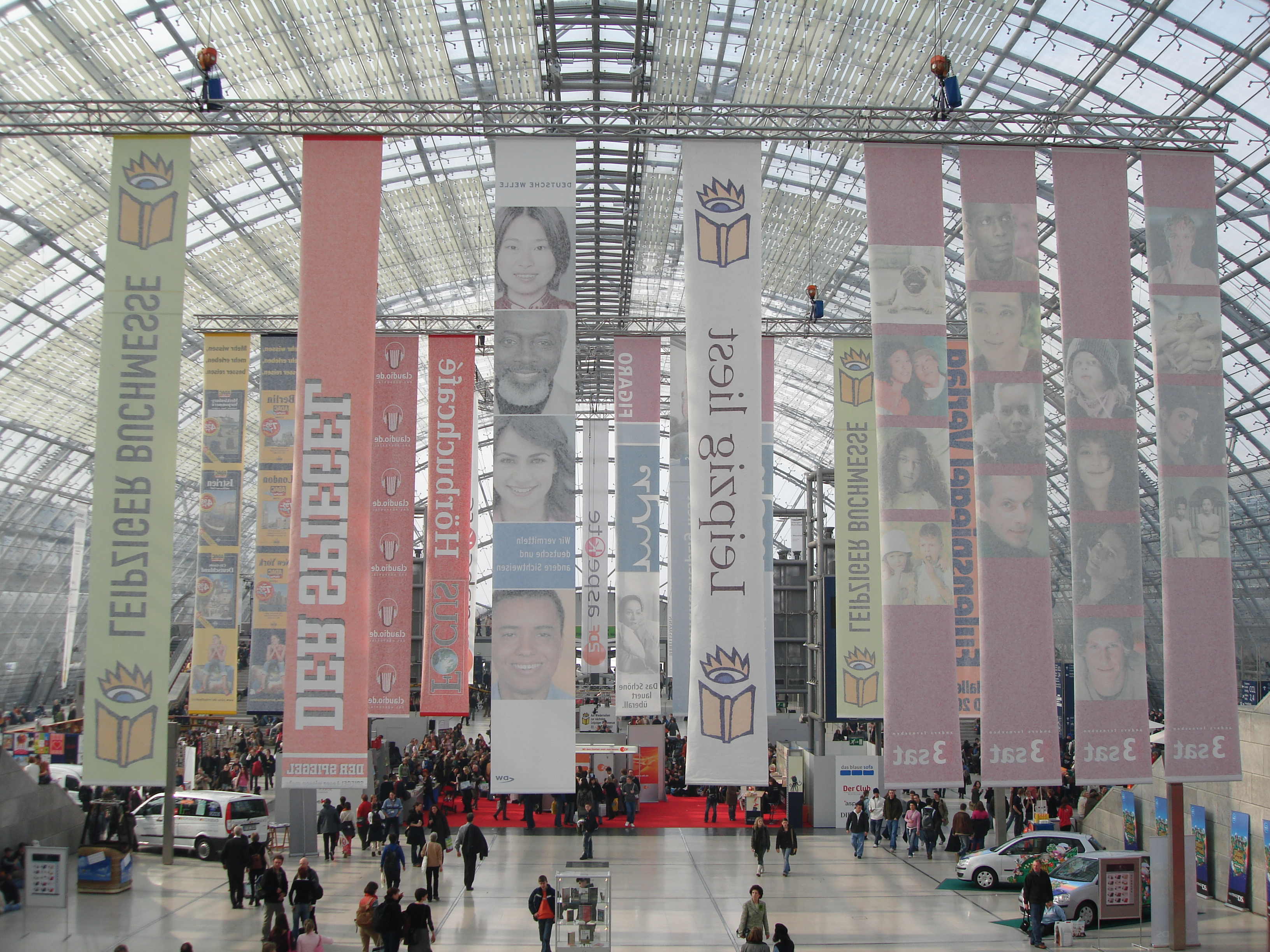
Leipziger Buchmesse 2006

- 16./17. März: Die diesjährige Leipziger Buchmesse hat eine Rekordbeteiligung (2.200 Aussteller, 1.800 Lesungen an 250 Plätzen).
- 30. März: Wiederaufführung von Passio Et Mors Domini Nostri Jesu Christi von Krzysztof Penderecki zum 40. Jahrestag der Uraufführung im St.-Paulus-Dom zu Münster
- 11. April: Die Stadt Essen wird von der Europäischen Union zur Kulturhauptstadt 2010 gewählt, und setzt sich damit gegen Görlitz durch.
- 20. Mai: Die finnische Gruppe Lordi siegt beim Eurovision Song Contest 2006.
- 21. Mai: In Los Angeles startet die „Confessions Tour“ von Madonna.

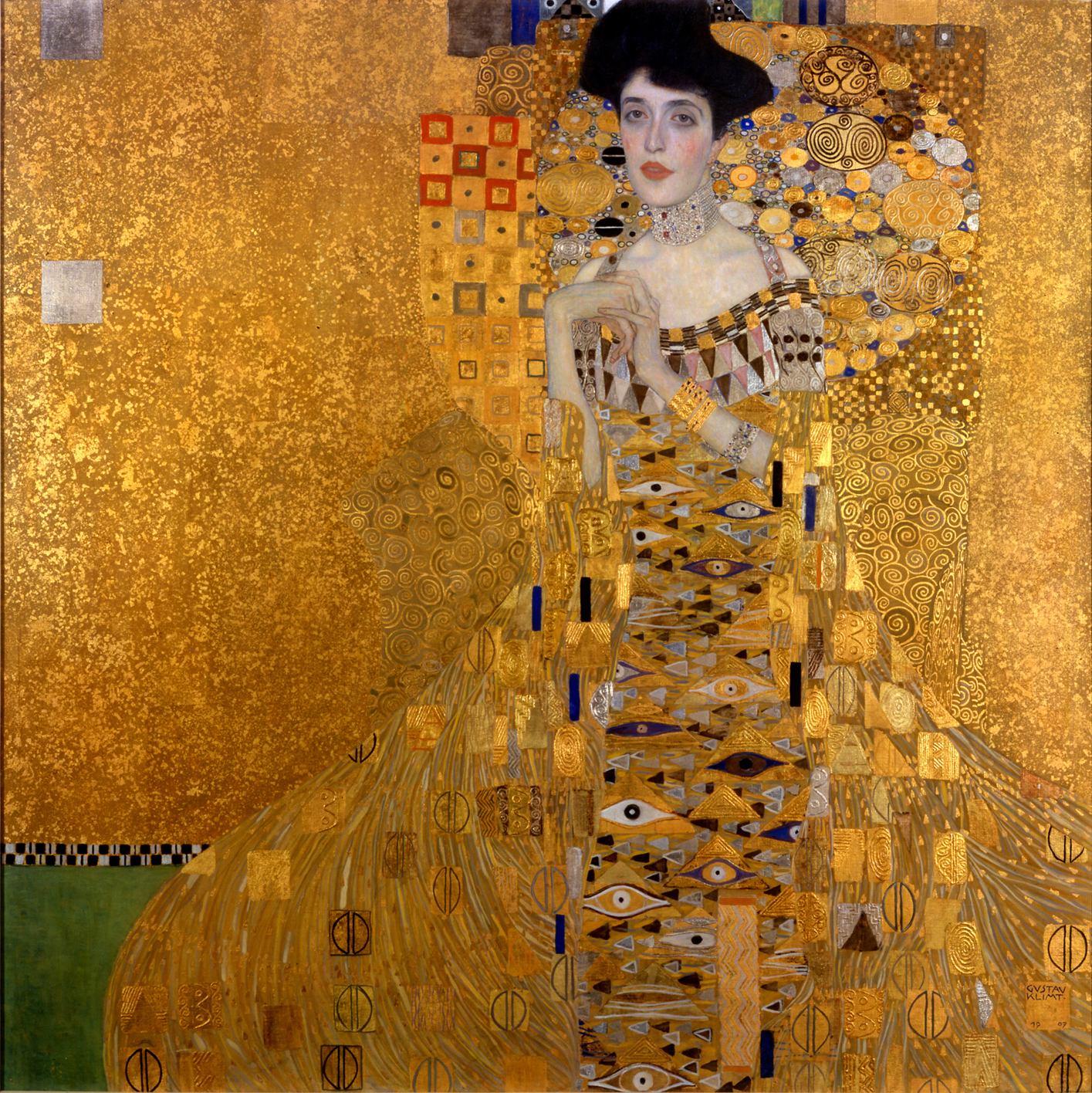
Gemälde Adele Bloch-Bauer I

- 19. Juni: Der Kauf des von Gustav Klimt gemalten Porträts Adele Bloch-Bauer I durch den US-amerikanischen Unternehmer Ronald Lauder für 135 Millionen US-Dollar (106,7 Mio. Euro) wird in der Presse publik. Es ist zu diesem Zeitpunkt das teuerste verkaufte Bild.

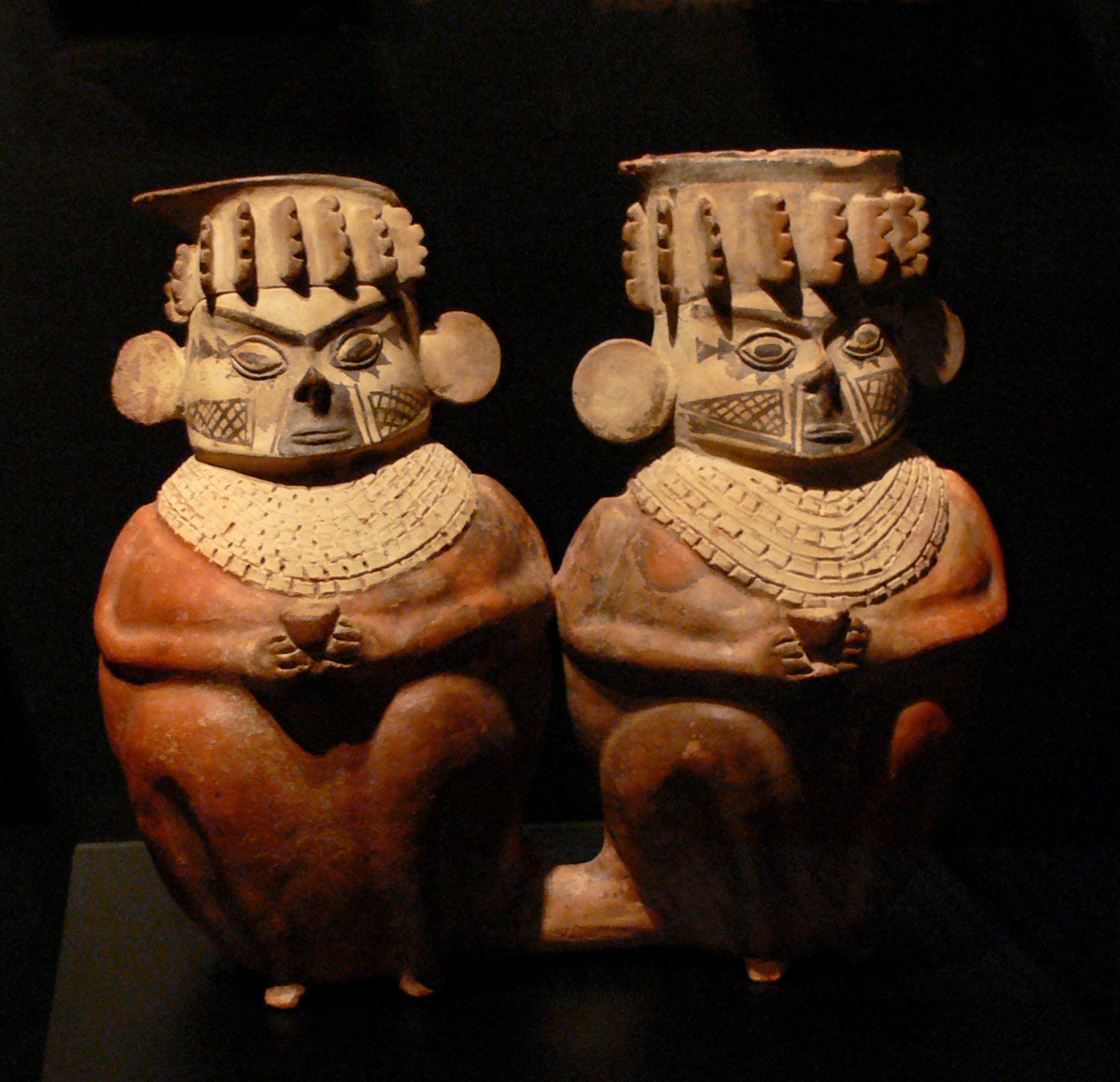
Exponat im Musée du quai Branly

- 23. Juni: Das Musée du quai Branly in Paris wird als nationales französisches Museum für nichteuropäische Kunst eröffnet.
- 15. Juli: Zum ersten Mal seit dem Jahr 2003 findet in Berlin wieder eine Loveparade statt. Der Erfolg ist überwältigend – 1.200.000 Raver nehmen friedlich an der Parade teil.
- 03. August: Mit einem dreiteiligen Ausstellungskomplex feiern die Staatlichen Museen zu Berlin den 400. Geburtstag des niederländischen Künstlers Rembrandt
- 31. August: Die norwegische Polizei kann bei einer Razzia die beiden im Jahr 2004 aus dem Munch-Museum gestohlenen Gemälde Der Schrei und Madonna des Malers Edvard Munch sicherstellen.
- 09. Oktober: Apure, der älteste wissenschaftlich bekannte Amazonasdelfin der Welt, stirbt mit über vierzig Jahren im Duisburger Zoo
- 18. Oktober: Das Bode-Museum in Berlin wird wieder eröffnet
- 02. November: In Kopenhagen finden die dreizehnten MTV Europe Music Awards statt.
- Die Ausstellung Rembrandt – Genie auf der Suche findet statt
- Der deutsche Fotograf Andreas Gursky veröffentlicht die Fotomontage Mayday V. Sie zeigt die Westfalenhalle 1 als 18-stöckigen Turm.
- Erstmalige Verleihung des Dr.-Heinz-Cüppers-Preis

### Katastrophen
- 02. Januar: Beim Einsturz der Eislauf- und Schwimmhalle Bad Reichenhall sterben 15 Menschen
- 08. Januar: Ein Erdbeben der Stärke 6,9 verursacht in Griechenland Sachschäden und lässt die Afrikanische Platte um einen bis sechs Meter näher an Europa heranrücken.
- 15. Januar: Eine Kältewelle in Südasien in Bangladesch fordert mehr als 100 Menschenleben.
- 23. Januar: Der kälteste Tag des Winters bringt bei Tiefstwerten bis unter −34 °C vier Todesopfer in Deutschland. Die Kältewelle aus Russland trifft in Europa Polen besonders hart, wo seit Winterbeginn 150 Menschen erfroren sind.
- 03. Februar: Beim Untergang der ägyptischen Fähre „Al-Salam Boccaccio 98“ im Roten Meer ertrinken etwa 1.000 Menschen.
- 17. Februar: Bei einem Erdrutsch auf der Philippinen-Insel Leyte wird das gesamte Dorf Guinsaugon mit 1.800 Einwohnern verschüttet.
- 08. April: Schiffsuntergang auf dem Volta-Stausee in Ghana. Etwa 120 Tote und 30 Überlebende.
- 10. April: Großfeuer während einer Handelsmesse in Meerut (Indien) mit mindestens 100 Toten.
- 03. Mai: Ein Airbus A320-211 der Fluggesellschaft Armavia stürzte 6 Kilometer vor dem russischen Sotschi Flughafen ins Schwarze Meer. Alle 105 Passagiere und acht Crewmitglieder kommen dabei ums Leben. Zum Zeitpunkt des Absturzes herrschte heftiger Regen und schlechte Sicht. Das Flugzeug war von der armenischen Hauptstadt Jerewan aus gestartet.
- 03. Mai: Ein Airbus A320 der Armavia stürzt im Landeanflug auf Sotschi ins Schwarze Meer. Alle 113 Insassen kommen ums Leben.
- 12. Mai: Der Taifun Chanchu fegt über die Philippinen hinweg und trifft später auf Südchina. Mindestens 88 Menschen sterben.
- 27. Mai: Die indonesische Insel Java wird nahe Yogyakarta von einem schweren Erdbeben erschüttert; über 5.400 Menschen werden getötet, Tausende verletzt.
- 28. Juni: Bei einem heftigen Unwetter mit bis zu 10 cm großen Hagelkörnern kommt im Bereich Trossingen/Villingen-Schwenningen (Baden-Württemberg) ein Mensch ums Leben, es entstehen Sachschäden in dreistelliger Millionenhöhe.
- 09. Juli: Ein Airbus A310 der S7 Airlines schießt aus Moskau kommend bei der Landung im russischen Irkutsk über die Landebahn hinaus, kollidiert mit einer Barriere und bricht auseinander. Von den 203 Insassen kommen 125 ums Leben.
- 09. Juli Ein Airbus A310 der russischen Fluggesellschaft S7 Airlines schießt von Moskau kommend bei der Landung in Irkutsk über die Landebahn hinaus und rast ungebremst in eine Barriere aus Beton. Im Flugzeug befinden sich 195 Passagiere und acht Besatzungsmitglieder, 131 Menschen kommen ums Leben, 55 werden schwer verletzt.
- 12. Juli: Der Taifun Ewiniar erreicht mit sehr starken Regenfällen die Koreanische Halbinsel. Erst im Laufe des August wird allmählich das Ausmaß der Katastrophe in Nordkorea bekannt. Nach unterschiedlichen Angaben sind Tausende von Menschen ums Leben gekommen.
- 17. Juli: Ein durch ein Seebeben verursachter Tsunami tötet auf Java mehr als 600 Menschen.
- 11. August: Der philippinische Öltanker Solar 1 gerät in schwerer See in Seenot und geht vor der Insel Guimaras unter. Seine auslaufende Ladung von 2.100 Tonnen Schweröl verursacht auf einer Länge von 125 Kilometern eine Ölpest an den Ufern der Insel.
- 22. August: Beim Absturz einer russischen Passagiermaschine in der Ukraine sterben alle 170 Menschen an Bord, unter ihnen zwei Deutsche.
- 22. August: In der Oblast Donezk in der Ukraine stürzt eine Tupolew Tu-154 der Pulkovo Airlines ab. Alle 170 Insassen der Maschine sterben.
- 27. August: Am Blue Grass Airport in Kentucky stürzt eine Bombardier CRJ-100ER auf dem Delta-Air-Lines-Flug-5191 beim Start ab. 49 Insassen sterben, nur der Copilot überlebt den Absturz.
- 29. September: Über dem brasilianischen Amazonas kollidieren zwei Flugzeuge. Während die Embraer Legacy 600 mit sieben Insassen beschädigt notlanden kann, stürzt die Boeing 737 (Gol-Transportes-Aéreos-Flug 1907) ab; alle 154 Menschen an Bord sterben.
- 29. September: Über dem Amazonas kollidiert eine Boeing 737-800 auf dem Gol-Transportes-Aéreos-Flug 1907 mit einer Embraer Legacy 600. Während der Privatjet notlanden kann, stürzt die Boeing ab, wobei alle 154 Insassen ums Leben kommen.
- 29. Oktober: Eine Boeing 737-200 der ADC Airlines stürzt im Anflug auf Abuja (Nigeria) ab. 96 Menschen sterben, 9 Insassen überleben.
- 29. Oktober: Bei einem Flugzeugabsturz in Nigeria sterben über 100 Menschen.
- 26. Dezember: Ein Erdbeben mit Epizentrum vor der Küste Taiwans richtet verhältnismäßig geringen Schaden an Land an, zerstört jedoch mehrere Seekabel, wodurch ein erheblicher wirtschaftlicher Schaden entsteht.
- Hungerkrise am Horn von Afrika 2006
- 26. Dezember: In Lagos (Nigeria) sterben mehrere hundert Menschen bei der Explosion einer Erdöl-Pipeline, die von Dieben angezapft worden war.
- 30. Dezember: Vor der indonesischen Insel Java sterben beim Untergang einer Fähre mit bis zu 850 Menschen an Bord vermutlich hunderte der Fahrgäste. Ein schwerer Sturm ließ die „Senopati“ kentern.

### Natur und Umwelt
- Januar bis März 2006: in weiten Teilen Europas ist ungewöhnlich häufiger Schneefall zu verzeichnen. Die Schneedecke bleibt auch in vielen Städten durchgehend erhalten, obwohl die Gesamtmenge in manchen Regionen unter dem Jahresmittel liegt. Eine weitere Folge sind unüblich viele Lawinenabgänge in den Alpen
- 27. März: Als endlich die Temperaturen in Deutschland dem Frühling nahe sind, gibt es auch schon den ersten großen Sturm. Eine kurze aber sehr starke Windhose fegt am Abend über den Osten und Süden der Hansestadt Hamburg hinweg und hinterlässt Schäden in Millionenhöhe. Zwei Kranfahrer werden getötet, als ihre Kräne durch die Wucht des Windes umgeworfen werden. Rund 300.000 Hamburger waren zeitweilig ohne Strom.
- 29. März: Eine totale Sonnenfinsternis ist in Afrika, der Türkei und dem Süden Russlands zu sehen. In Deutschland ist diese nur als partielle Sonnenfinsternis wahrnehmbar. Sie ist aber wegen der Wetterbedingungen nur in Teilen Deutschlands zu sehen.
- März–April: Das Hochwasser in Mitteleuropa 2006 wird durch heftige Schneeschmelzen und Regenfälle verursacht (vor allem in Deutschland, Österreich, Rumänien, Bulgarien), u. a. ein Elbhochwasser.
- 23. Juni: Im Australia Zoo in Queensland stirbt die Galápagos-Riesenschildkröte Harriet (* ca. 1830), die als eines der ältesten bekannten Tiere der Welt gilt.
- Der Juli 2006 geht als wärmster Monat seit Beginn der Wetteraufzeichnungen in die Geschichte der deutschen Meteorologie ein.
- 10. August: Der schwere Taifun Saomai erreicht das chinesische Festland südlich von Shanghai in der Provinz Zhejiang.

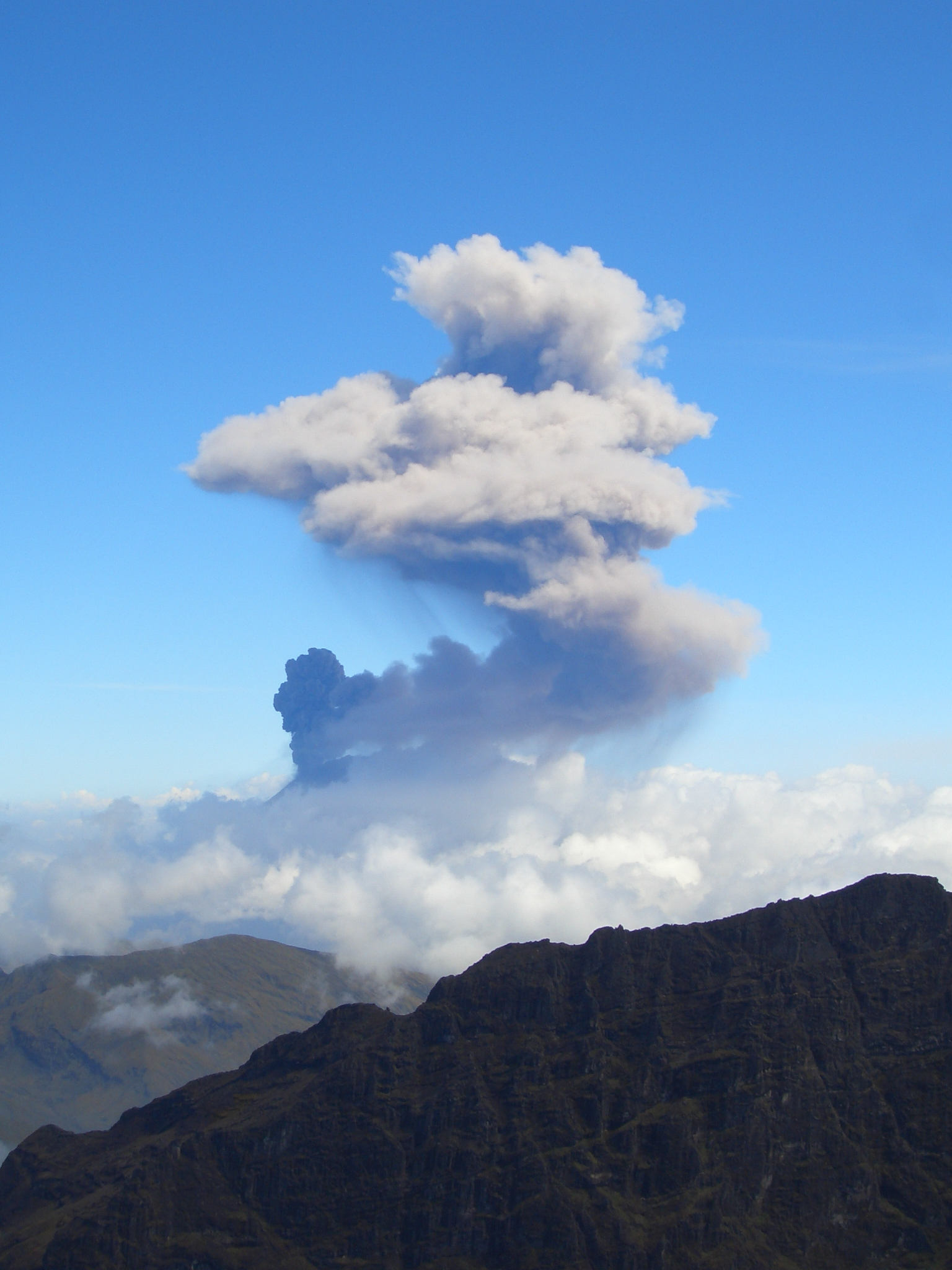
Ausbruch des Tungurahua 2006

- 16. August: Der Vulkan Tungurahua in Ecuador bricht aus.
- 02. Oktober: Ein T5/F2-Tornado verwüstet um etwa 2:00 Uhr morgens die Gemeinde Quirla in Thüringen.
- 01. November: Der Sturm Britta wütet in Europa.
- November: Der wärmste Herbst seit Beginn der Wetteraufzeichnungen in Deutschland. Insgesamt war das Jahr eins der wärmsten seit Beginn dieser Aufzeichnungen.

### Religion
- 25. Januar: Papst Benedikt XVI. veröffentlicht seine erste Enzyklika Deus caritas est (Gott ist Liebe).
- 07. Juni: Der Zentralrat der Juden in Deutschland wählt mit Charlotte Knobloch die erste Frau als Präsidentin an seine Spitze.
- 18. Juni: Reverend Katharine Jefferts Schori wird zur leitenden Bischöfin der Episkopalkirche der Vereinigten Staaten gewählt
- 08. Juli: Die Anglikanische Kirche von England votiert durch ihre Generalsynode mehrheitlich für die Einführung der Frauenordination in den Reihen der Bischöfe
- 01. bis 9. Juli: V. Weltfamilientreffen in Valencia (Spanien).

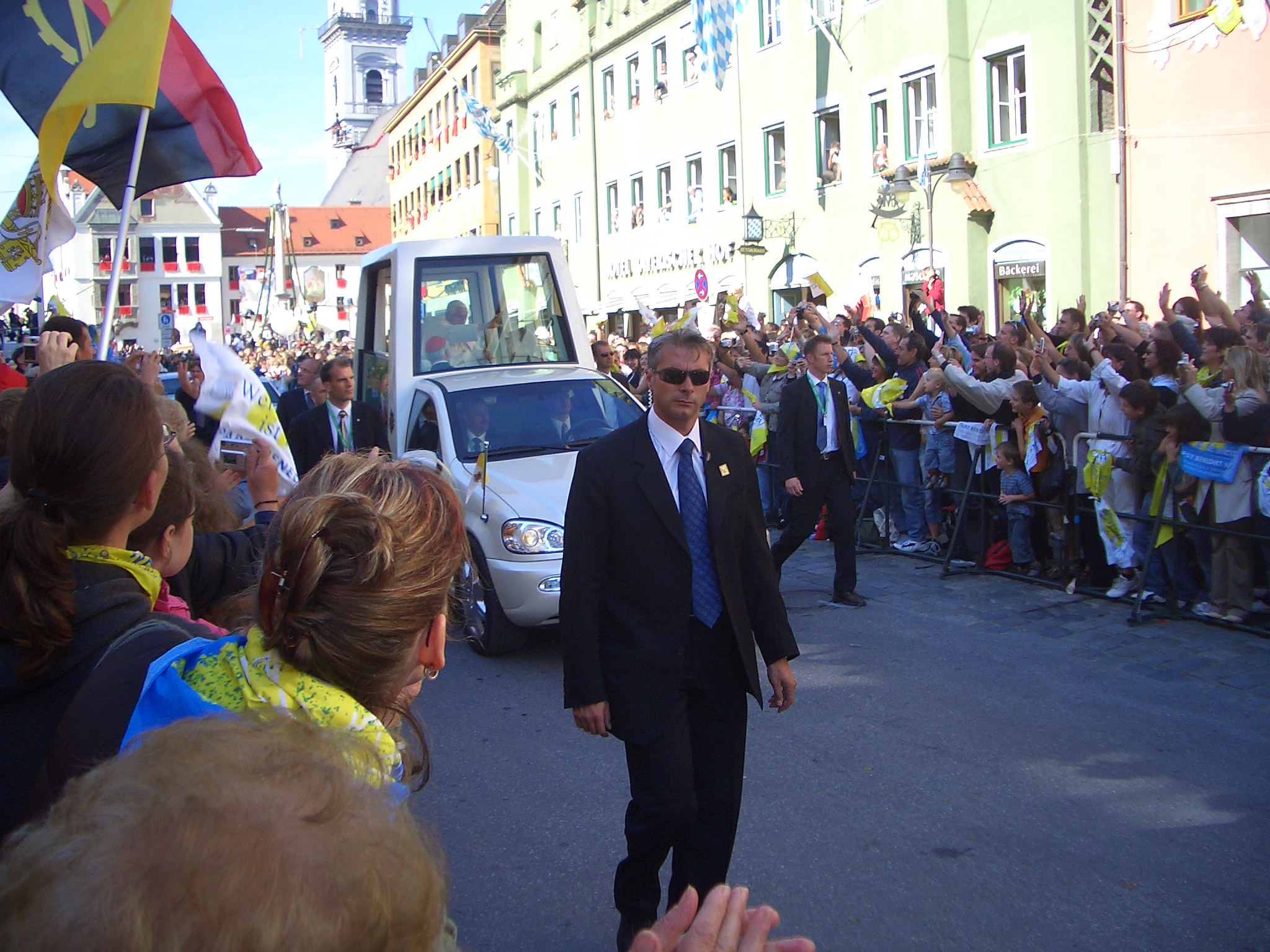
Papst Benedikt XVI. bei seinem Deutschlandbesuch 2006

- 23. Juli: Der Präsident des Weltrats methodistischer Kirchen, Sunday C. Mbang, unterzeichnet auf einem Welttreffen in Seoul die Gemeinsame Erklärung zur Rechtfertigungslehre, die die römisch-katholische Kirche und der Lutherische Weltbund schon 1999 unterschrieben hatten.
- 09. bis 15. September: Papst Benedikt XVI. ist zu Besuch in Deutschland. Stationen seines Aufenthaltes sind München, Regensburg, Altötting und sein Geburtsort Marktl.
- 16. September: Der Bund Freier evangelischer Gemeinden in Deutschland wählt den 41-jährigen Ansgar Hörsting zu seinem bisher jüngsten Präses.
- 27. September: Eröffnung der Deutschen Islamkonferenz durch den Bundesminister des Innern Wolfgang Schäuble
- 09. November: Mit der Einweihung der neuen Hauptsynagoge Ohel Jakob entsteht in der Landeshauptstadt München das neue jüdische Zentrum. Eröffnung von Gemeindehaus und Jüdischem Museum folgt im Frühjahr 2007.
- 28. November bis 1. Dezember: Papst Benedikt XVI. reist in die Türkei. Er besucht Ankara, Ephesos und Istanbul. Der Besuch beim Patriarchen von Konstantinopel, Bartholomäus I. dient der Wiederannäherung zwischen katholischer und orthodoxer Kirche, ein Besuch in der Sultan-Ahmed-Moschee dem besseren Verständnis zwischen Christentum und Islam.

### Gesellschaft
- 20. Februar: Der britische Holocaustleugner David Irving wird vom Wiener Landgericht für Strafsachen wegen im Verbotsgesetz 1947 mit Strafe bedrohter nationalsozialistischer Wiederbetätigung zu drei Jahren Haft ohne Bewährung verurteilt.
- 09. Mai: Der als „Kannibale von Rotenburg“ bekannt gewordene Armin Meiwes wird vom Landgericht wegen Mordes und Störung der Totenruhe zu lebenslanger Freiheitsstrafe verurteilt.

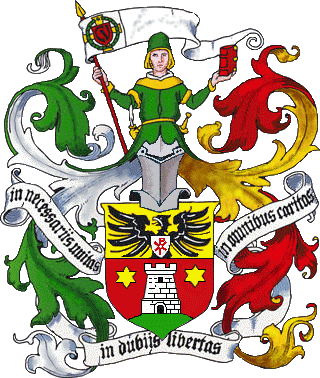
Wappen des CV

- 24. Mai bis 28. Mai: Der Cartellverband der katholischen deutschen Studentenverbindungen und der österreichische Cartellverband feiern auf einer gemeinsamen Cartellversammlung in München das 150-Jahr-Jubiläum des CV mit einem großen Festkommers.
- 16. Juli: In Köln feiern 600.000 Menschen laut Angaben der Polizei den Christopher Street Day.[4]
- 23. August: Natascha Kampusch, acht Jahre lang von ihrem Entführer in Österreich gefangen gehalten, kann fliehen.
- 02. Oktober: Charles Carl Roberts dringt in eine Schule für Amische in Nickel Mines im US-Bundesstaat Pennsylvania ein. Er schießt zehn Schülerinnen in den Kopf und tötet sich dann selbst. Fünf der Schülerinnen sterben bei dieser Amoktat.
- 13. Dezember: Der belgische Sender RTBF verkündet in einer fiktionalen Sondersendung die Auflösung Belgiens.
- 19. Dezember: Der erneut aufgerollte HIV-Prozess in Libyen endet mit dem Todesurteil für die angeklagten fünf bulgarischen Krankenschwestern und einen palästinensischen Arzt. Sie werden für die Infektion von 426 Kindern mit HIV in einem Krankenhaus in Bengasi verantwortlich gemacht.
- Das internationale anonyme Pressemedium WikiLeaks wird ins Leben gerufen.
- Das macht Schule wird gegründet.

### Sport
siehe auch: Sportjahr 2006
- Deutscher Fußballmeister: Männer: FC Bayern München, Frauen: 1. FFC Turbine Potsdam
- DFB-Pokalsieger: Männer: FC Bayern München, Frauen: 1. FFC Turbine Potsdam
- 06. Januar: Bei der Vierschanzentournee der Skispringer gibt es mit Jakub Janda und Janne Ahonen erstmals zwei Sieger. Hinzu kommt, dass Janne Ahonen mit seinem insgesamt vierten Tourneegesamtsieg mit dem bisherigen Rekordsieger Jens Weißflog gleichzieht.

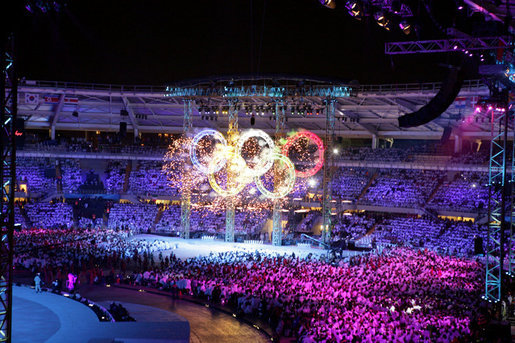
Eröffnungszeremonie für die Olympischen Winterspiele in Turin

- 10. Februar: Im italienischen Turin werden die XX. Olympischen Winterspiele feierlich eröffnet. Sie enden am 26. Februar. Die deutsche Mannschaft gewinnt im Medaillenwettbewerb vor den USA und Österreich.
- 06. März: Der erst 15-jährige färöische Schachspieler Helgi Dam Ziska besiegt den niederländischen Großmeister Jan Timman bei den Reykjavík Open auf Island.
- 12. März bis 22. Oktober: Austragung der 57. Formel-1-Weltmeisterschaft
- 26. März bis 29. Oktober: Austragung der 58. FIM-Motorrad-Straßenweltmeisterschaft
- 01. April: Rey Mysterio gewinnt das WWE Pay-per-View Royal Rumble, nachdem er bereits als zweiter in den Ring kam.
- 17. April: Die Eisbären Berlin besiegen im dritten Finale der Deutschen Eishockey Liga die DEG Metro Stars mit 6:2 und sichern sich damit den zweiten gesamtdeutschen Meistertitel seit der deutschen Wiedervereinigung 1990 in Folge.
- 24. April: In Bremen startet die Tischtennis-Mannschaftsweltmeisterschaft 2006.
- 29. April: Der FC Bayern München gewinnt nach einem 1:0 gegen Eintracht Frankfurt den DFB-Pokal.
- 01. Mai: China bezwingt Südkorea im Finale der Tischtennis-WM. Deutschland wird Dritter.
- 02. Mai: Im Fußball in Italien beginnt ein Skandal, als die Sportzeitung La Gazetta dello Sport telefonische Abhörprotokolle der Turiner Staatsanwaltschaft publiziert. Juventus-Turin-Manager Luciano Moggi wird verdächtigt, den Ausgang von Spielen mit Hilfe von Schiedsrichtern manipuliert zu haben.
- 07. Mai: In London wird das Highbury, die Spielstätte des Fußballclubs FC Arsenal, geschlossen und in der Folgezeit abgerissen.
- 13. Mai: Der FC Bayern München wird zum 20. Mal Deutscher Fußballmeister. In die zweite Liga steigen der 1. FC Kaiserslautern, der 1. FC Köln und der MSV Duisburg ab. Aufgestiegen in die 1. Liga sind der VfL Bochum, Alemannia Aachen und der FC Energie Cottbus.
- 17. Mai: Der FC Barcelona wird Champions-League-Sieger.
- 21. Mai: Das Team Schweden wird Eishockey-Weltmeister.

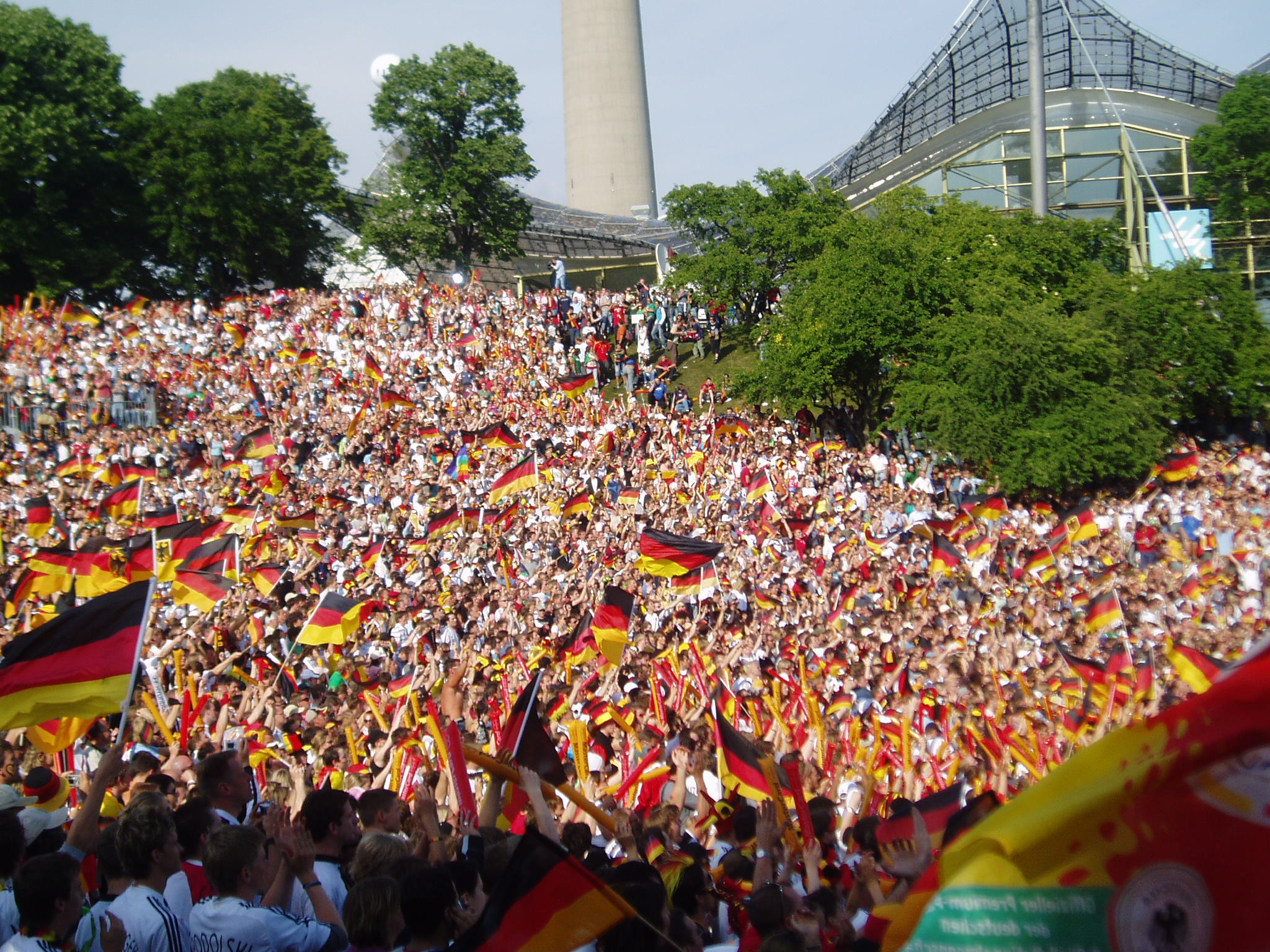
Feiernde deutsche Fans bei der Fußball-Weltmeisterschaft 2006

- 27. Mai: Frankfurt Galaxy gewinnt zum vierten Mal den World Bowl.
- 04. Juni: Die Stuttgarter Kickers gewinnen erstmals und als 15. deutscher Verein insgesamt den EuroHockey Club Champions Cup.
- 09. Juni: In München beginnt mit dem Eröffnungsspiel Deutschland-Costa Rica (4:2) die 18. Fußball-WM 2006.
- 18. Juni: F. Biela (D)/E. Pirro (I)/Marco Werner (D) gewinnen das 24-Stunden-Rennen von Le Mans (24 Heures du Mans) auf Audi R10 TDI LMP1
- 18. Juni: Porsche Doppelsieg bei den 24 Stunden auf dem Nürburgring. Sieger wird das Manthey-Racing-Team mit Lucas Luhr (Monaco), Timo Bernhard (Dittweiler), Mike Rockenfeller (Neuwied) und Marcel Tiermann (Monaco) im Porsche 911 GT3. Zweiter wurde das Alzen Team auch auf Porsche 911 GT3 mit Jürgen Alzen, Uwe Alzen (Betzdorf), Klaus Ludwig (Bornheim) sowie Christian Abt (Kempten (Allgäu)).
- 20. Juni: Als zweiter deutscher Basketballer überhaupt steht Dirk Nowitzki mit den Dallas Mavericks in den NBA Finals. Hier scheitern sie mit 2:4 nach Siegen an den Miami Heat.
- 30. Juni: Einen Tag vor Beginn der Tour de France 2006 werden die Favoriten Jan Ullrich und Ivan Basso neben vielen weiteren Akteuren von ihren Teams aus dem Aufgebot genommen, weil sie in die spanische Doping-Affäre um den Arzt Fuentes verstrickt sein sollen.
- 01. Juli: Start der Tour de France 2006, die Floyd Landis am 23. Juli zum ersten Mal in seiner Karriere für sich entscheidet.
- 09. Juli: Italien gewinnt das WM-Endspiel in Berlin gegen Frankreich mit 6:4 (1:1) im Elfmeterschießen.
- 12. Juli: Jürgen Klinsmann verlängert seinen Vertrag als Bundestrainer nach der Weltmeisterschaft nicht. Nachfolger wird der bisherige Co-Trainer Joachim Löw.
- 13. Juli: Verkündung der Urteile im italienischen Fußballskandal der Serie A
- 27. Juli: Der US-amerikanische Tour-de-France-Sieger Floyd Landis wird positiv auf Testosteron-Doping getestet.
- 02. September: Bei der Badminton-EM der Gehörlosen in Pressbaum, Österreich, die bis zum 2. September stattfanden, gewann die Mannschaft des Deutschen Gehörlosen-Sportverband in der Mannschaft im Finale gegen Litauen die Silbermedaille. Im Mixedwettbewerb wurde dann das Finale gegen Litauen genau so gewonnen wie das Finale im Damendoppel gegen die Russinnen. Im Herreneinzel konnte dann noch eine Bronzemedaille errungen werden.
- 03. September: Die deutsche Basketballnationalmannschaft verliert bei der Basketball-Weltmeisterschaft gegen Litauen das Spiel um den siebten Platz mit 62:77.
- 17. September: Deutschland wird Hockey-Weltmeister.
- 17. September: Neuseeland gewinnt das Finale der Frauen-Rugby-Union-Weltmeisterschaft in Edmonton 25:17 gegen England.
- 07. Oktober: Die Braunschweig Lions gewinnen den German Bowl XXVIII gegen die Marburg Mercenaries 31:13 und damit ihre fünfte deutsche Meisterschaft.
- 15. Oktober: Bernd Schneider gewinnt zum fünften Mal die DTM-Meisterschaft. Somit ist er bis heute der Pilot, der die meisten Titel in der DTM gewinnen konnte.
- 22. Oktober: Michael Schumacher beendet seine Karriere als Formel-1-Fahrer mit einem 4. Platz in Brasilien, der ihm die Vizeweltmeisterschaft einbringt. Weltmeister wird Fernando Alonso.
- 29. Oktober: Nicky Hayden gewinnt die MotoGP-Weltmeisterschaft.
- 19. November: Die deutsche Badmintonspielerin chinesischer Herkunft Xu Huaiwen gewinnt die Wahl zur Sportlerin des Jahres im Saarland.
- 24. November: Die vom FIFA-Konkurrenzweltverband NFB erstmals veranstaltete Weltmeisterschaft Viva World Cup wird von Sápmi gegen Monaco 21:1 gewonnen.
- 25. November: Axel Schulz’ Boxcomeback misslingt, er verliert gegen den US-Amerikaner Brian Minto und beendet seine Karriere nun endgültig.
- 05. Dezember: In Bonn endet der Wettkampf des Schachweltmeisters mit einem Schachcomputer. Wladimir Borissowitsch Kramnik unterliegt dem Schachprogramm Deep Fritz mit 2:4. Es ist im Schach die dritte Niederlage eines Menschen gegenüber der Rechnerleistung.
- 17. Dezember: Der FIFA Club World Cup wird erstmals vom SC Internacional aus Porto Alegre gewonnen.

## Geboren

### Januar
- 01. Januar: Fabian Feiner, österreichischer Fußballspieler
- 02. Januar: Nathalie Armbruster, deutsche Nordische Kombiniererin
- 06. Januar: Alejo Sarco, argentinisch-italienischer Fußballspieler
- 12. Januar: Macéo Capietto, französischer Automobilrennfahrer
- 15. Januar: Max Moerstedt, deutscher Fußballspieler
- 17. Januar: Anastassija Schabotowa, russisch-ukrainische Eiskunstläuferin
- 19. Januar: Lana Pudar, bosnische Schwimmerin
- 22. Januar: David Almansa, spanischer Motorradrennfahrer
- 24. Januar: Madeleine Larcheron, französische Skateboarderin

### Februar
- 03. Februar: Michelle Agyemang, englische Fußballspielerin
- 03. Februar: Rory MacLeod, schottischer Fußballspieler
- 09. Februar: Mico Lampinen, finnischer Leichtathlet
- 09. Februar: Bayanda Walaza, südafrikanischer Leichtathlet
- 09. Februar: Xari Wimbauer, deutscher Schauspieler
- 10. Februar: Filomenaleonisa Iakopo, Leichtathletin aus Amerikanisch-Samoa
- 14. Februar: Josh Pierson, US-amerikanischer Automobilrennfahrer
- 24. Februar: Aleka Persaud, guyanische Schwimmerin
- 25. Februar: Michael Morgenstern, österreichischer Fußballspieler

### März
- 01. März: Claude Heinrich, deutscher Schauspieler und Synchronsprecher
- 02. März: Bazoumana Touré, ivorischer Fußballspieler
- 10. März: Kyle Alessandro, norwegischer Sänger
- 15. März: Alexandra Glaskowa, russische Freestyle-Skierin
- 27. März: Kaii Winkler, deutsch-US-amerikanischer Schwimmer
- 30. März: Jason Colby, US-amerikanischer Skispringer

### April
- 11. April: Lee Chae-un, südkoreanischer Snowboarder
- 20. April: Dean Berta Viñales, spanischer Motorradrennfahrer († 2021)
- 20. April: Felix Trunz, Schweizer Skispringer
- 25. April: David Alonso, kolumbianischer Motorradrennfahrer
- 26. April: Kamila Walijewa, russische Eiskunstläuferin
- 29. April: Xochitl Gomez, US-amerikanische Schauspielerin

### Mai
- 09. Mai: Assan Ouédraogo, deutscher Fußballspieler
- 11. Mai: Conrad Laursen, dänischer Automobilrennfahrer
- 12. Mai: Harrison Voight, australischer Motorradrennfahrer
- 15. Mai: David Muñoz, spanischer Motorradrennfahrer
- 29. Mai: Dommaraju Gukesh, indischer Schachgroßmeister

### Juni
- 01. Juni: Bombette Martin, britische Skateboarderin
- 18. Juni: Wang Zisai, chinesischer Trampolinturner
- 22. Juni: Misugu Okamoto, japanische Skateboarderin
- 23. Juni: Annett Kaufmann, deutsche Tischtennisspielerin
- 27. Juni: Jillian Crooks, Schwimmerin von den Cayman Islands
- 29. Juni: Chadd Ning, eswatinischer Schwimmer

### Juli
- 01. Juli: Muriel Furrer, Schweizer Radrennfahrerin († 2024)
- 01. Juli: Melina Kunkel, deutsche Fußballspielerin
- 16. Juli: Tamara Mesíková, slowakische Skispringerin
- 17. Juli: Finn Jeltsch, deutscher Fußballspieler
- 18. Juli: Wolodar Mursin, russischer Schachgroßmeister
- 23. Juli: Lee Eun-ji, südkoreanische Schwimmerin
- 30. Juli: Anežka Indráčková, tschechische Skispringerin

### August
- 12. August: Ángel Barajas, kolumbianischer Turner
- 18. August: Summer McIntosh, kanadische Schwimmerin
- 25. August: Andrea Kimi Antonelli, italienischer Automobilrennfahrer
- 26. August: Henry Sildaru, estnischer Freestyle-Skier
- 28. August: Kheun Bunpichmorakat, kambodschanische Schwimmerin

### September
- 11. September: Rikuto Tamai, japanischer Wasserspringer
- 12. September: Maximilian Maeder, singapurisch-schweizerischer Kitesurfer
- 25. September: Noah Darvich, deutsch-irakischer Fußballspieler
- 30. September: Lola Höller, deutsche Schauspielerin

### Oktober
- 03. Oktober: Josie Johnson, US-amerikanische Skispringerin
- 04. Oktober: Claire Wegener, deutsche Schauspielerin und Hörspielsprecherin
- 05. Oktober: Tina Hausmann, schweizerische Automobilrennfahrerin

### November
- 02. November: Manila Esposito, italienische Turnerin
- 04. November: Darja Varfolomeev, deutsche Rhythmische Sportgymnastin
- 15. November: Lara Colturi, italienisch-albanische Skirennläuferin
- 25. November: Lenoxx Phommara, Schweizer Motorradrennfahrer
- 30. November: Ángel Piqueras, spanischer Motorradrennfahrer

### Dezember
- 05. Dezember: Silia Kapsis, australische Sängerin
- 08. Dezember: Lise Seidel, deutsche Schwimmerin
- 27. Dezember: Eneli Jefimova, estnische Schwimmerin
- 29. Dezember: Nevio Wendt, deutscher Schauspieler
- 30. Dezember: Kaylia Nemour, algerische Turnerin

### Datum unbekannt
- Phoebe Austen, britische Schauspielerin und Theaterschauspielerin
- Leni Deschner, deutsche Schauspielerin
- Eline Doenst, deutsche Schauspielerin
- Ben Ole Knobbe, deutscher Schauspieler
- Emilia Packard, deutsche Schauspielerin
- Ron Antony Renzenbrink, deutscher Schauspieler
- Loris Sichrovsky, deutscher Schauspieler
- Helena Yousefi, deutsche Schauspielerin

## Gestorben
Dies ist eine Liste der bedeutendsten Persönlichkeiten, die 2006 verstorben sind. Eine ausführlichere Liste steht im Nekrolog 2006.

### Januar

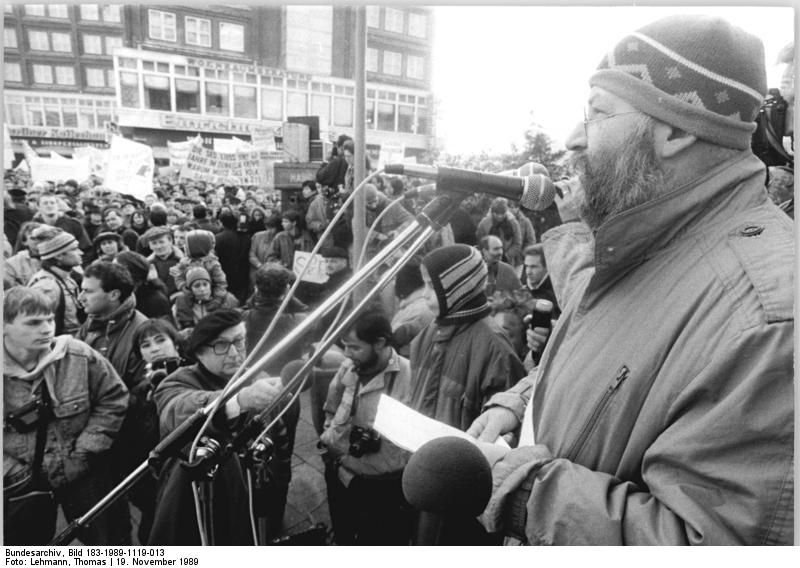
Manfred Bofinger (1941–2006)

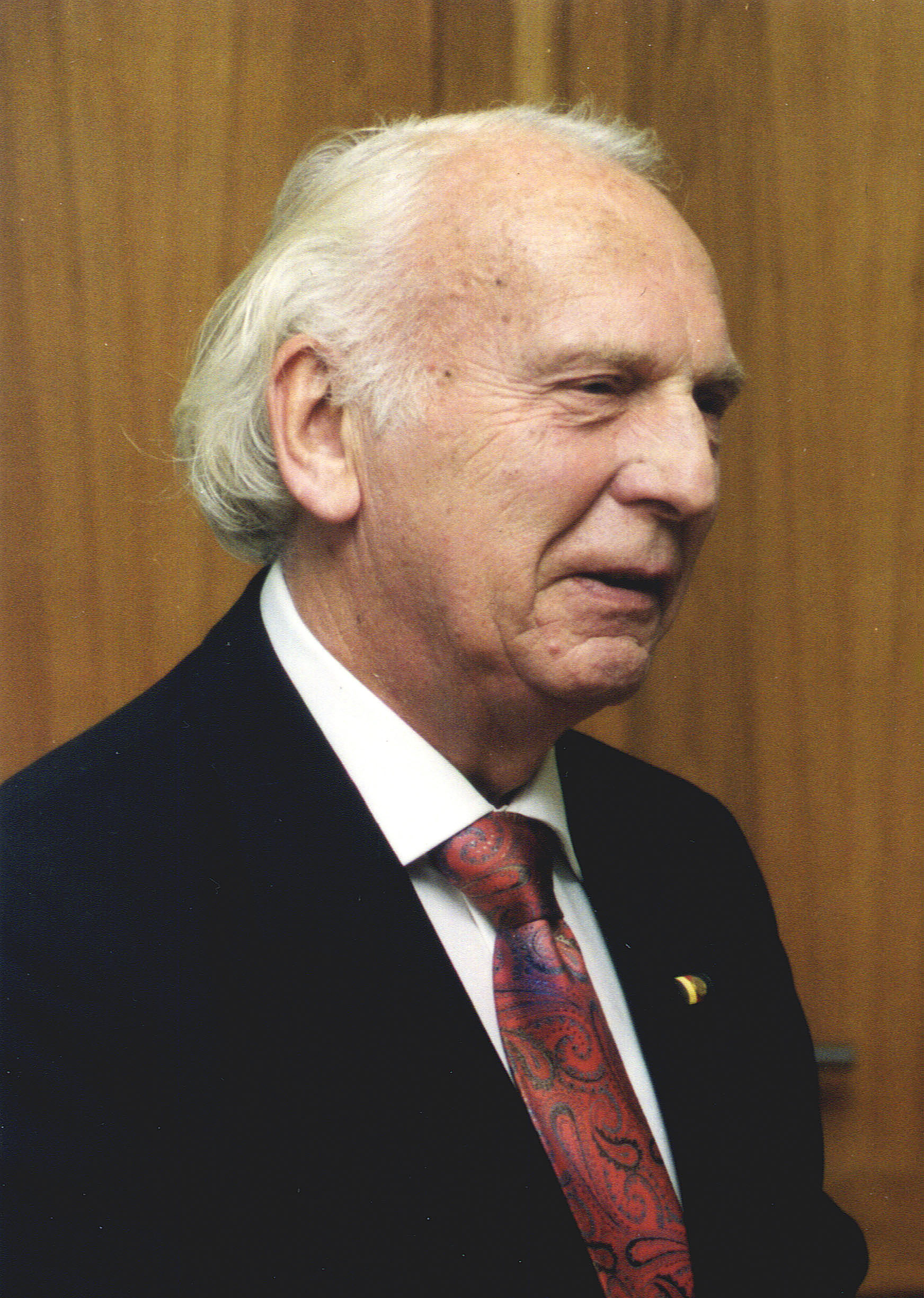
Günther Landgraf (1928–2006)

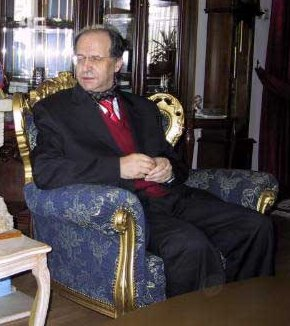
Ibrahim Rugova (1944–2006)

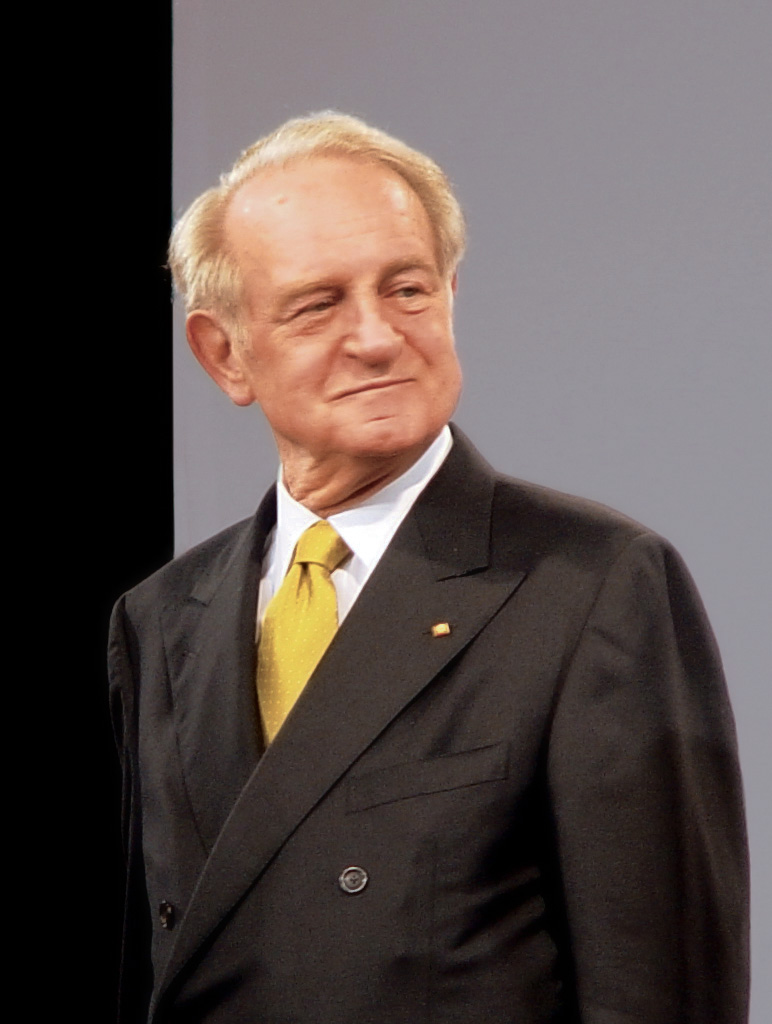
Johannes Rau (1931–2006)

- 01. Januar: Mapita Cortés, puerto-ricanische Schauspielerin (* 1938)
- 04. Januar: Maktum bin Raschid Al Maktum, Emir des Emirates Dubai (* 1943)
- 06. Januar: Lou Rawls, US-amerikanischer Jazz- und Soulsänger (* 1933)
- 07. Januar: Heinrich Harrer, österreichischer Autor, Forschungsreisender und Bergsteiger (* 1912)
- 08. Januar: Manfred Bofinger, deutscher Grafiker und Karikaturist (* 1941)
- 11. Januar: Mark Spoon (bürgerlich Markus Löffel), deutscher Musikproduzent (* 1966)
- 12. Januar: Manfred Bopp, deutscher Fußballspieler (* 1936)
- 12. Januar: Günther Landgraf, deutscher Physiker (* 1928)
- 12. Januar: Udo Thomer, deutscher Volksschauspieler (* 1945)
- 13. Januar: John Stanley Lockhart, australischer Jurist und Richter des Federal Court of Australia und Mitglied des WTO Appellate Body (* 1935)
- 14. Januar: Henri Colpi, Schweizer Film- und Fernsehregisseur (* 1921)
- 14. Januar: Heinrich Severloh, deutscher Soldat (* 1923)
- 14. Januar: Shelley Winters, US-amerikanische Schauspielerin und Oscar-Preisträgerin (* 1920)
- 15. Januar: Dschabir al-Ahmad al-Dschabir as-Sabah, Emir von Kuwait (* 1926)
- 16. Januar: Hans-Dieter Bücken, deutscher Wasserbauingenieur, Verwaltungsbeamter und Behördenleiter (* 1932 oder 1933)
- 19. Januar: Wilson Pickett, US-amerikanischer Soulsänger (* 1941)
- 19. Januar: Carola Stern (eigentlich Erika Assmus), deutsche Journalistin und Publizistin (* 1925)
- 21. Januar: Klaus Kahlenberg, deutscher Journalist und der Radiosprecher des letzten Wehrmachtberichts (* 1912)
- 21. Januar: Ibrahim Rugova, Präsident des Kosovo (* 1944)
- 21. Januar: Karlheinz Liefers, deutscher Regisseur (* 1941)
- 23. Januar: Savino Guglielmetti, italienischer Kunstturner (* 1911)
- 24. Januar: Betty Berzon, US-amerikanische Autorin und Psychotherapeutin (* 1928)
- 24. Januar: Fayard Antonio Nicholas, US-amerikanischer Tänzer, Sänger und Schauspieler (* 1914)
- 27. Januar: Ernst Arfken, deutscher Kirchenmusiker und Theologe (* 1925)
- 27. Januar: Roger Hannay, US-amerikanischer Komponist und Musikpädagoge (* 1930)
- 27. Januar: Johannes Rau, deutscher Politiker, Bundespräsident der Bundesrepublik Deutschland (1999–2004) (* 1931)
- 29. Januar: Nam June Paik, koreanischer Künstler (* 1932)

### Februar

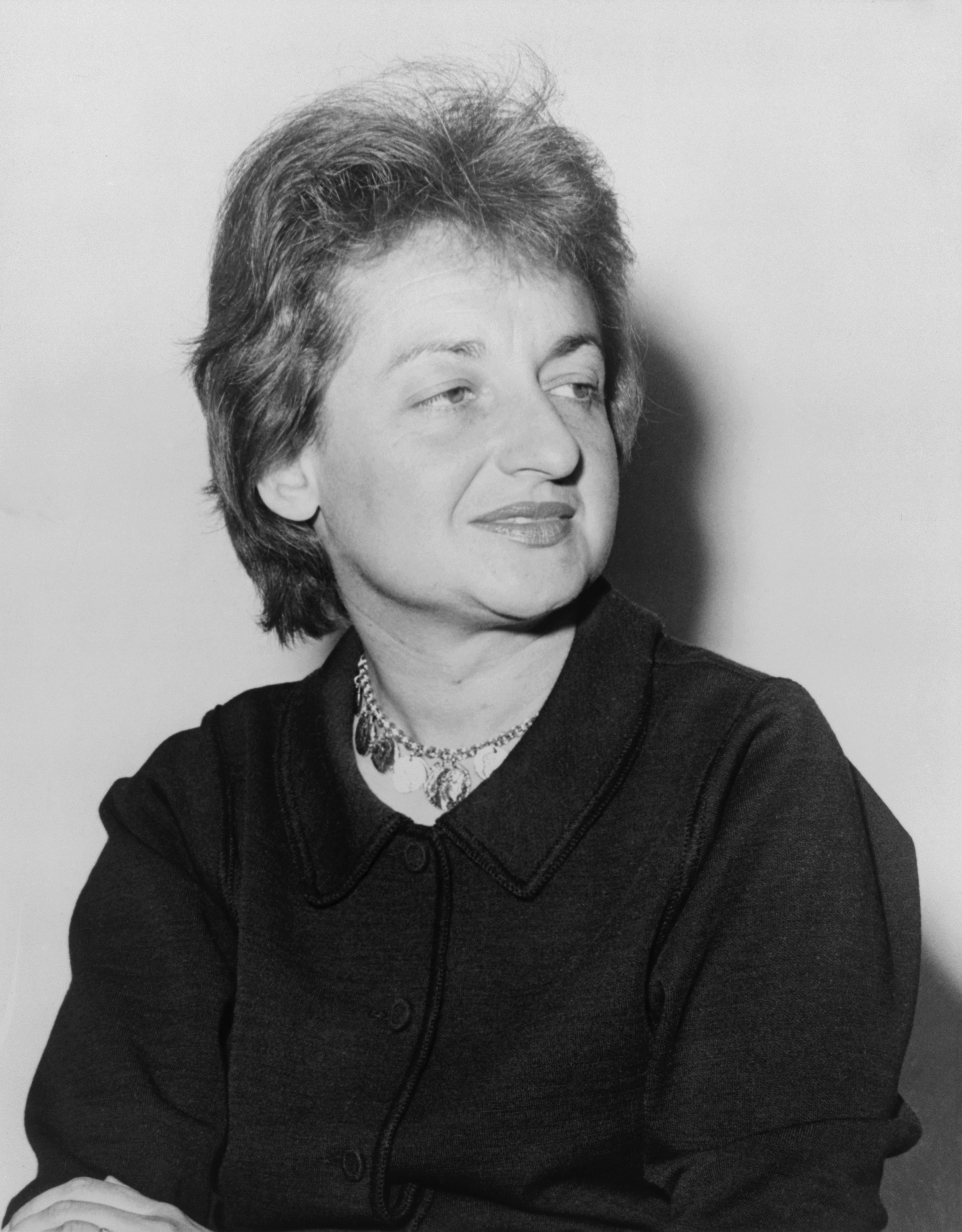
Betty Friedan (1921–2006)

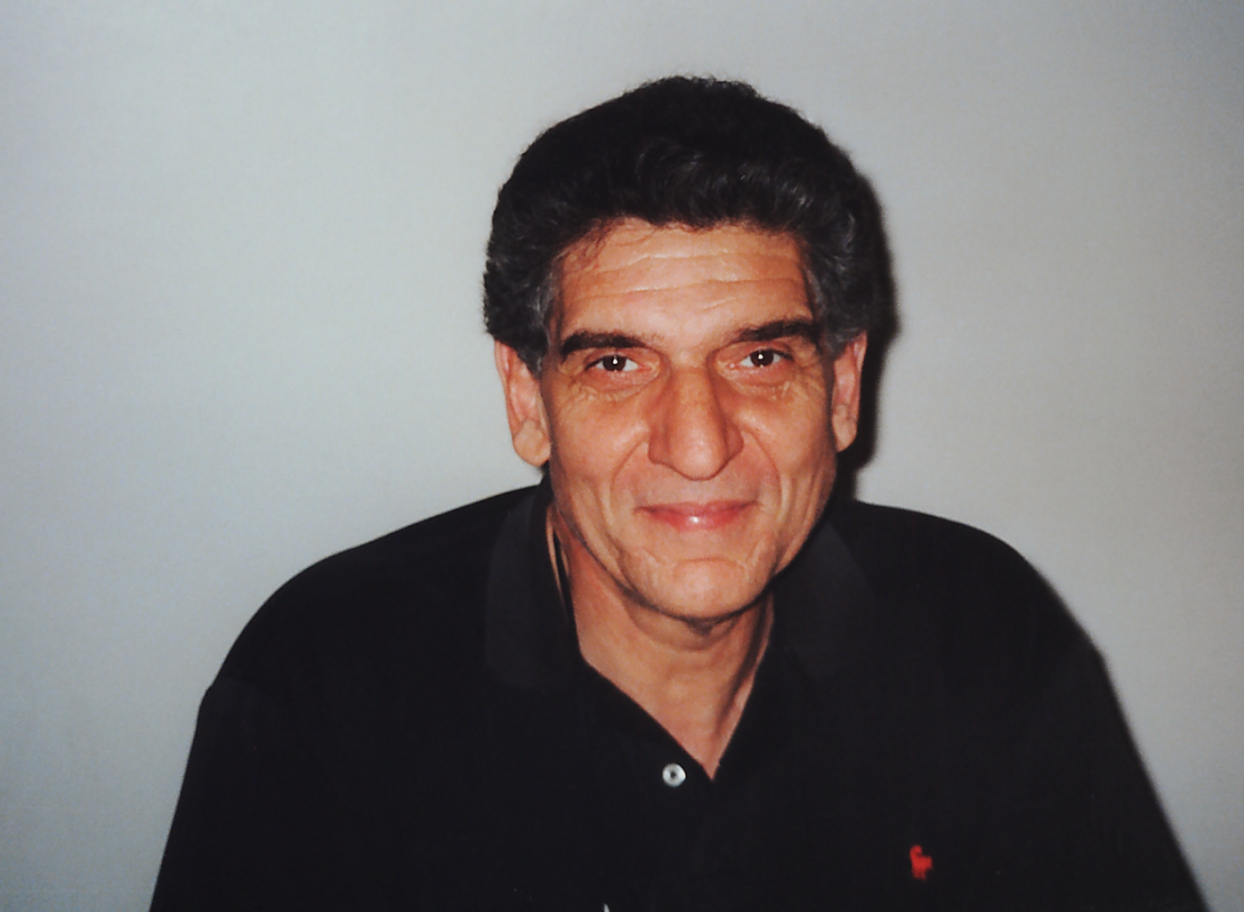
Andreas Katsulas (1946–2006)

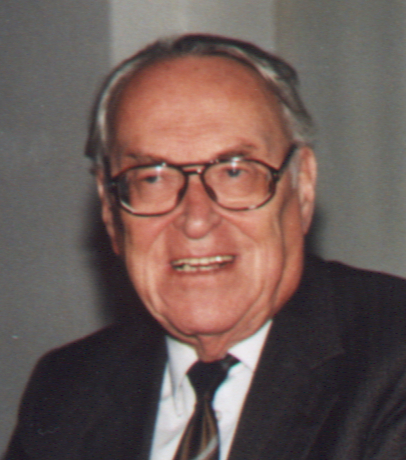
Hermann Lein (1920–2006)

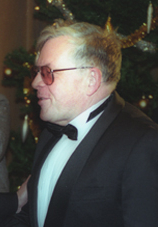
Andrei Pawlowitsch Petrow (1930–2006)

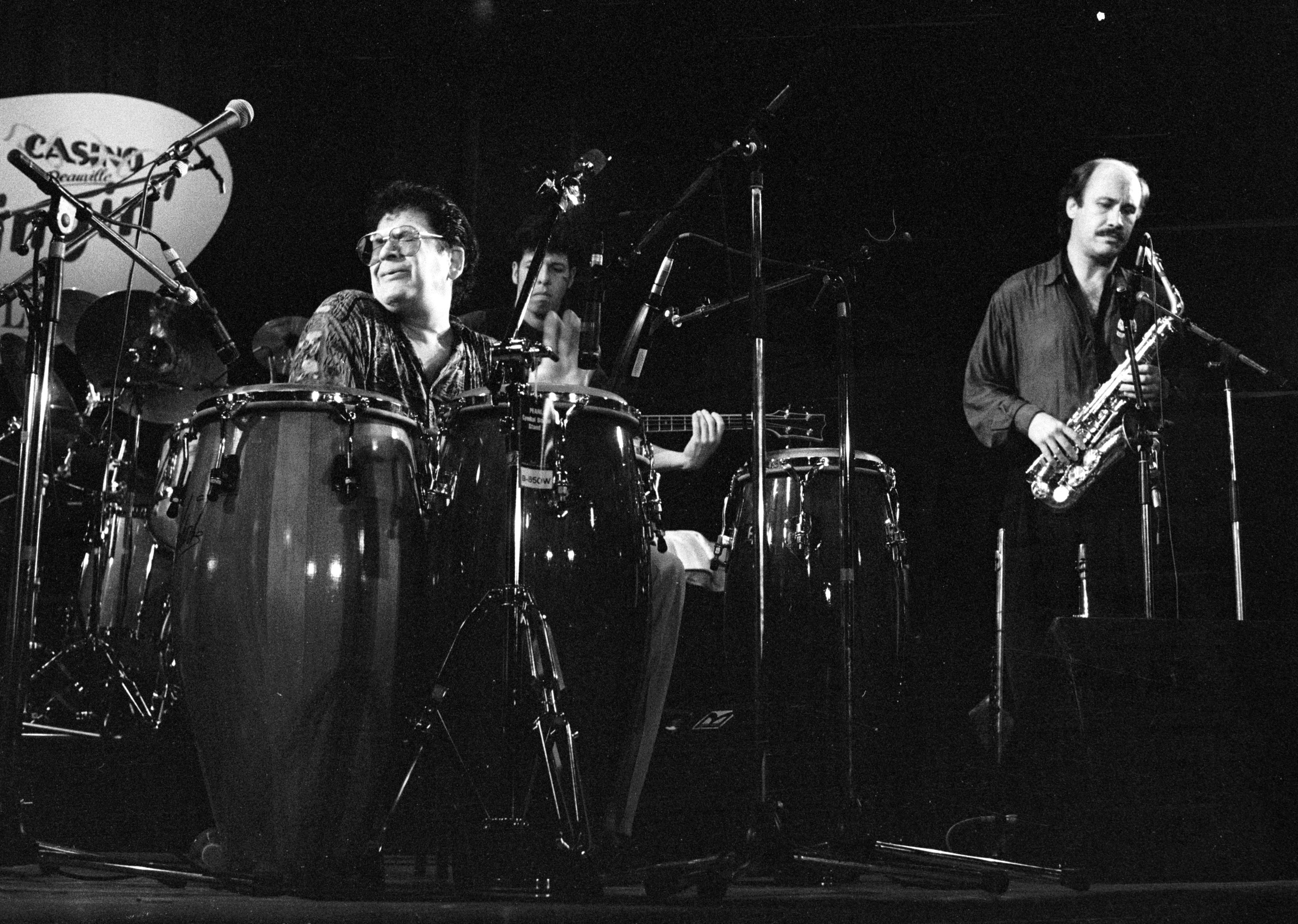
Ray Barretto (1929–2006)

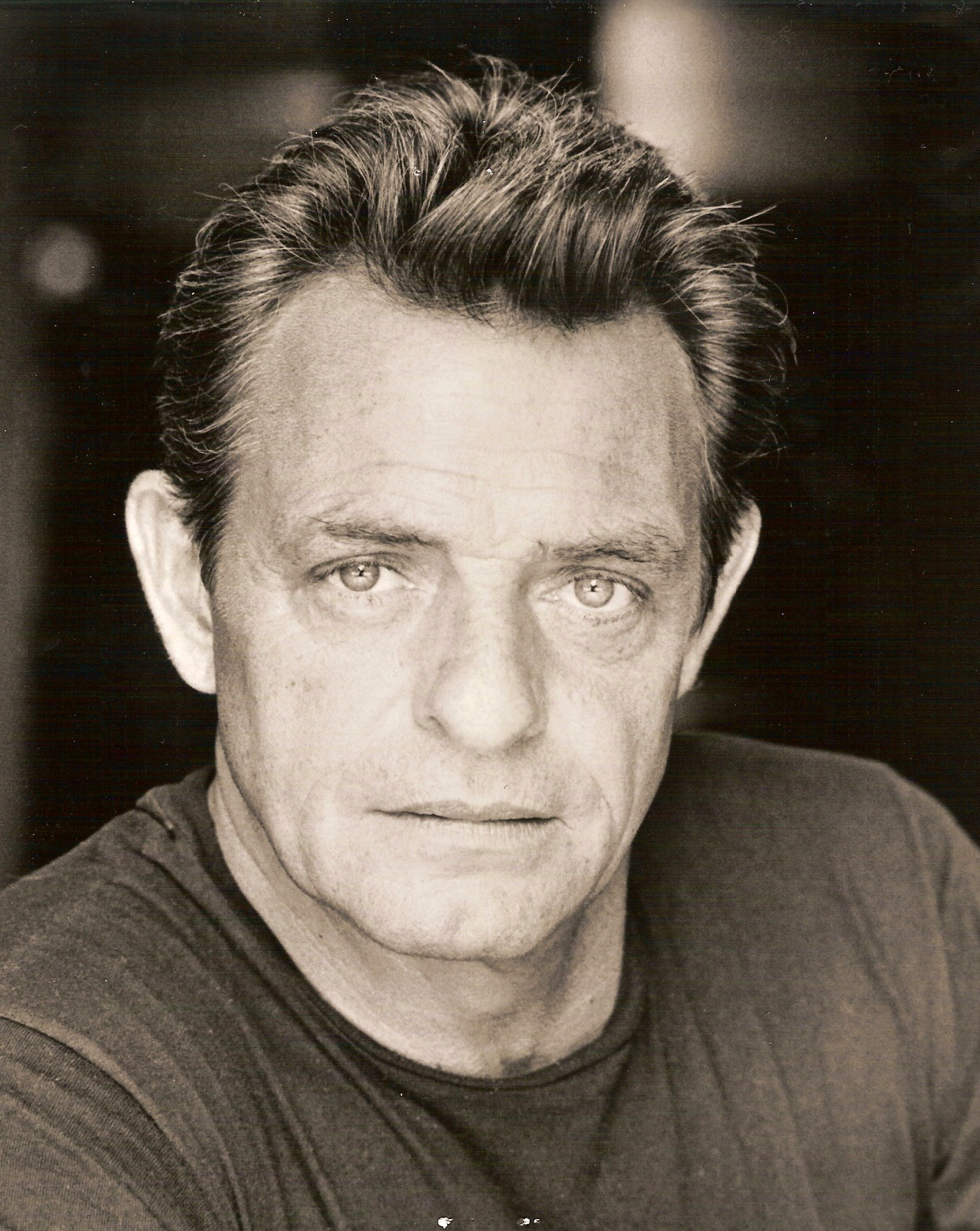
Richard Bright (1937–2006)

- 01. Februar: Hermann Lein, österreichischer Widerstandskämpfer gegen den Nationalsozialismus (* 1920)
- 01. Februar: Jean-Philippe Maitre, Schweizer Politiker (* 1949)
- 01. Februar: Otto Wiesner, deutscher Schriftsteller und Widerstandskämpfer (* 1910)
- 03. Februar: Marquard Bohm, deutscher Schauspieler (* 1941)
- 03. Februar: Kurt Emmerich, deutscher Sportreporter (* 1930)
- 03. Februar: Herbert Fischer, DDR-Diplomat und Gandhi-Mitstreiter (* 1914)
- 03. Februar: Reinhart Koselleck, deutscher Historiker (* 1923)
- 03. Februar: Tilo Medek, deutscher Komponist (* 1940)
- 03. Februar: Romano Mussolini, italienischer Jazz-Musiker und Maler (* 1927)
- 03. Februar: Al Lewis, US-amerikanischer Schauspieler (* 1923)
- 04. Februar: Betty Friedan, US-amerikanische Schriftstellerin (* 1921)
- 04. Februar: Hellmut Kalbitzer, deutscher Politiker (* 1913)
- 05. Februar: Ulrich Klöti, Schweizer Politologe (* 1943)
- 05. Februar: Carl Vogel, deutscher Kunstsammler und Hochschullehrer (* 1923)
- 06. Februar: Mary Henderson, kanadische Sängerin und Musikpädagogin (* 1912)
- 06. Februar: Karin Struck, deutsche Schriftstellerin (* 1947)
- 08. Februar: Larry Black, US-amerikanischer Leichtathlet (* 1951)
- 08. Februar: Gil Bouley, US-amerikanischer American-Football-Spieler (* 1921)
- 08. Februar: Ernst Grabbe, deutscher Schauspieler (* 1926)
- 08. Februar: Akira Ifukube, japanischer Musiker (* 1914)
- 09. Februar: Phil Brown, US-amerikanischer Schauspieler (* 1916)
- 09. Februar: Ron Greenwood, britischer Fußballtrainer (* 1921)
- 09. Februar: Freddie Laker, britischer Unternehmer (* 1922)
- 10. Februar: Dionis Bubani, albanischer Schriftsteller (* 1926)
- 10. Februar: Ibolya Csák, ungarische Leichtathletin (* 1915)
- 10. Februar: J Dilla, US-amerikanischer Hip-Hop-Produzent und Musiker (* 1974)
- 11. Februar: Peter Benchley, US-amerikanischer Autor (* 1940)
- 11. Februar: Ken Fletcher, australischer Tennisspieler (* 1940)
- 11. Februar: Harry Schein, schwedischer Filmunternehmer (* 1924)
- 12. Februar: Rudi Geil, deutscher Politiker (* 1937)
- 12. Februar: Wolfgang Mittmann, deutscher Autor (* 1939)
- 12. Februar: Otto Paetz, deutscher Maler und Grafiker (* 1914)
- 12. Februar: Werner Rieder, österreichischer Elektrophysiker (* 1919)
- 13. Februar: Andreas Katsulas, US-amerikanischer Schauspieler (* 1946)
- 13. Februar: Charles Ortega, französischer Maler (* 1925)
- 14. Februar: Darry Cowl, französischer Komiker (* 1925)
- 14. Februar: Shoshana Damari, israelische Sängerin (* 1923)
- 15. Februar: Andrei Petrow, russischer Komponist (* 1930)
- 15. Februar: Sun Yun-suan, taiwanischer Politiker (* 1913)
- 16. Februar: Michael Durham, US-amerikanischer Wrestler (* 1966)
- 16. Februar: Ernie Stautner, US-amerikanischer American-Football-Spieler und -Trainer (* 1925)
- 17. Februar: Paul Avrich, US-amerikanischer Historiker (* 1931)
- 17. Februar: Ray Barretto, US-amerikanischer Latin-Jazz-Musiker (* 1929)
- 17. Februar: William Cowsill, US-amerikanischer Sänger (* 1948)
- 17. Februar: Jorge Pinto Mendonça, brasilianischer Fußballspieler (* 1954)
- 17. Februar: Harold Hunter, US-amerikanischer Skater (* 1974)
- 17. Februar: Ibaragi Noriko, japanische Schriftstellerin (* 1926)
- 17. Februar: Pearl Palmason, kanadische Geigerin (* 1915)
- 18. Februar: Sirr al-Chatim al-Chalifa al-Hasan, sudanesischer Ministerpräsident und Präsident (* 1919)
- 18. Februar: Richard Bright, US-amerikanischer Schauspieler (* 1937)
- 18. Februar: Hans Heinz Hahnl, österreichischer Schriftsteller (* 1923)
- 18. Februar: Laurel Hester, US-amerikanische Homosexuellen-Aktivistin (* 1956)
- 19. Februar: Otto Kery, österreichischer Regisseur und Schauspieler (* 1923)
- 20. Februar: Luca Coscioni, italienischer Politiker (* 1967)
- 20. Februar: Curt Gowdy, US-amerikanischer Sportkommentator (* 1919)
- 20. Februar: Paul Casimir Marcinkus, US-amerikanischer Erzbischof (* 1922)
- 20. Februar: Ray Pickrell, britischer Motorradrennfahrer (* 1938)
- 20. Februar: Fang Zhaoling, chinesische Malerin (* 1914)
- 21. Februar: Angelica Adelstein-Rozeanu, rumänische Tischtennisspielerin (* 1921)
- 21. Februar: Gennadi Ajgi, russischer Schriftsteller (* 1934)
- 22. Februar: Said Mohamed Djohar, komorischer Politiker (* 1918)
- 22. Februar: Hilde Domin, deutsche Schriftstellerin (* 1909)
- 23. Februar: Benno Besson, Schweizer Schauspieler und Regisseur (* 1922)
- 23. Februar: Frederick Busch, US-amerikanischer Schriftsteller (* 1941)
- 23. Februar: Antonio Rodotà, italienischer Chef der ESA (* 1935)
- 23. Februar: Zarra, spanischer Fußballspieler (* 1921)
- 24. Februar: Octavia E. Butler, US-amerikanische Schriftstellerin (* 1947)
- 24. Februar: Don Knotts, US-amerikanischer Schauspieler (* 1924)
- 24. Februar: Alf Marholm, deutscher Schauspieler und Sprecher (* 1918)
- 25. Februar: Robert Royston Amos Coombs, britischer Immunologe (* 1921)
- 25. Februar: Margaret Gibson, kanadische Schriftstellerin (* 1948)
- 25. Februar: Henry M. Morris, US-amerikanischer Junge-Erde-Kreationist (* 1918)
- 25. Februar: Darren McGavin, US-amerikanischer Schauspieler (* 1922)
- 25. Februar: Micheline Tessier, kanadische Sängerin und Gesangspädagogin (* 1932)
- 26. Februar: Walter Kerber, deutscher Sozialethiker (* 1926)
- 27. Februar: Ferenc Bene, ungarischer Fußballspieler (* 1944)
- 27. Februar: Hans-Georg Possanner, Sprecher der Ständigen Vertretung Österreichs in Brüssel (* 1940)
- 28. Februar: Hans Albrecht, deutscher Forstmann und Politiker (* 1923)
- 28. Februar: Owen Chamberlain, US-amerikanischer Physiker (* 1920)
- 28. Februar: Napoleón Dihmes, dominikanischer Operntenor (* 1928)
- 28. Februar: Arno Wallaard, niederländischer Radrennfahrer (* 1979)

### März

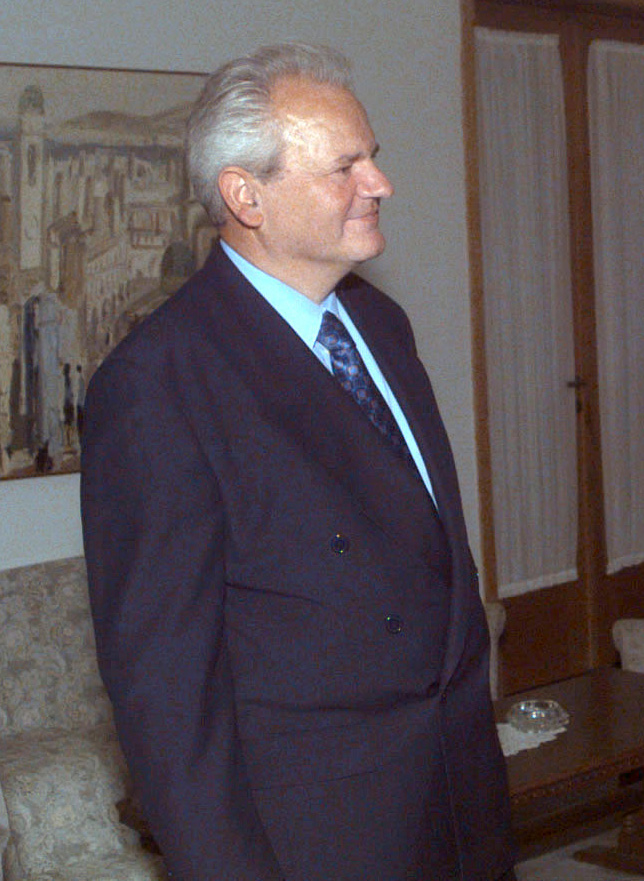
Slobodan Milošević (1941–2006)

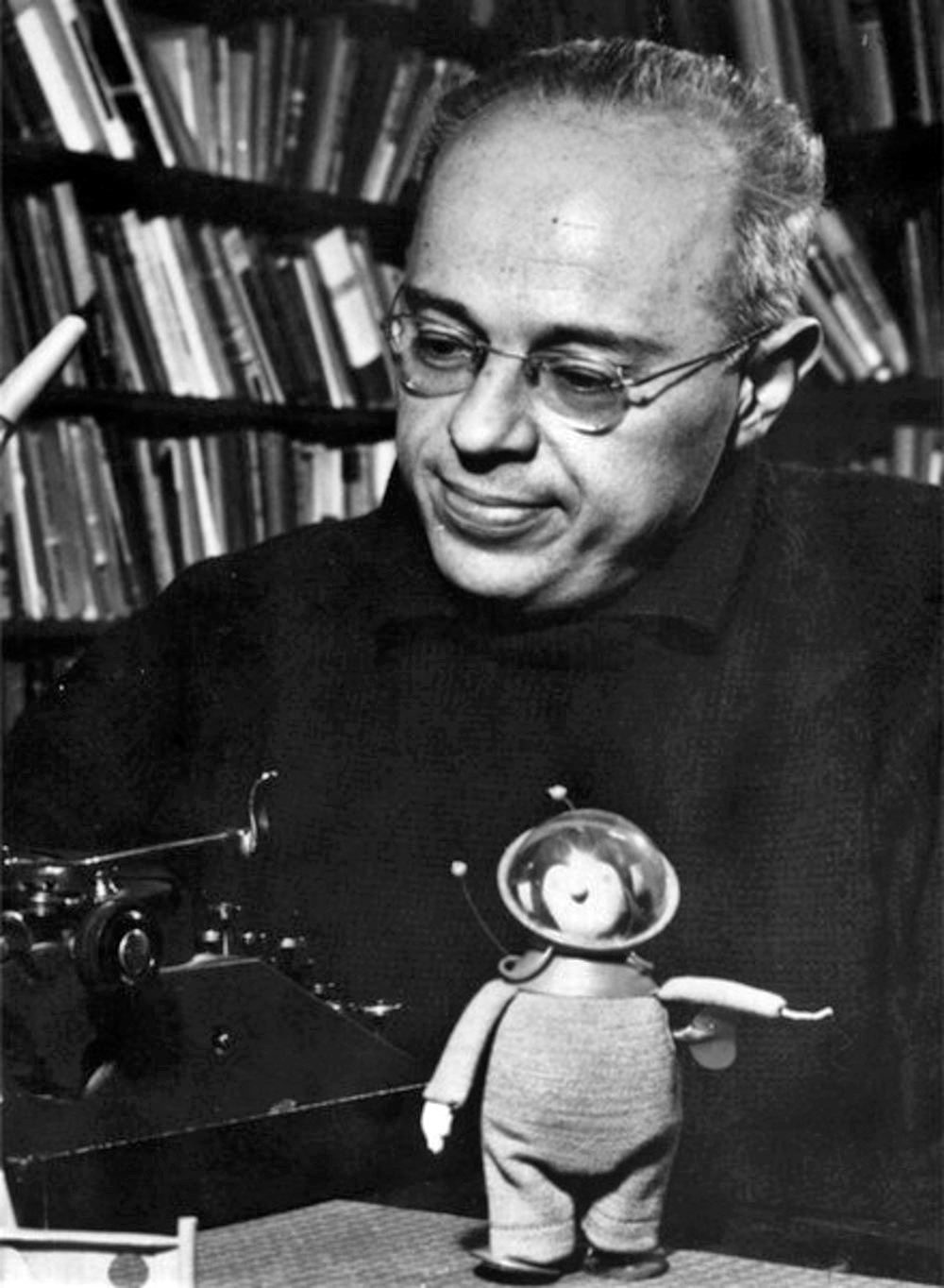
Stanisław Lem (1921–2006)

- 01. März: Annette von Aretin, deutsche Fernsehansagerin (* 1920)
- 01. März: Joëlle Aubron, französische Terroristin (* 1959)
- 01. März: Alexandar Fol, bulgarischer Historiker und Thrakologe (* 1933)
- 01. März: Peter Osgood, britischer Fußballspieler (* 1947)
- 01. März: Jack Wild, britischer Schauspieler (* 1952)
- 01. März: Don Willis, US-amerikanischer Rockabilly-Musiker (* 1933)
- 02. März: Leopold Gratz, österreichischer Politiker (* 1929)
- 02. März: Radhamés Reyes Alfau, dominikanischer Musiker, Komponist und Arrangeur (* 1923)
- 05. März: Milan Babić, serbischer Kriegsverbrecher (* 1956)
- 05. März: Denise Soriano, französische Geigerin (* 1916)
- 06. März: King Floyd, US-amerikanischer Soulsänger und Songwriter (* 1945)
- 06. März: Dana Reeve, US-amerikanische Schauspielerin (* 1961)
- 09. März: Anna Moffo, US-amerikanische Opernsängerin (* 1932)
- 11. März: Slobodan Milošević, jugoslawisch-serbischer Politiker (* 1941)
- 11. März: Raymond Touroul, französischer Automobilrennfahrer und Stuntman (* 1939)
- 12. März: Emil Beck, deutscher Fechttrainer (* 1935)
- 12. März: Jurij Brězan, sorbischer Schriftsteller (* 1916)
- 12. März: Luis Frías Sandoval, dominikanischer Chorleiter (* vor 1945)
- 14. März: Eugen Oker, deutscher Schriftsteller und Spielekritiker (* 1919)
- 17. März: Ray Meyer, US-amerikanischer Basketballtrainer (* 1913)
- 17. März: Johannes Christiaan Mari Hattinga Verschure, niederländischer Mediziner und Chemiker (* 1914)
- 19. März: Radu Aldulescu, rumänischer Cellist (* 1922)
- 20. März: Dominique Gauthier, kanadischer Arzt und Folkloreforscher (* 1910)
- 21. März: Bernard Lacoste, französischer Modeschöpfer (* 1931)
- 24. März: Juan Lockward, dominikanischer Sänger und Komponist (* 1915)
- 25. März: Joop Admiraal, niederländischer Schauspieler, Autor und Filmemacher (* 1937)
- 25. März: Tom Toelle, deutscher Regisseur („Das Millionenspiel“) (* 1931)
- 26. März: Angelo d’Arrigo, italienischer Gleitschirm- und Hängegleiterpilot (* 1961)
- 26. März: Paul Dana, US-amerikanischer Rennfahrer (* 1975)
- 27. März: Stanisław Lem, polnischer Science-Fiction-Autor (* 1921)
- 27. März: Ian Hamilton Finlay, schottischer Lyriker, Schriftsteller, Künstler und Gartenkünstler (* 1925)
- 28. März: Wilfried Baasner, deutscher Schauspieler (* 1940)
- 29. März: Bob Veith, US-amerikanischer Automobilrennfahrer (* 1926)
- 31. März: Heny Álvarez, puerto-ricanischer Komponist, Perkussionist und Sänger (* 1929)

### April

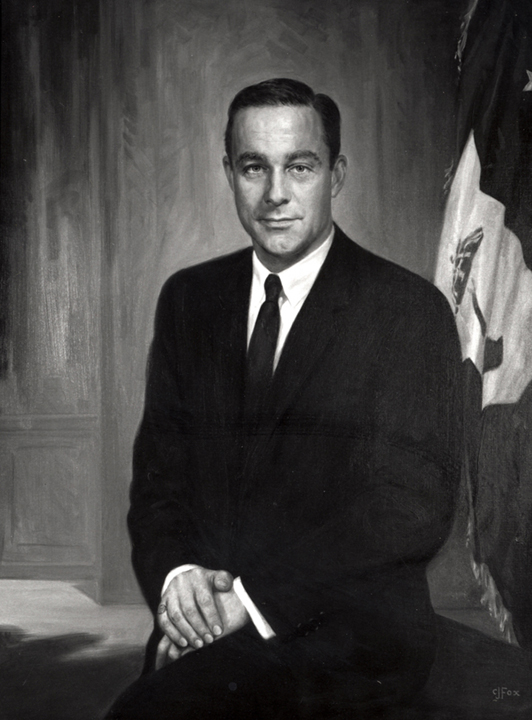
Alexander Buel Trowbridge (1929–2006)

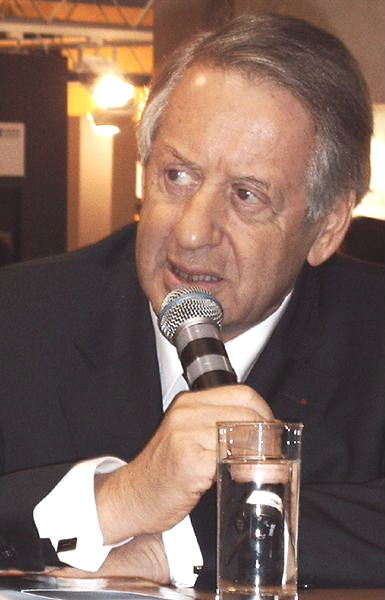
Paul Spiegel (1937–2006)

- 04. April: Eckhard Dagge, deutscher Boxer und Boxtrainer (* 1948)
- 05. April: Marianne Laqueur, deutsche Informatikerin (* 1918)
- 05. April: Gene Pitney, US-amerikanischer Sänger und Songschreiber (* 1940)
- 07. April: Hermann Schild, deutscher Radrennfahrer (* 1913)
- 08. April: Rafael Masella, kanadischer Klarinettist, Musikpädagoge und Komponist (* 1922)
- 08. April: Gerard Reve, niederländischer Schriftsteller (* 1923)
- 09. April: Gordon Terry, US-amerikanischer Country-Musiker (* 1931)
- 11. April: June Pointer, US-amerikanische Sängerin (* 1953)
- 11. April: Proof, US-amerikanischer Rapper und Schauspieler (* 1973)
- 12. April: William Sloane Coffin, US-amerikanischer Pfarrer und Friedensaktivist (* 1924)
- 12. April: Christiane Maybach, deutsche Schauspielerin (* 1927)
- 12. April: Kazuo Kuroki, japanischer Regisseur und Drehbuchautor (* 1930)
- 12. April: Günther Schwab, österreichischer Schriftsteller (* 1904)
- 13. April: Anders Ejnar Andersen, dänischer Landwirt und Politiker (* 1912)
- 13. April: Bill Baker, US-amerikanischer Baseballspieler (* 1911)
- 15. April: Norbert Mateusz Kuźnik, polnischer Komponist, Musiktheoretiker, Organist und Orgelbauer (* 1946)
- 16. April: Hans Peter Haller, deutscher Komponist und Pionier der elektroakustischen Musik (* 1929)
- 16. April: Schnuckenack Reinhardt, deutscher Geiger und Komponist (* 1921)
- 19. April: Albert Scott Crossfield, US-amerikanischer Testpilot (* 1921)
- 19. April: Manuel Sánchez Acosta, dominikanischer Arzt und Komponist (* 1914)
- 20. April: Kathleen Antonelli, US-amerikanische Programmiererin (* 1921)
- 20. April: Maurice de Gandillac, französischer Philosoph (* 1906)
- 20. April: Wolfgang Unzicker, deutscher Schachspieler (* 1925)
- 23. April: Felix Czeike, österreichischer Historiker und Volksbildner (* 1926)
- 26. April: Eberhard Braun, deutscher Philosoph (* 1941)
- 27. April: Branko Sbutega, katholischer Priester, Menschenrechts- und Friedensaktivist aus Montenegro (* 1952)
- 27. April: Alexander Buel Trowbridge, US-amerikanischer Politiker (* 1929)
- 28. April: Werner O. Feißt, deutscher Fernsehmoderator, Fernsehjournalist und Buchautor (* 1929)
- 29. April: John Kenneth Galbraith, kanadisch-US-amerikanischer Ökonom, Sozialkritiker, Präsidentenberater, Autor und Diplomat (* 1908)
- 30. April: Corinne Rey-Bellet, Schweizer Skirennläuferin (* 1972)
- 30. April: Paul Spiegel, deutscher Journalist, Unternehmer, Präsident des Zentralrates der Juden in Deutschland (* 1937)

### Mai

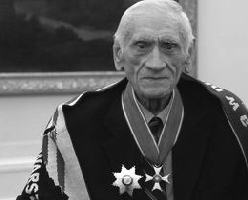
Kazimierz Górski (1921–2006)

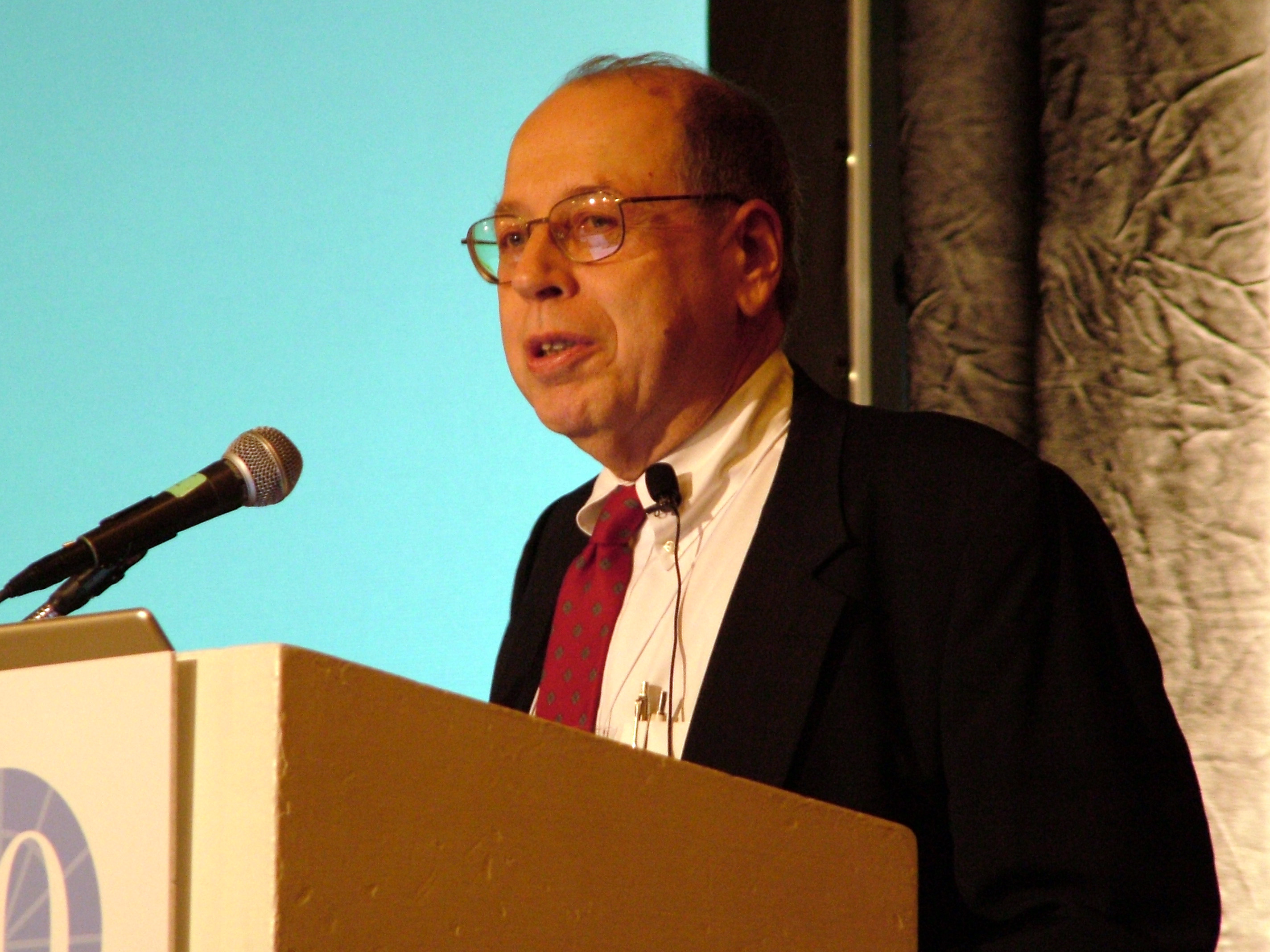
Alan Kotok (1941–2006)

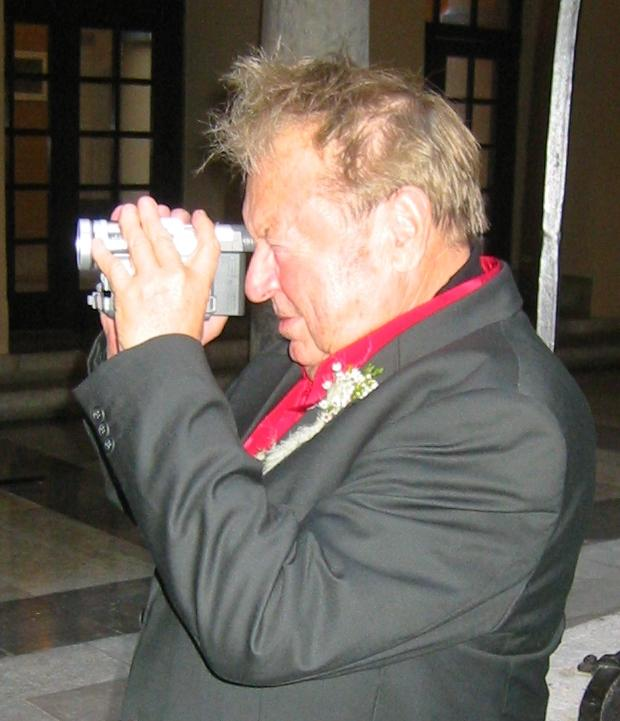
Boštjan Hladnik (1929–2006)

- 01. Mai: Big Hawk, US-amerikanischer Rapper (* 1969)
- 02. Mai: Peter Swoboda, österreichischer Ökonom, Professor für Betriebswirtschaftslehre (* 1937)
- 03. Mai: Karel Appel, niederländischer Maler und Mitbegründer der Künstlergruppe CoBrA (* 1921)
- 03. Mai: Boris Kusnezow, sowjetischer Boxer (* 1947)
- 03. Mai: Wolfgang Schwenke, deutscher Zoologe, Entomologe und Forstwissenschaftler (* 1921)
- 05. Mai: Barbara Beyenka, US-amerikanische Theologin, Übersetzerin und Schriftstellerin (* 1911)
- 05. Mai: Franz-Josef Steffens, deutscher Schauspieler und Synchron-Sprecher (* 1923)
- 06. Mai: Lillian Gertrud Asplund, US-Amerikanerin und drittjüngste Überlebende der Titanic-Katastrophe am 14./15. April, 1912 (* 1906)
- 07. Mai: Jan Simons, kanadischer Sänger und Gesangspädagoge (* 1925)
- 09. Mai: Günther Kratsch, Generalleutnant a. D. der DDR, Abwehrchef des Ministeriums für Staatssicherheit, Leiter der HA II (* 1930)
- 10. Mai: Soraya, kolumbianisch-amerikanische Musikerin (* 1969)
- 11. Mai: Floyd Patterson, US-amerikanischer Boxer (* 1935)
- 13. Mai: Helga Anschütz, deutsche Orientalistin, Geografin und Dozentin (* 1928)
- 14. Mai: Stanley Kunitz, US-amerikanischer Lyriker (* 1905)
- 14. Mai: Günther Nenning, österreichischer Journalist, Autor und politischer Aktivist (* 1921)
- 15. Mai: Eberhard Esche, deutscher Film- und Theaterschauspieler (* 1933)
- 16. Mai: Karin von Arronet, deutschbaltische Malerin, Grafikerin und Kunsterzieherin (* 1917)
- 16. Mai: Klaus Dahlen, deutscher Film- und Fernsehschauspieler (* 1938)
- 17. Mai: Eva Maria Bauer, deutsche Theater- und Fernsehschauspielerin (* 1923)
- 22. Mai: Balduin Baas, deutscher Schauspieler (* 1922)
- 22. Mai: Hamza El Din, nubischer Oud- und Tarspieler (* 1929)
- 23. Mai: Philippe Amaury, französischer Verleger (* 1940)
- 23. Mai: Kazimierz Górski, polnischer Fußballspieler und -trainer (* 1921)
- 24. Mai: Kalcidon Agius, maltesischer Schriftsteller, Dramatiker und Politiker (* 1917)
- 25. Mai: Desmond Dekker, eigentlich: Desmond Adolphus Dacres, jamaikanischer Ska-Sänger und Komponist (* 1941)
- 25. Mai: Otto Matthäus Zykan, österreichischer Komponist (* 1935)
- 25. Mai: Yonehara Mari, japanische Schriftstellerin (* 1950)
- 26. Mai: Alan Kotok, US-amerikanischer Informatiker und Computerspiel-Pionier (* 1941)
- 26. Mai: Bruno Pasut, italienischer Komponist, Pianist, Organist, Chorleiter, Dirigent und Musikpädagoge (* 1914)
- 28. Mai: Umberto Masetti, italienischer Motorradrennfahrer (* 1926)
- 30. Mai: Boštjan Hladnik, slowenischer Filmregisseur (* 1929)
- 31. Mai: Raymond Davis junior, US-amerikanischer Chemiker und Nobelpreisträger für Physik (* 1914)
- 000Mai: Antonio Morel, dominikanischer Merenguemusiker (* 1920)

### Juni

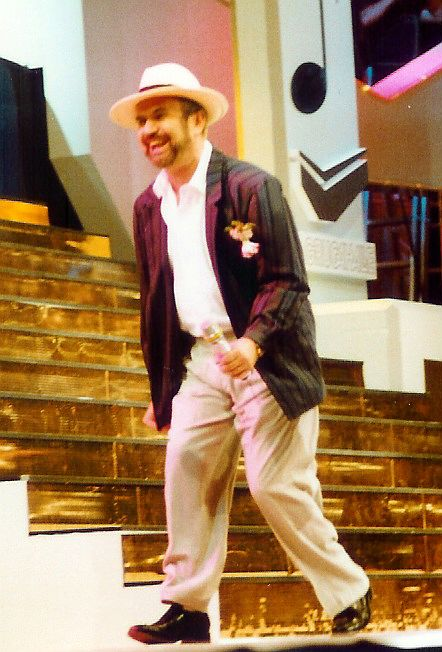
Drafi Deutscher (1946–2006)

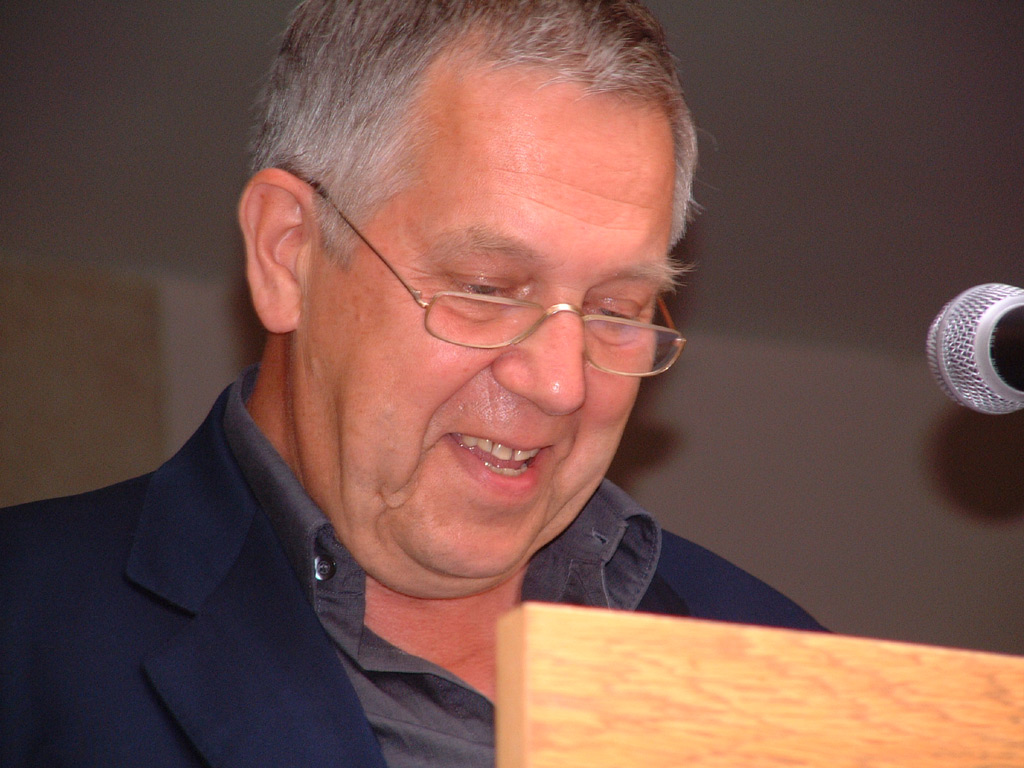
Robert Gernhardt (1937–2006)

- 05. Juni: Irène Aïtoff, französische Pianistin (* 1904)
- 06. Juni: Jun Maeda, japanischer Motorradrennfahrer (* 1967)
- 06. Juni: Billy Preston, US-amerikanischer Soulmusiker und Keyboardspieler, sogenannter „5. Beatle“ (* 1946)
- 07. Juni: Abū Musʿab az-Zarqāwī, jordanischer, islamistischer Extremist und Anführer der Terrororganisation al-Qaida im Irak (* 1966)
- 07. Juni: Joseph Dorfman, israelischer Komponist und Musikpädagoge (* 1940)
- 08. Juni: Mykola Kolessa, ukrainischer Komponist und Dirigent (* 1903)
- 09. Juni: Drafi Deutscher, deutscher Schlagerstar, Produzent, Komponist (* 1946)
- 10. Juni: Hubertus Czernin, österreichischer Journalist und Verleger (* 1956)
- 12. Juni: Ingrid Ahrendt-Schulte, deutsche Historikerin (* 1942)
- 12. Juni: György Ligeti, ungarisch-österreichischer Komponist (* 1923)
- 13. Juni: Oswald Paulig, deutscher Konsumgenossenschafter und Politiker (* 1922)
- 14. Juni: Jean Roba, belgischer Comiczeichner (* 1930)
- 17. Juni: Winfried Pesch, deutscher Kirchenmusiker (* 1928)
- 18. Juni: Markus Zimmer, deutscher Musiker und Sänger der Band The Bates (* 1964)
- 19. Juni: Petar Christoskow, bulgarischer Komponist, Geiger und Musikpädagoge (* 1917)
- 23. Juni: Aaron Spelling, US-amerikanischer Fernsehproduzent (* 1923)
- 25. Juni: Arif Mardin, türkischer Musikproduzent (* 1932)
- 26. Juni: Dietrich Unkrodt, deutscher Tubist und Kontrabassist (* 1934)
- 26. Juni: Frederick Mayer, deutscher Pädagoge, Hochschullehrer, Autor (* 1921)
- 29. Juni: Marie-Louise Henry, deutsch-französische evangelische Theologin (* 1911)
- 30. Juni: Robert Gernhardt, deutscher Maler und Lyriker (* 1937)

### Juli

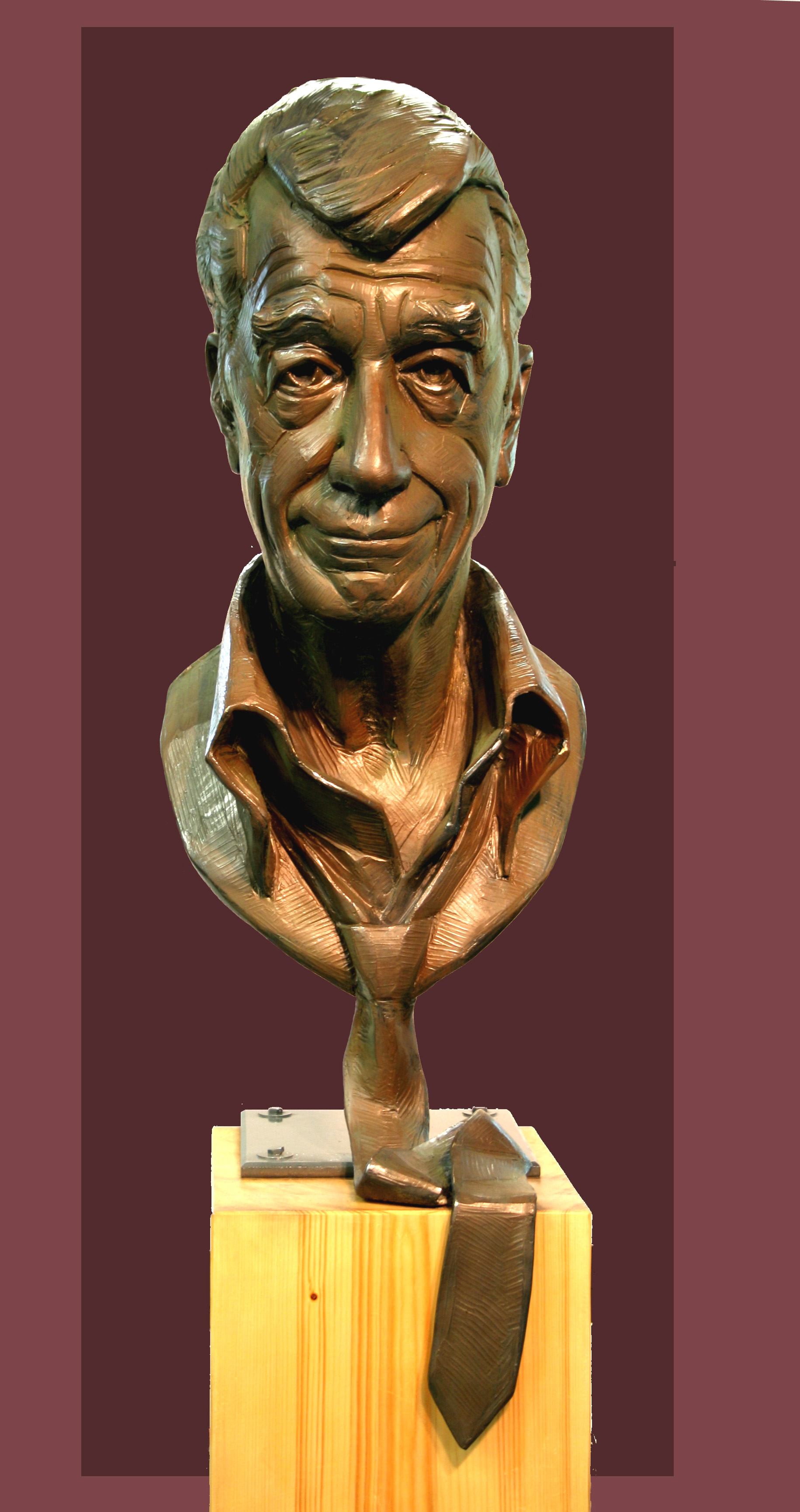
Rudi Carrell (Bronzebüste) (1934–2006)

- 01. Juli: Ryūtarō Hashimoto, japanischer Ministerpräsident (* 1937)
- 03. Juli: François Stahly, deutsch-französischer Bildhauer (* 1911)
- 04. Juli: Milton Peláez, dominikanischer Rockmusiker, Komponist und Komiker (* 1945)
- 05. Juli: Kenneth Lay, US-amerikanischer Bilanzbetrüger, ehemaliger CEO des Energiekonzerns Enron (* 1942)
- 07. Juli: Syd Barrett, britischer Popmusiker und Mitbegründer der Popgruppe Pink Floyd (* 1946)
- 07. Juli: Rudi Carrell, niederländischer Showmaster (* 1934)
- 07. Juli: John Money, neuseeländischer Psychologe und Sexualforscher (* 1921)
- 08. Juli: June Allyson, US-amerikanische Film und Fernsehschauspielerin (* 1917)
- 08. Juli: Sabine Dünser, Sängerin der Liechtensteiner Gothic-Metal-Band Elis (* 1977)
- 10. Juli: Fred Wander, österreichischer Schriftsteller (* 1917)
- 13. Juli: Ángel Kardinal Suquía Goicoechea, Alterzbischof von Madrid (* 1916)
- 13. Juli: Annemarie Mevissen, erste Bürgermeisterin der Freien Hansestadt Bremen (* 1914)
- 16. Juli: Gramoz Pashko, albanischer Wirtschaftswissenschaftler und Politiker (* 1955)
- 17. Juli: Elfriede Kuzmany, österreichische Schauspielerin (* 1915)
- 20. Juli: Charles Bettelheim, französischer Ökonom (* 1913)
- 20. Juli: Philipp von Bismarck, deutscher Politiker und Widerstandskämpfer gegen den Nationalsozialismus (* 1913)
- 21. Juli: Makoto Iwamatsu, japanischer Schauspieler (* 1933)
- 22. Juli: Dika Newlin, US-amerikanische Komponistin, Musikwissenschaftlerin und Komponistin (* 1923)
- 23. Juli: Rudolf Teschner, deutscher Schachspieler und -autor (* 1922)
- 25. Juli: Karin Hübner, deutsche Schauspielerin (* 1936)
- 26. Juli: Vojtech Zamarovský, slowakischer Historiker, Schriftsteller und Übersetzer (* 1919)
- 27. Juli: Harri Parschau, deutscher Karikaturist (* 1923)
- 27. Juli: Elisabeth Volkmann, deutsche Schauspielerin, Entertainerin und Komikerin (* 1936)
- 28. Juli: Rut Brandt, Norwegerin und zweite Ehefrau des deutschen Bundeskanzlers Willy Brandt (* 1920)
- 30. Juli: Emanuel Scharfenberg, deutscher Bildhauer (* 1932)
- 31. Juli: Rhené Jaque, kanadische Komponistin (* 1918)

### August

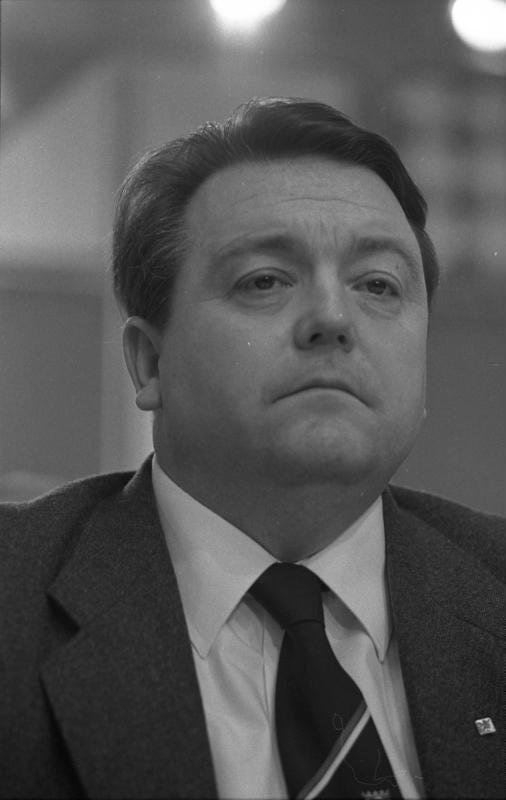
Holger Börner (1931–2006)

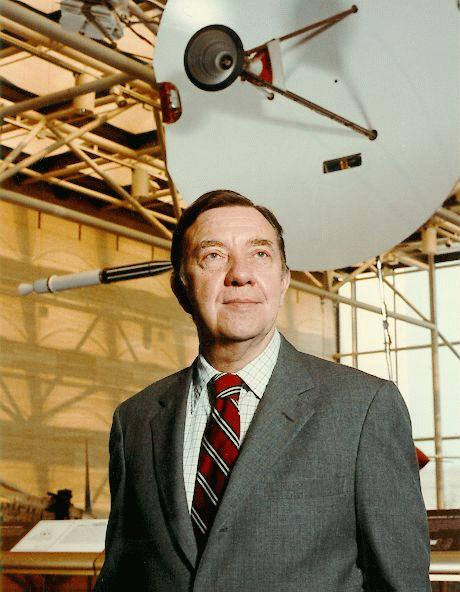
James van Allen (1914–2006)

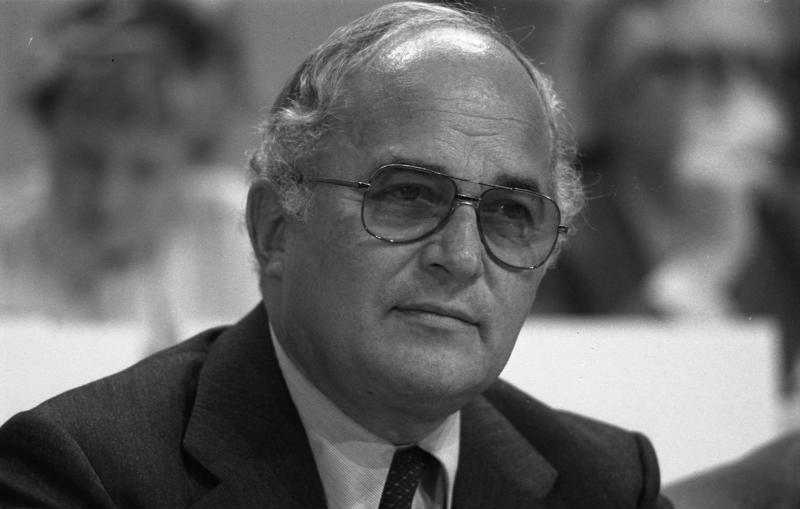
Rainer Barzel (1924–2006)

- 02. August: William J. Ballard, US-amerikanischer Chorleiter, Musikpädagoge und -wissenschaftler (* 1922)
- 02. August: Holger Börner, deutscher Politiker, hessischer Ministerpräsident (* 1931)
- 03. August: Vera Kistler, US-amerikanische Komponistin, Musikpädagogin und Schriftstellerin (* 1929)
- 03. August: Arthur Lee, US-amerikanischer Sänger der Rockband Love (* 1945)
- 03. August: Elisabeth Schwarzkopf, deutsch-britische Opern- und Liedsängerin (* 1915)
- 04. August: Carlos García, argentinischer Tangopianist, Orchesterleiter und Komponist (* 1914)
- 05. August: Susan Butcher, US-amerikanische Hundetrainerin (* 1954)
- 05. August: Adrienne Clostre, französische Komponistin (* 1921)
- 05. August: Daniel Schmid, Schweizer Regisseur (* 1941)
- 05. August: Hugo Schiltz, belgischer Politiker (* 1927)
- 06. August: Dieter Seidenkranz, deutscher Kraftsportler (* 1966)
- 06. August: Fritz Rahmann, deutscher Künstler (* 1936)
- 08. August: Gustavo Arcos, kubanischer Dissident (* 1926)
- 08. August: Greg Athans, kanadischer Freestyle-Skier und Wasserskiläufer (* 1955)
- 09. August: James Van Allen, US-amerikanischer Physiker (* 1914)
- 09. August: Jenny Gröllmann, deutsche Schauspielerin (* 1947)
- 10. August: Irving São Paulo, brasilianischer Schauspieler (* 1964)
- 10. August: Yasuo Takei, japanischer Unternehmer (* 1930)
- 11. August: François Abou Mokh, syrischer Kurienbischof (* 1921)
- 11. August: Mike Douglas, US-amerikanischer Entertainer (* 1921)
- 12. August: Jan Steler, polnisch-französischer Bobsportler, Architekt und Rennrodelfunktionär (* 1928)
- 13. August: Payao Poontarat, thailändischer Boxer (* 1957)
- 14. August: John Jahr junior, deutscher Verleger (* 1933)
- 14. August: Bruno Kirby, US-amerikanischer Schauspieler (* 1949)
- 15. August: Tetsuhiko Asai, japanischer Karate-Meister (* 1935)
- 15. August: Ray Romero, puerto-ricanischer Perkussionist (* 1923)
- 16. August: Alfredo Stroessner, paraguayischer Militär und Politiker (* 1912)
- 20. August: Claude Blanchard, kanadischer Schauspieler und Sänger (* 1932)
- 20. August: Eugen Dietrich Graue, deutscher Rechtswissenschaftler und Hochschullehrer (* 1922)
- 21. August: Klaus Höhne, deutscher Schauspieler (* 1927)
- 23. August: Ulrike Andresen, deutsche Malerin und Grafikerin (* 1949)
- 23. August: Maynard Ferguson, kanadischer Jazz-Trompeter (* 1928)
- 23. August: Marie Tharp, US-amerikanische Geologin und Kartographin (* 1920)
- 24. August: Herbert Hupka, deutscher Journalist und Politiker (* 1915)
- 24. August: John Weinzweig, kanadischer Komponist (* 1913)
- 25. August: Joseph Stefano, US-amerikanischer Drehbuchautor („Psycho“) (* 1922)
- 25. August: Heikki Toivanen, finnischer Opernsänger (* 1948)
- 26. August: Rainer Barzel, deutscher Politiker und Bundestagspräsident (* 1924)
- 26. August: Ulrich de Maizière, Generalinspekteur der Bundeswehr (* 1912)
- 27. August: Tee Corinne, US-amerikanische Fotografin und Künstlerin (* 1943)
- 27. August: María Capovilla, ecuadorianische Supercentenarian (* 1889)
- 29. August: Kent Andersson, schwedischer Motorradrennfahrer (* 1942)
- 29. August: Jumpin’ Gene Simmons, US-amerikanischer Country-, Rockabilly- und Rock-’n’-Roll-Musiker (* 1933)
- 30. August: Glenn Ford, US-amerikanischer Schauspieler (* 1916)
- 30. August: Dušan Martinček, slowakischer Komponist und Musikpädagoge (* 1936)
- 31. August: Mike Magill, US-amerikanischer Automobilrennfahrer (* 1920)

### September

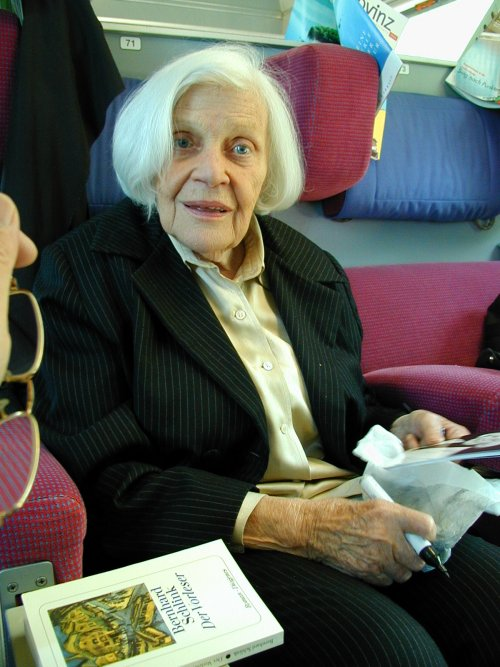
Annemarie Wendl (1914–2006)

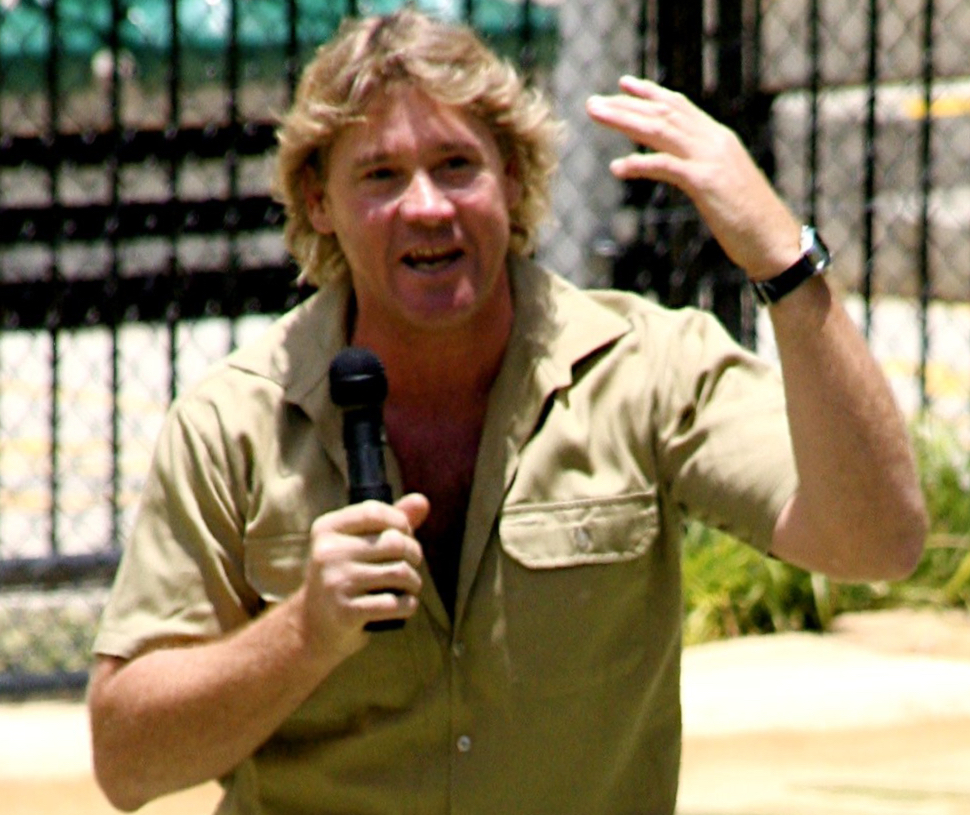
Steve Irwin (1962–2006)

- 01. September: Pierre Monichon, französischer Musikpädagoge und -wissenschaftler, Erfinder des Harmonéon (* 1925)
- 02. September: Bob Mathias, US-amerikanischer Leichtathlet (* 1930)
- 02. September: Clermont Pépin, kanadischer Komponist, Pianist und Musikpädagoge (* 1926)
- 02. September: Charlie Williams, britischer Komiker und Fußballspieler (* 1927)
- 03. September: Annemarie Wendl, deutsche Schauspielerin (z. B. Lindenstraße) (* 1914)
- 04. September: Giacinto Facchetti, italienischer Fußballspieler (* 1942)
- 04. September: Steve Irwin („Crocodile Hunter“), australischer Tierfilmer (* 1962)
- 04. September: Colin Thiele, australischer Kinderbuchautor (* 1920)
- 05. September: Kurt von Gleichen-Rußwurm, deutscher Jurist (* 1915)
- 08. September: Michel Dubois, französischer Automobilrennfahrer (* 1948)
- 09. September: Gérard Brach, französischer Drehbuchautor (* 1927)
- 09. September: Herbert Rudley, US-amerikanischer Schauspieler (* 1910)
- 10. September: Taufaʻahau Tupou IV., tongaischer Adeliger, König von Tonga (* 1918)
- 11. September: Peter Clentzos, US-amerikanischer Stabhochspringer (* 1909)
- 11. September: Joachim C. Fest, deutscher Historiker, Journalist und Autor (* 1926)
- 12. September: Thilo Koch, deutscher Fernsehjournalist, Feuilletonist und Autor (* 1920)
- 14. September: Annette Zurstraßen, deutsche Historikerin (* 1956)
- 15. September: Ivar Combrinck, deutscher Synchronsprecher und Regisseur (* 1943)
- 16. September: Siegfried Schoenbohm, US-amerikanisch-deutscher Opernregisseur (* 1938)
- 16. September: Eduard Stöllinger, österreichischer Motorradrennfahrer (* 1948)
- 16. September: Michel Yatim, syrischer Erzbischof (* 1920)
- 17. September: Al Casey, US-amerikanischer Gitarrist (* 1936)
- 17. September: Patricia Kennedy Lawford, Schwester von John F. Kennedy (* 1924)
- 17. September: Rüdiger Lutz, deutscher Zukunftsforscher (* 1953)
- 17. September: Ed Ulinski, US-amerikanischer American-Football-Spieler und -Trainer (* 1919)
- 18. September: Leo Navratil, österreichischer Psychiater (* 1921)
- 18. September: Heinz Trettner, Generalinspekteur der deutschen Bundeswehr (* 1907)
- 20. September: Jimmy Vass, US-amerikanischer Jazzsaxophonist und Flötist (* 1937)
- 20. September: Don Walser, US-amerikanischer Country-Musiker (* 1934)
- 21. September: Vic Sears, US-amerikanischer American-Football-Spieler (* 1918)
- 23. September: Richard Gramlich, deutscher Mystikforscher (* 1925)
- 26. September: Iva Ikuko Toguri D’Aquino, japanisch-US-amerikanische Hörfunkmoderatorin (* 1916)
- 26. September: Gerardus Antonius Joseph van Os, niederländischer Biochemiker (* 1911)
- 27. September: Erwin Kremer, deutscher Rennfahrer und Rennstallbesitzer (* 1937)
- 27. September: Bruni Löbel, deutsche Schauspielerin (* 1920)

### Oktober

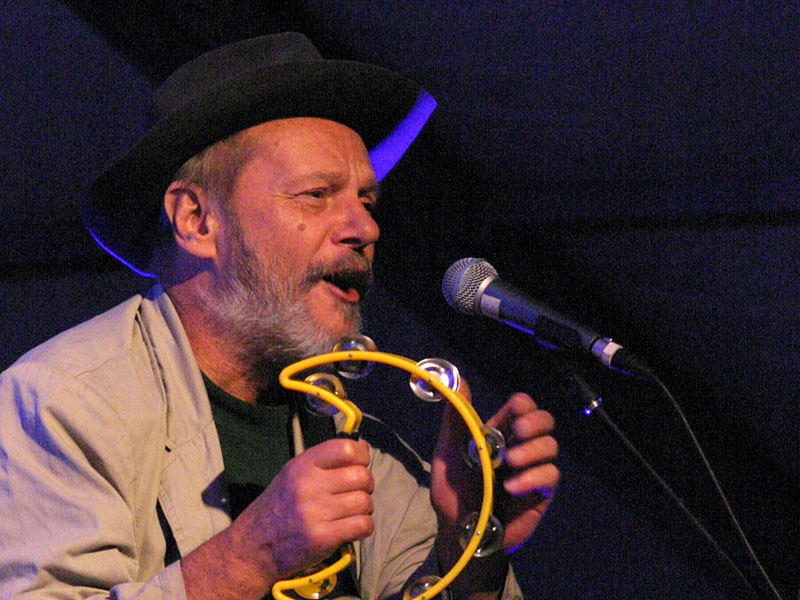
Klaus Renft (1942–2006)

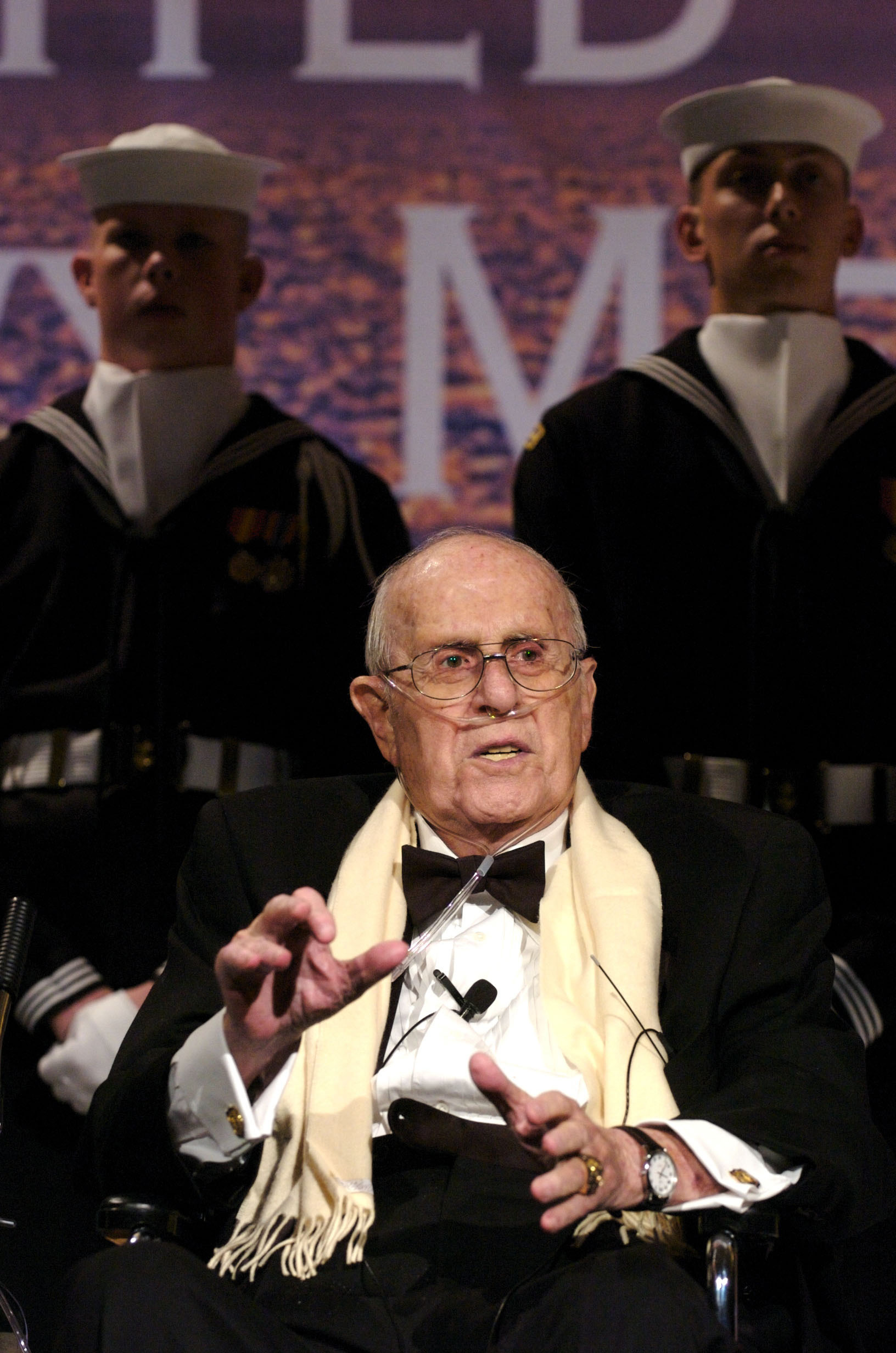
Red Auerbach (1917–2006)

- 01. Oktober: Luki Botha, südafrikanischer Automobilrennfahrer (* 1930)
- 02. Oktober: Dirk Haaga, deutscher Informatiker und Geschäftsführer von Red Hat Deutschland (* 1962)
- 04. Oktober: Oskar Pastior, rumäniendeutscher Schriftsteller (* 1927)
- 04. Oktober: Martel Wiegand, deutsche Hochschullehrerin, Illustratorin und Objektkünstlerin (* 1922)
- 05. Oktober: Friedrich Karl Flick, Milliardär und früherer deutscher Großindustrieller (* 1927)
- 06. Oktober: Heinz Sielmann, deutscher Tierfilmer, Produzent, Publizist und Professor für Ökologie (* 1917)
- 07. Oktober: Anna Politkowskaja, russische Journalistin und Regierungskritikerin (* 1958)
- 09. Oktober: Paul Hunter, britischer Snookerspieler (* 1978)
- 09. Oktober: Glenn Myernick, US-amerikanischer Fußballspieler und -trainer (* 1954)
- 09. Oktober: Klaus Renft, deutscher Musiker und Bandleader (* 1942)
- 11. Oktober: Asat Abbassow, tatarischer Opernsänger (* 1925)
- 11. Oktober: Cory Lidle, US-amerikanischer Baseball-Star (* 1972)
- 11. Oktober: Jacques Sternberg, belgischer Schriftsteller (* 1923)
- 13. Oktober: Dino Kardinal Monduzzi, italienischer Kurienkardinal (* 1922)
- 14. Oktober: James Barr, schottischer presbyterianischer Pfarrer, Hebraist und Alttestamentler (* 1924)
- 14. Oktober: Fritz Manasse, deutscher Jurist (* 1904)
- 14. Oktober: Pranas Vaičekonis, litauischer Kirchenrechtler, Professor für Kanonisches Recht und Theologie, Priester (* 1928)
- 15. Oktober: Eddie Blay, ghanaischer Boxer (* 1937)
- 16. Oktober: Niall Mac Aindriú, irischer Politiker (* 1937)
- 17. Oktober: Mario Francesco Kardinal Pompedda, italienischer Kurienkardinal (* 1929)
- 20. Oktober: Maxi Herber, deutsche Eiskunstläuferin (* 1920)
- 22. Oktober: Arnold Sundgaard, US-amerikanischer Schriftsteller und Librettist (* 1909)
- 26. Oktober: Pontus Hultén, eigentlich Karl Gunnar, schwedischer Kunsthistoriker, Philosoph, Universitätsprofessor (* 1924)
- 26. Oktober: Marcelo Koc, argentinischer Komponist (* 1918)
- 27. Oktober: Albrecht Graf von Goertz, deutscher Designer (* 1914)
- 27. Oktober: Ghulam Ishaq Khan, Staatspräsident von Pakistan (* 1915)
- 28. Oktober: Arnold Jacob Auerbach, US-amerikanischer Basketballtrainer (* 1917)
- 28. Oktober: Maria Christina Aumont, französische Schauspielerin (* 1946)
- 29. Oktober: Runer Jonsson, schwedischer Schriftsteller und Journalist (* 1916)
- 30. Oktober: Iosif Bükössy, rumänischer Fußballspieler und -trainer (* 1936)
- 30. Oktober: Kinoshita Junji, japanischer Schriftsteller (* 1914)
- 31. Oktober: Pieter Willem Botha, Staatspräsident der Republik Südafrika von 1984 bis 1989 (* 1916)

### November

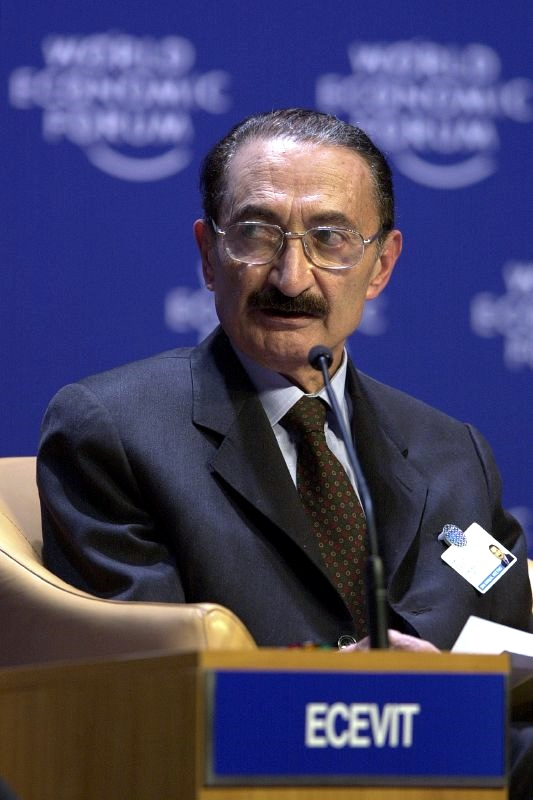
Bülent Ecevit (1925–2006)

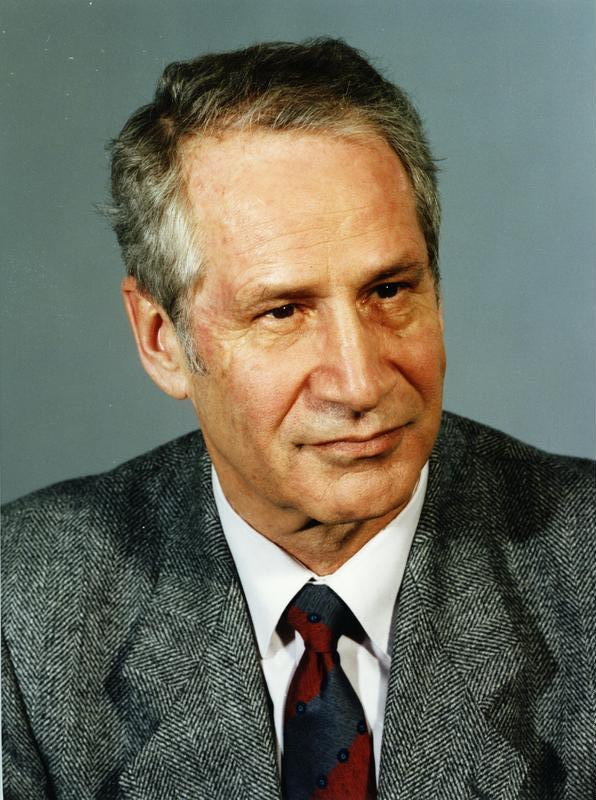
Markus Wolf (1923–2006)

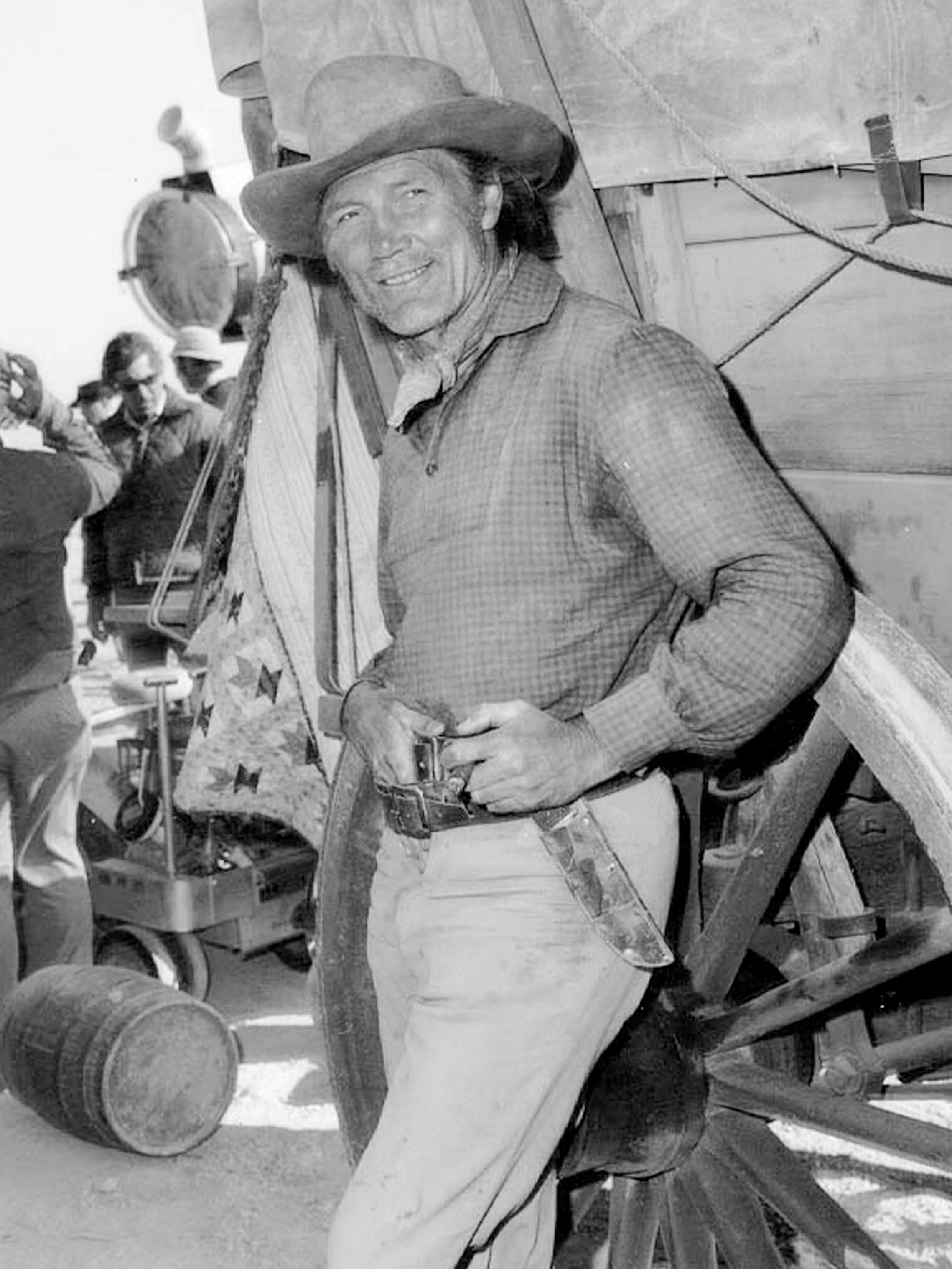
Jack Palance (1919–2006)

- 05. November: Bülent Ecevit, türkischer Politiker (* 1925)
- 05. November: Óscar González, uruguayischer Automobilrennfahrer (* 1923)
- 05. November: Pietro Rava, italienischer Fußballspieler und -trainer (* 1916)
- 06. November: Francisco Fernández Ochoa, ehemaliger spanischer Skirennläufer (* 1950)
- 07. November: Jean-Jacques Servan-Schreiber, französischer Journalist, Essayist, Linksintellektueller und Politiker (* 1924)
- 08. November: Basil Poledouris US-amerikanischer Filmkomponist (* 1945)
- 08. November: Annette Rogers, US-amerikanische Leichtathletin (* 1913)
- 09. November: Willi R. Aengevelt, deutscher Immobilienmakler (* 1911)
- 09. November: Ed Bradley, US-amerikanischer Journalist (* 1941)
- 09. November: Markus Wolf, ehemaliger Geheimdienstchef der DDR (* 1923)
- 10. November: Willy Knupp, deutscher Sportjournalist (* 1936)
- 10. November: Hans-Peter Minetti, deutscher Schauspieler (* 1926)
- 10. November: Jack Palance, bürgerlich Vladimir Palaniuk, US-amerikanischer Filmschauspieler ukrainischer Abstammung (* 1919)
- 14. November: Bob Bruce Ashton, US-amerikanischer Komponist und Musikpädagoge (* 1921)
- 16. November: Milton Friedman, US-amerikanischer Wirtschaftswissenschaftler (* 1912)
- 17. November: Jean Mansour, libanesischer Erzbischof (* 1928)
- 17. November: Ruth Brown, US-amerikanische Rhythm-&-Blues-Sängerin (* 1928)
- 17. November: Ferenc Puskás, ungarischer Fußballspieler und -trainer (* 1927)
- 18. November: Joachim Höppner, deutscher Schauspieler und Synchronsprecher (* 1946)
- 19. November: Francis Girod, französischer Produzent, Drehbuchautor und Schauspieler (* 1944)
- 19. November: Horst Michael Neutze, deutscher Schauspieler (* 1923)
- 20. November: Robert Altman, US-amerikanischer Regisseur, Autorenfilmer und Filmproduzent (* 1925)
- 21. November: Pierre Amine Gemayel, libanesischer Politiker (* 1972)
- 21. November: Věroslav Neumann, tschechischer Komponist und Musikpädagoge (* 1931)
- 22. November: Michel Hakim, libanesischer Erzbischof (* 1921)
- 23. November: Philippe Noiret, französischer Theater-, Film- und Fernsehschauspieler (* 1930)
- 23. November: Adolf Helke, deutscher Geologe und Lagerstättenkundler (* 1902)
- 23. November: Alexander Litwinenko, ehemaliger Oberstleutnant des russischen Geheimdienstes FSB und Buchautor (* 1962)
- 26. November: Raúl Velasco, mexikanischer Fernsehmoderator und -Produzent (* 1933)
- 24. November: Jack Ferrante, US-amerikanischer American-Football-Spieler (* 1916)
- 27. November: Bertil Antonsson, schwedischer Ringer (* 1921)
- 27. November: Don Butterfield, US-amerikanischer Jazzmusiker (Tuba, Komposition) und Musikverleger (* 1923)
- 28. November: Enrico Catuzzi, italienischer Fußballspieler und -trainer (* 1946)
- 28. November: Max Merkel, österreichisch-deutscher Fußballspieler und -trainer (* 1918)
- 29. November: Allen Carr, britischer Schriftsteller (* 1934)
- 29. November: Leon Niemczyk, polnischer Schauspieler (* 1923)
- 29. November: Hanumant Singh, indischer Cricketspieler (* 1939)
- 29. November: Klaus Wegenast, deutscher Professor für Evangelische Theologie (* 1929)
- 30. November: Shirley Walker, US-amerikanische Komponistin, Dirigentin, Pianistin und Produzentin (* 1945)

### Dezember

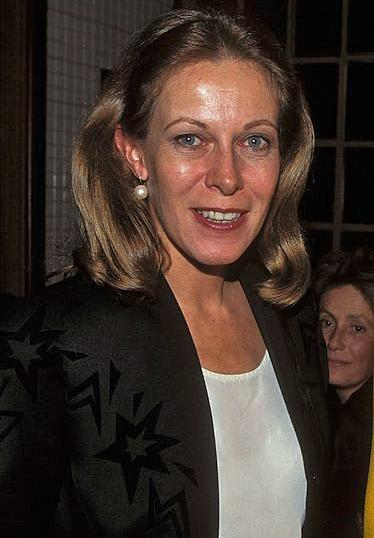
Claude Jade (1948–2006)

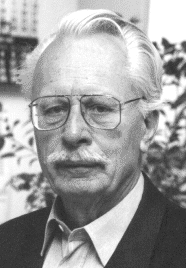
Peter Dienel (1923–2006)

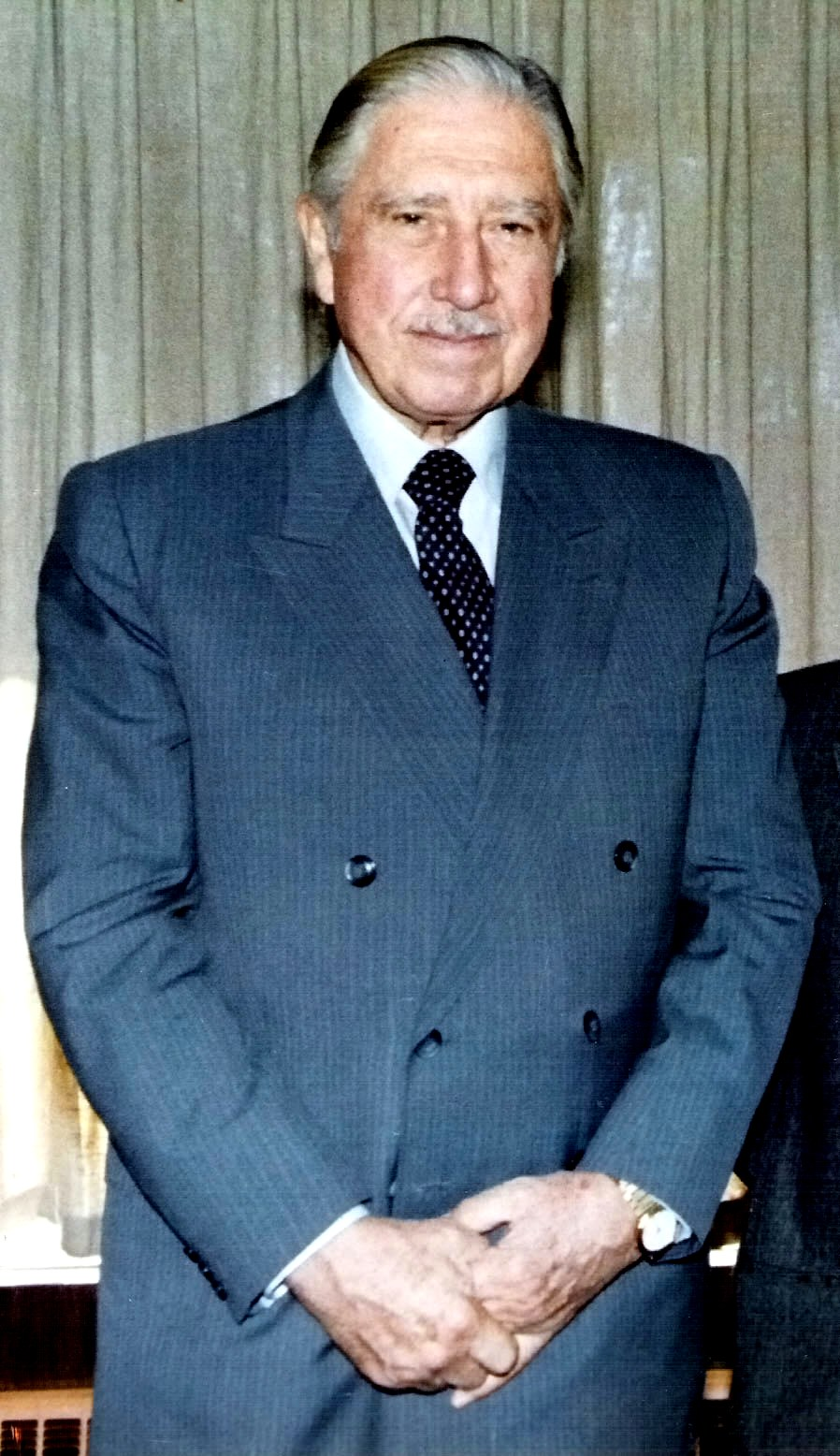
Augusto Pinochet (1915–2006)

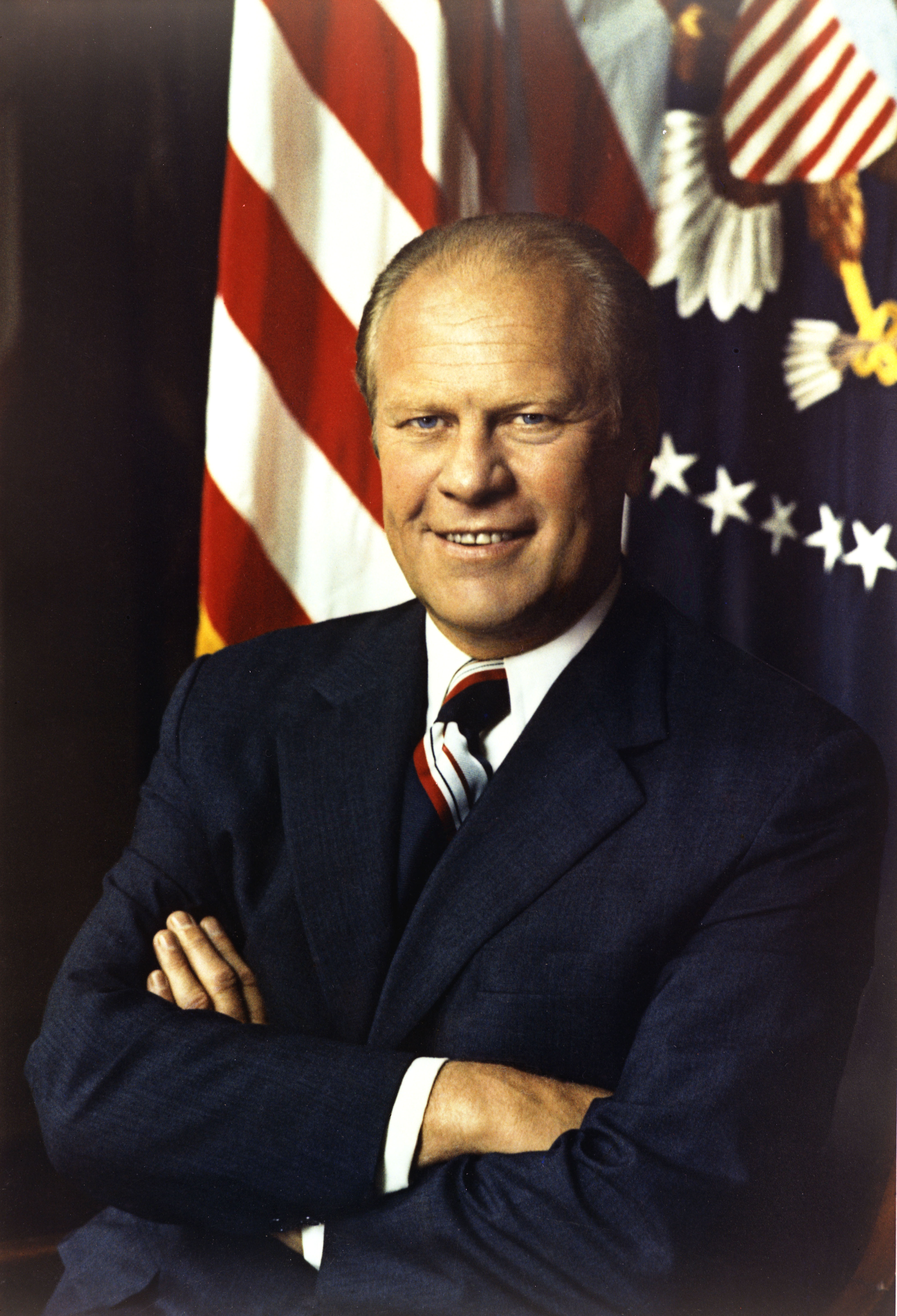
Gerald Ford (1913–2006)

Saddam Hussein (1997)

- 01. Dezember: Claude Jade, französische Schauspielerin (* 1948)
- 02. Dezember: Mariska Veres, niederländische Sängerin (* 1947)
- 02. Dezember: Kurt Wasserfallen, Schweizer Politiker (FDP) (* 1947)
- 03. Dezember: Albrecht Magen, deutscher Kommunalpolitiker (CDU) (* 1929)
- 04. Dezember: Wolfram Kistner, südafrikanischer Pastor, Theologe und Apartheid-Gegner (* 1923)
- 04. Dezember: Lenard „Len“ Sutton, US-amerikanischer Rennfahrer (* 1925)
- 05. Dezember: Heinrich Basilius Streithofen, deutscher Dominikanerpater, Theologe, Soziologe und Publizist (* 1925)
- 05. Dezember: Peter Blake, US-amerikanischer Architekt und Autor (* 1920)
- 05. Dezember: David Bronstein, russischer Schach-Großmeister (* 1924)
- 05. Dezember: Gernot Jurtin, österreichischer Fußballspieler (* 1955)
- 05. Dezember: Alexander Grigorjewitsch Samoilenko, russischer Industrieller (* 1957)
- 07. Dezember: Kevin Berry, australischer Schwimmer (* 1945)
- 07. Dezember: André Biéler, Schweizer evangelischer Geistlicher und Hochschullehrer (* 1914)
- 07. Dezember: Jeane Kirkpatrick, US-amerikanische Politikwissenschaftlerin (* 1926)
- 07. Dezember: Anneliese Lussert, fränkische Mundartdichterin (* 1929)
- 07. Dezember: Jay McShann, US-amerikanischer Blues- und Swing-Pianist (* 1916)
- 08. Dezember: Heinrich Riethmüller, deutscher Musiker, Komponist und Synchronregisseur (* 1921)
- 10. Dezember: Salvatore Kardinal Pappalardo, italienischer Geistlicher, Alterzbischof von Palermo (* 1918)
- 10. Dezember: Augusto Pinochet, chilenischer General und Ex-Diktator (* 1915)
- 10. Dezember: Wolfgang Rumpf, deutscher Forstmann und Politiker (* 1936)
- 10. Dezember: Wigand von Salmuth, deutscher Unternehmer (* 1931)
- 11. Dezember: Elisabeth Müller, Schweizer Schauspielerin (* 1926)
- 11. Dezember: Elizabeth Bolden, US-amerikanische Supercentenarian (* 1890)
- 12. Dezember: Paul Joseph Arizin, US-amerikanischer Basketballspieler (* 1928)
- 12. Dezember: Alexander von Bentheim, deutscher Fernsehjournalist (* 1931)
- 12. Dezember: Peter Boyle, US-amerikanischer Schauspieler (* 1935)
- 12. Dezember: Cor van der Hart, niederländischer Fußballspieler und -trainer (* 1928)
- 12. Dezember: Oscar Klein, österreichischer Jazzmusiker (* 1930)
- 12. Dezember: Alan Shugart, US-amerikanischer Erfinder und Unternehmer (* 1930)
- 13. Dezember: Peter Dienel, deutscher Theologe und Soziologieprofessor (* 1923)
- 13. Dezember: Loyola de Palacio, spanische Politikerin (* 1950)
- 13. Dezember: Robert Long, niederländischer Liedermacher (* 1943)
- 14. Dezember: Chaya Arbel, israelische Komponistin (* 1921)
- 14. Dezember: Juan Azúa, chilenischer Dirigent (* 1938)
- 14. Dezember: Gerhard Heintze, deutscher lutherischer Theologe (* 1912)
- 14. Dezember: Sivuca, brasilianischer Jazz-Musiker (* 1930)
- 14. Dezember: Otmar Mácha, tschechischer Komponist (* 1922)
- 15. Dezember: Federico Crescentini, san-marinesischer Fußballspieler (* 1982)
- 15. Dezember: Clay Regazzoni, Schweizer Automobilrennfahrer (* 1939)
- 17. Dezember: Albert Hetterle, deutscher Schauspieler, Regisseur und Theaterintendant (* 1918)
- 18. Dezember: Joseph Barbera, US-amerikanischer Zeichentrickfilmer, Produzent (u. a. Tom & Jerry, Yogi Bär, Familie Feuerstein) (* 1911)
- 18. Dezember: Ruth Bernhard, deutsch-amerikanische Fotografin (* 1905)
- 18. Dezember: Stefan Hentschel, deutscher Autor und ehemaliger Zuhälter und Profiboxer (* 1948)
- 18. Dezember: Mavor Moore, kanadischer Autor, Librettist, Komponist, Musikkritiker und -pädagoge, Regisseur und Produzent (* 1919)
- 20. Dezember: Harald Berger, österreichischer Bergführer und Eiskletterer (* 1972)
- 20. Dezember: Piergiorgio Welby, Italiener, der eine Debatte über Sterbehilfe auslöste (* 1945)
- 21. Dezember: Hans-Joachim Höfig, deutscher Basketballpräsident (* 1915)
- 21. Dezember: Saparmyrat Nyýazow, turkmenischer Staats- und Regierungschef (* 1940)
- 21. Dezember: Philippa Pearce, britische Kinderbuchautorin (* 1920)
- 21. Dezember: Sydney Wooderson, britischer Leichtathlet (* 1914)
- 22. Dezember: Manuela Wiesler, österreichische Flötistin (* 1955)
- 23. Dezember: Myriam von Schrebler, chilenische Sängerin (* 1930)
- 24. Dezember: Nerses Der Nersessian, armenischer Erzbischof (* 1920)
- 25. Dezember: James Brown, US-amerikanischer Sänger (* 1933)
- 26. Dezember: Chris Brown, US-amerikanischer Baseballspieler (* 1961)
- 26. Dezember: Pierre Delanoë, französischer Chansontexter (* 1918)
- 26. Dezember: Gerald Ford, US-amerikanischer Politiker, 38. Präsident der Vereinigten Staaten (* 1913)
- 26. Dezember: Wolfgang Ruge, deutscher Historiker (* 1917)
- 26. Dezember: John Heath-Stubbs, britischer Dichter und Übersetzer (* 1918)
- 30. Dezember: Saddam Hussein, irakischer Ex-Diktator (* 1937)
- 31. Dezember: Liese Prokop, österreichische Sportlerin und Innenministerin (* 1941)

### Datum unbekannt
- Manfred Arlt, deutscher Architekt (* 1928)
- Margareta Erichsen, deutsche Malerin und Illustratorin (* 1916)
- Gertraud Evers-Boelter, deutsche Grafikerin (* 1913)
- Reinhard Raue, deutscher Musiker (* 1953)
- Héctor Velázquez Moreno, mexikanischer Architekt (* 1922)
- Ursula Vogel, deutsche Schauspielerin und Synchronsprecherin (* 1922)

## Wissenschaftspreise

### Nobelpreise
- Medizin oder Physiologie: Andrew Z. Fire und Craig Mello „für ihre Entdeckung der RNA-Interferenz“.
- Physik: John C. Mather und George F. Smoot für die Untersuchung der kosmischen Hintergrundstrahlung.

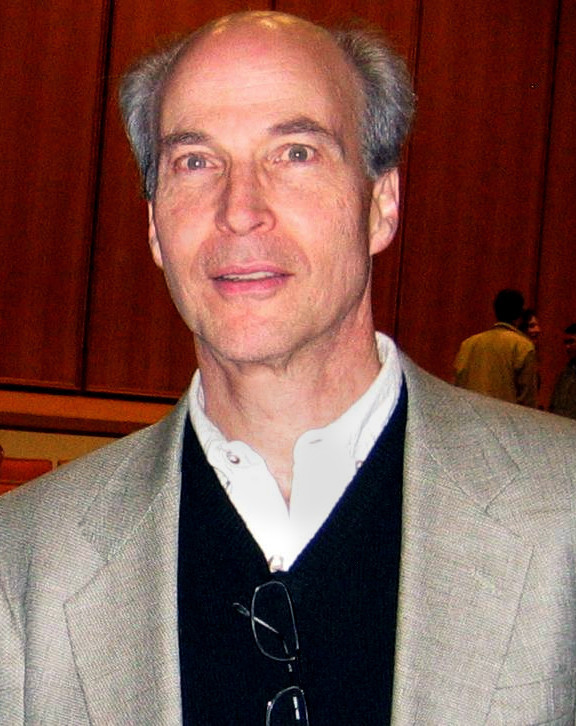
Roger D. Kornberg

- Chemie: Roger D. Kornberg „für seine Arbeiten zu den molekularen Grundlagen der Gentranskription in eukaryotischen Zellen“.
- Literatur: Orhan Pamuk, „der auf der Suche nach der melancholischen Seele seiner Heimatstadt neue Sinnbilder für Streit und Verflechtung der Kulturen gefunden hat“.
- Frieden: Muhammad Yunus und die von ihm gegründete Grameen Bank für die Förderung wirtschaftlicher und sozialer Entwicklung von unten.
- Alfred-Nobel-Gedächtnispreis für Wirtschaftswissenschaften: Edmund S. Phelps „für seine Analyse intertemporaler Zielkonflikte in makroökonomischer Politik“.

### Fields-Preis
- Andrei Okunkow, für Beiträge, die Wahrscheinlichkeitstheorie, Darstellungstheorie und Algebraische Geometrie verbinden.
- Grigori Perelman, für Einsichten in die analytische und geometrische Struktur des Ricci-Flusses, woraus der damals noch in der Überprüfung befindliche Beweis der Geometrisierungsvermutung resultiert, aus der wiederum die Poincaré-Vermutung folgt (Differentialgeometrie, Topologie); Perelman nahm die Auszeichnung nicht an.
- Terence Tao, für Beiträge zu partiellen Differentialgleichungen, zur Kombinatorik, Fourier-Analysis und additiven Zahlentheorie.
- Wendelin Werner, für Beiträge zur Schramm-Loewner-Entwicklung, zur Geometrie der zweidimensionalen Brownschen Bewegung und zur konformen Feldtheorie.

### Turing Award
- Frances E. Allen, für Theorie und Praxis der Compileroptimierung, Grundlagenlegung für die moderne automatische Programmoptimierung und Parallelverarbeitung.

## Musik
- Lordi gewinnt am 20. Mai in Athen mit dem Lied Hard Rock Hallelujah für Finnland die 51. Auflage des Eurovision Song Contest.
- Die Confessions Tour von Madonna gilt als die bisher erfolgreichste Konzerttournee einer weiblichen Künstlerin, mit einem Einspielergebnis von 194.000.000 Dollar.
- Das erfolgreichste Album des Jahres in Deutschland war Das große Leben von Rosenstolz.
- Die erfolgreichste Single des Jahres in Deutschland war Love Generation von Bob Sinclar pres. Goleo VI feat. Gary „Nesta“ Pine.
- Die Girlgroup Tic Tac Toe hat ihr Comeback mit einem neuen Musikalbum.

Siehe auch: Nummer-eins-Hits 2006 in  Australien, Belgien, Dänemark, Deutschland, Finnland, Frankreich, Griechenland, Irland, Italien, Japan, Kanada, Kroatien, Mexiko, Neuseeland, den Niederlanden, Norwegen, Österreich, Polen, Portugal, Rumänien, Schweden, der Schweiz, Slowakei, Spanien, Südkorea, Tschechien, Ungarn, den Vereinigten Staaten und im Vereinigten Königreich.
Siehe auch: Kategorie:Musik 2006